# Mayenne (commune)
Ne pas confondre avec la Mayenne (département) qui est également le nom du département de cette sous-préfecture
Pour les articles homonymes, voir Mayenne.
Mayenne (prononcé : /ma.jɛn/ ) est une commune de l'Ouest de la France, située à l'intersection des régions Pays de la Loire, de la Bretagne et de la Normandie. Il s'agit d'une des deux sous-préfectures du département de la Mayenne.
Troisième commune la plus peuplée du département, elle comptait 12 854 habitants en 2022.
Mayenne est apparue au Moyen Âge, près d'une voie romaine. Elle se trouvait à proximité des duchés de Bretagne et de Normandie. La ville était au départ une place forte carolingienne, dominant les berges de la rivière Mayenne et la route entre Le Mans et le littoral de la Manche. Elle s'est ensuite développée grâce au commerce de ses toiles de lin. La ville s'appuie désormais sur un tissu industriel diversifié.
Le château de Mayenne renferme une importante structure militaire carolingienne, ce qui lui donne un caractère unique. Elle possède notamment de belles églises et des hôtels particuliers. Elle fait partie du Pays d'art et d'histoire Coëvrons-Mayenne.
Le maire de Mayenne est Jean-Pierre Le Scornet qui a succédé à Michel Angot en 2020.

## Géographie

### Localisation
Mayenne est située au nord du département de la Mayenne, près de l'Orne (Normandie), et à mi-chemin entre Laval et Domfront, et Alençon et Fougères. Avant la Révolution française, Mayenne faisait partie de la province du Maine, depuis répartie entre deux départements, la Mayenne et la Sarthe. Ces départements font tous les deux partie de la région des Pays de la Loire.
La ville est sur le cours supérieur de la Mayenne, une rivière qui marque peu après sa source la limite avec la Normandie puis descend vers la Loire au sud. Ce cours d'eau traverse le département du nord au sud et forme un axe naturel permettant de relier Mayenne à la préfecture, Laval, puis à l'autre sous-préfecture, Château-Gontier-sur-Mayenne.
Mayenne est située à approximativement 30 km de Laval et Domfront, 45 km de Fougères, 65 km d'Alençon, 75 km du Mans, 100 km de Rennes, 110 km d'Angers, 120 km de Caen, 180 km de Nantes, et 250 km de Paris. La ville est à une centaine de kilomètres de la baie du Mont-Saint-Michel, le littoral le plus proche.
Mayenne fait historiquement partie du Bas-Maine, qui est constitué des arrondissements de Laval et Mayenne ; le Haut-Maine se trouvant dans la Sarthe et l'arrondissement de Château-Gontier correspondant à la Mayenne angevine.
Mayenne est entourée d'une région vallonnée, couverte par le bocage et traversée par de nombreux petits cours d'eau. Le climat est humide, et la surface toujours en herbe occupe la moitié des terres agricoles. Les herbages tendent toutefois à régresser, notamment à cause de la culture de plantes fourragères comme le maïs.

Quelques forêts se trouvent dans les environs de Mayenne, la forêt de Mayenne, la forêt de Bourgon, la plus proche est celle de Salair, qui entoure le village de Fontaine-Daniel.

### Communes limitrophes
| Parigné-sur-Braye | La Haie-Traversaine | Saint-Fraimbault-de-Prières |
|                   | Mayenne             | Aron                        |
| Saint-Baudelle    | Moulay              | La Bazoge-Montpinçon        |

### Géologie

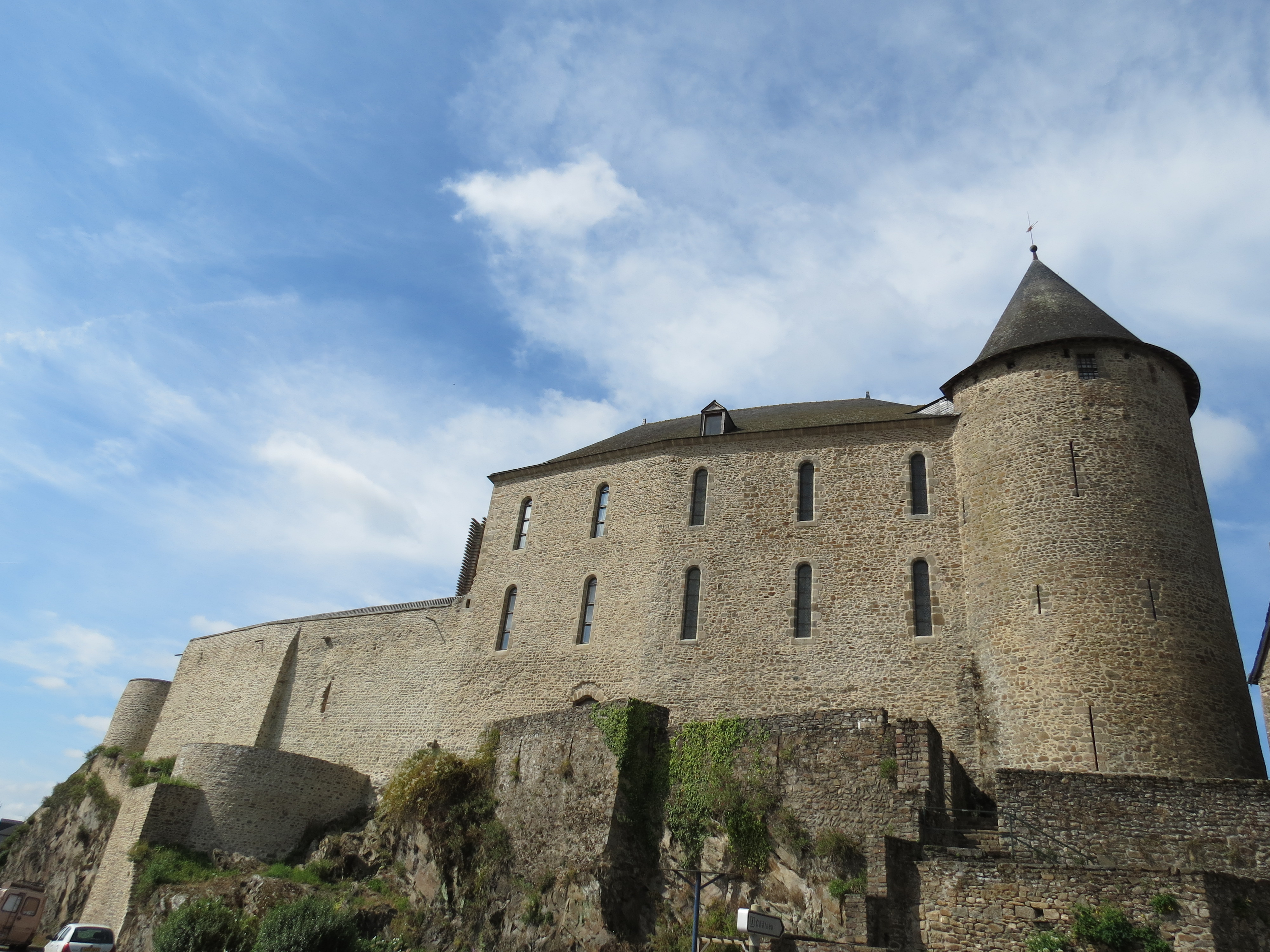
Le château de Mayenne, construit sur un affleurement rocheux.

La superficie de la commune est de 2 000 hectares ; son altitude varie en moyenne de 124 mètres.
La ville de Mayenne se trouve, comme l'ensemble du département, sur le Massif armoricain. La commune possède un territoire vallonné, avec une altitude moyenne de 120 mètres. Le cours de la Mayenne, au niveau de l'écluse, atteint 85 mètres, tandis que l'ancien hôtel-de-ville est à 135 mètres. Le point culminant se trouve au niveau de la caserne Mayran, qui culmine à 159 mètres.
Le sous-sol mayennais s'est formé au Paléozoïque, notamment grâce à l'activité volcanique, puis a été recouvert par des formations tertiaires diverses, notamment du grès, formé au Silurien. Enfin, d'anciens terrains éruptifs ayant laissé du gneiss et du granite. La ville est construite sur un ancien volcan dont le cratère est inondé par la rivière Mayenne. Le sous-sol de la ville comprend aussi du schiste. Le granite, de mauvaise qualité, n'est présent que sur la rive droite.

### Hydrographie

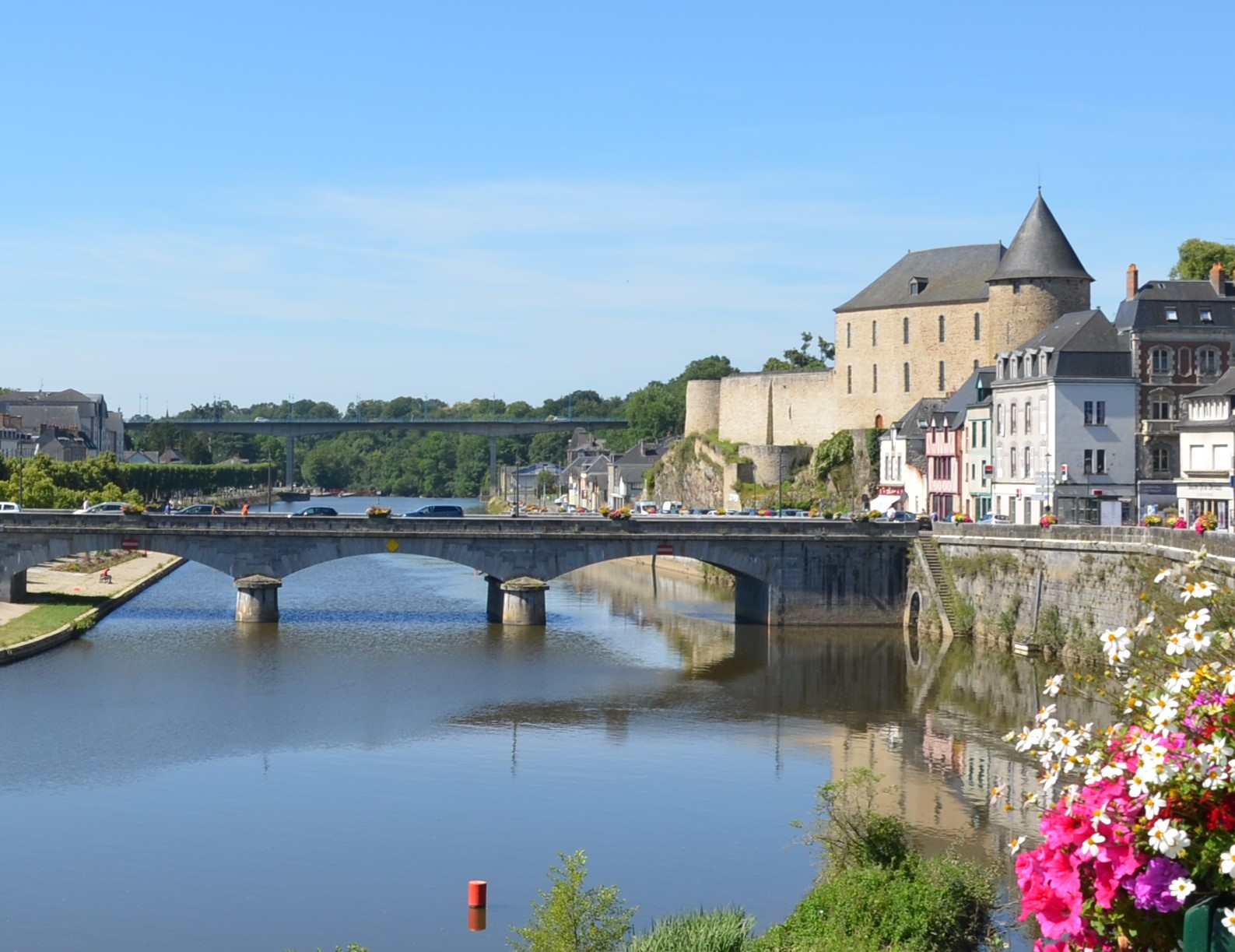
La Mayenne dans le centre-ville.

Le sous-sol de Mayenne comprend quelques aquifères, mais l'eau potable utilisée dans la commune vient de la retenue de Saint-Fraimbault-de-Prières, située sur la Mayenne à quelques kilomètres en amont. La ville est par ailleurs dotée d'une station d'épuration d'une capacité de 25 000 équivalents-habitant.

#### La rivière
La ville de Mayenne est traversée du nord au sud par la Mayenne. À cause du relief prononcé, 40 m de dénivelé entre Mayenne et Laval, la rivière, malgré quelques méandres, est souvent surplombée par des falaises formant des promontoires : promontoire du château de Mayenne, promontoire de l'oppidum de Moulay et plus loin, celui de Saint-Jean-sur-Mayenne.
D'importants travaux effectués au cours de l'histoire rendent la rivière navigable ; d'abord sous François Ier entre Château-Gontier et Laval, puis complétés entre 1853 et 1868 jusqu'à Mayenne. De profonds remaniements, modifiant les berges et creusant le lit, remodèlent la rivière et permettent au trafic de remonter jusqu'à Mayenne avec vingt écluses entre Mayenne et Laval. Ces travaux du XIXe siècle modifient le centre-ville, détruisant les moulins médiévaux et l'hôpital du Saint-Esprit pour l'aménagement des quais. La rivière sert au transport de marchandises jusqu'au milieu du XXe siècle. D'abord désaffectée, elle se tourne ensuite vers la navigation de plaisance. La ville de Mayenne est la dernière étape sur la Mayenne : en amont la rivière n'est plus navigable.

#### Les ponts
Trois ponts franchissent la rivière. À l'époque gallo-romaine, la rivière se traverse sur un gué de la voie romaine de Jublains à Avranches, proche d'un lieu-dit au nom évocateur de Brives, habituellement appelé gué Saint-Léonard, 1 500 m en amont. Ce lieu que jouxte la chapelle Saint-Léonard (Mayenne) est connu par la découverte en 1863 par Chédeau et de Sarcus d'un trésor monétaire de plus de 25 000 pièces jetées par les voyageurs.
Durant le Haut Moyen Âge, la traversée se fait au pied du castrum primitif. Un pont attesté au XIe siècle est reconstruit à trois arches en arc brisé : il persiste jusqu'en 1868. Juste en aval, une chaussée alimente trois moulins au bénéfice de l'abbaye de Fontaine-Daniel. Ce pont, qui structure la ville ancienne, est l'objet d'anecdotes entre les des moitiés de la ville et ses deux paroisses[réf. souhaitée]. Inadapté après les travaux des quais et le percement des nouvelles voies de circulation, il est reconstruit en 1868, 30 m en amont, en granite et maçonnerie, prolongé d'un tablier métallique au-dessus des nouveaux quais ; appelé pont de l’Impératrice, il reprend ensuite le nom de Notre-Dame. Miné en 1944 par les Allemands, il est reconstruit à l'identique.

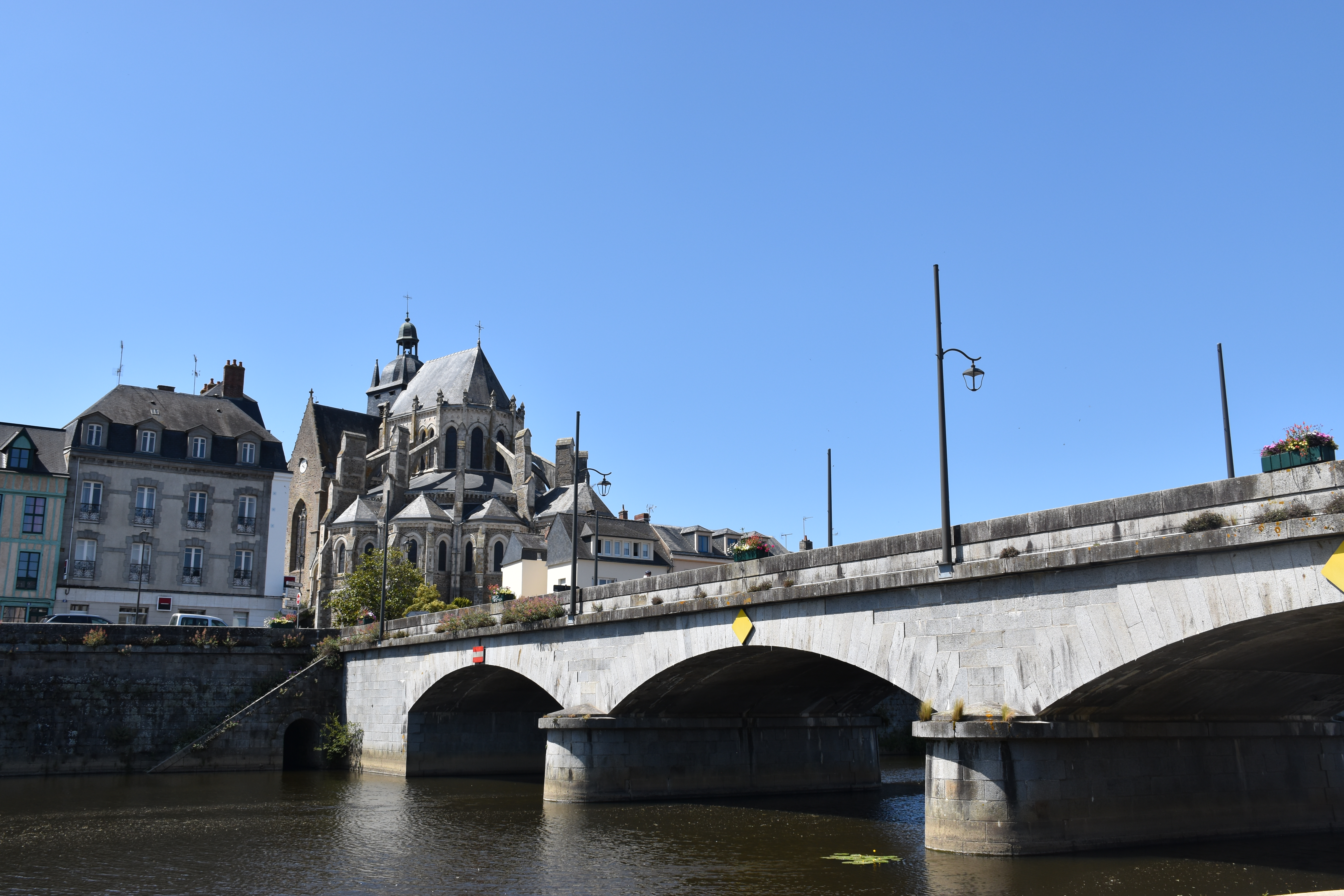
Pont Notre-Dame
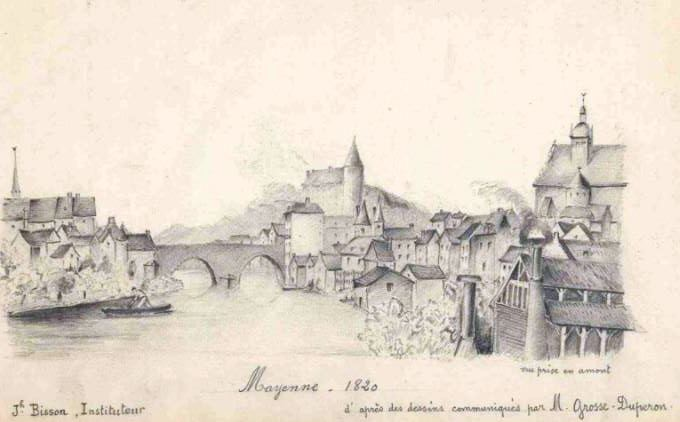
Le vieux pont détruit au XIXe siècle
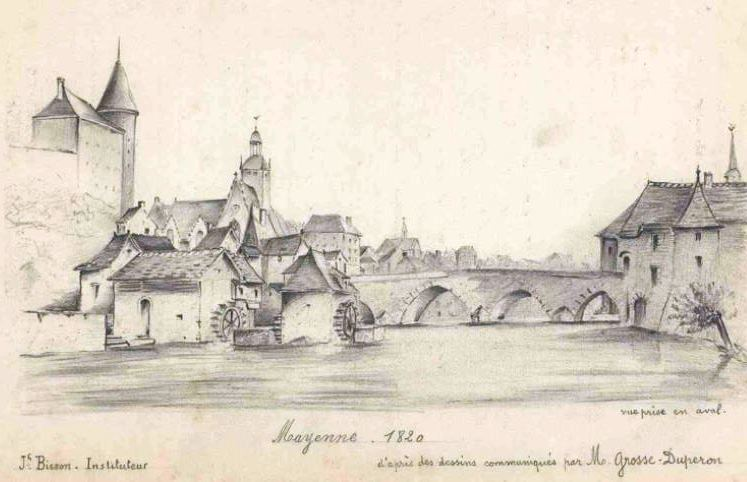
La chaussée des moulins médiévaux

Le pont Mac-Racken est construit pour franchir la Mayenne au niveau de la traverse d'Orléans, nouvelle voie de l'urbanisme du XIXe siècle, aujourd'hui RN 12. Inauguré en 1834, il porte d'abord le nom d'Ambroise de Loré, puis d'Orléans, de la Caisse d'épargne (construite en 1884), enfin de Mack-Racken, à la suite du sacrifice du soldat démineur américain qui permit au groupement Weaver de la 90e division de franchir la Mayenne et de libérer la rive gauche, le 5 août 1944. Une plaque commémorative et une célébration annuelle marquent cet événement.

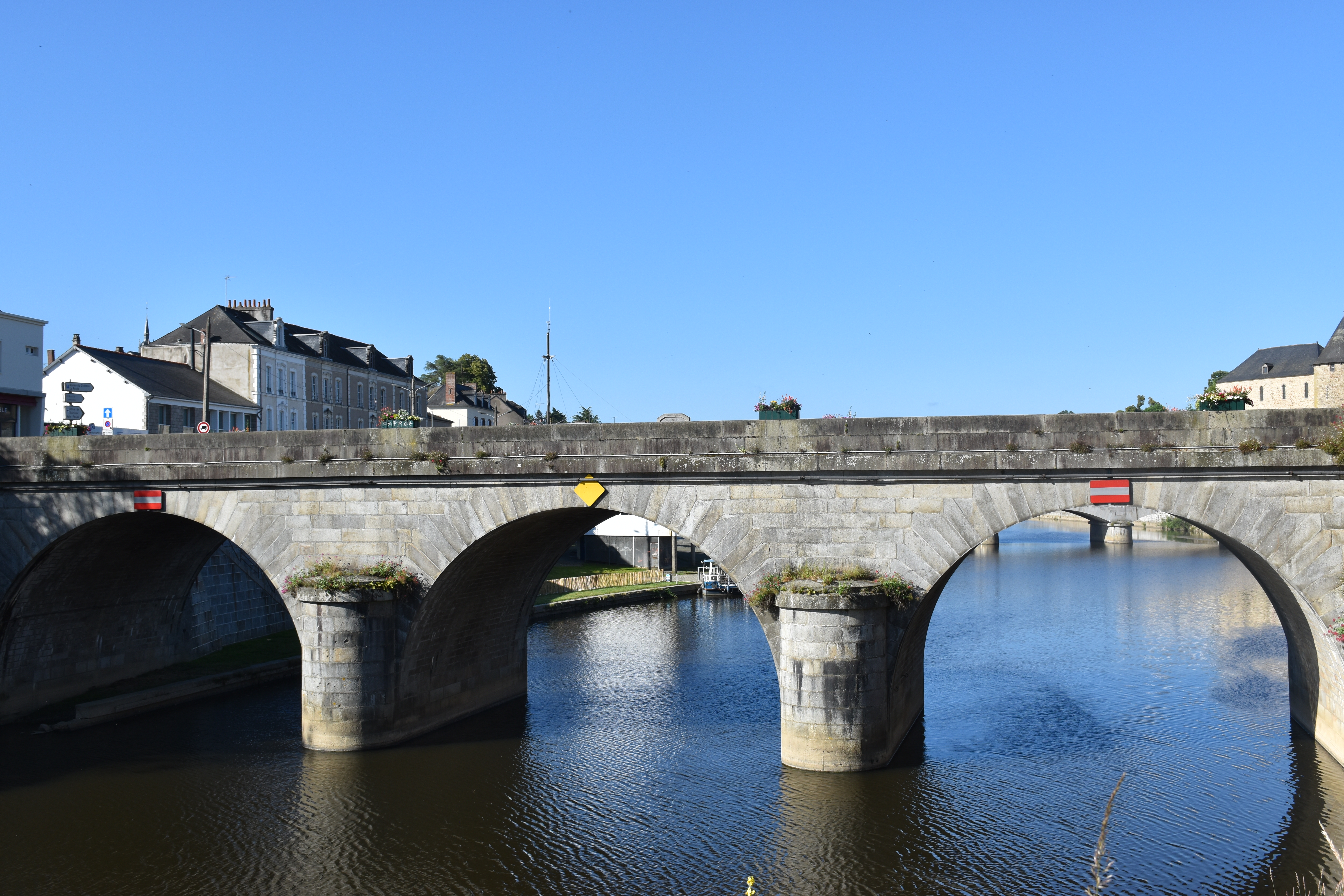
Pont Mac Racken
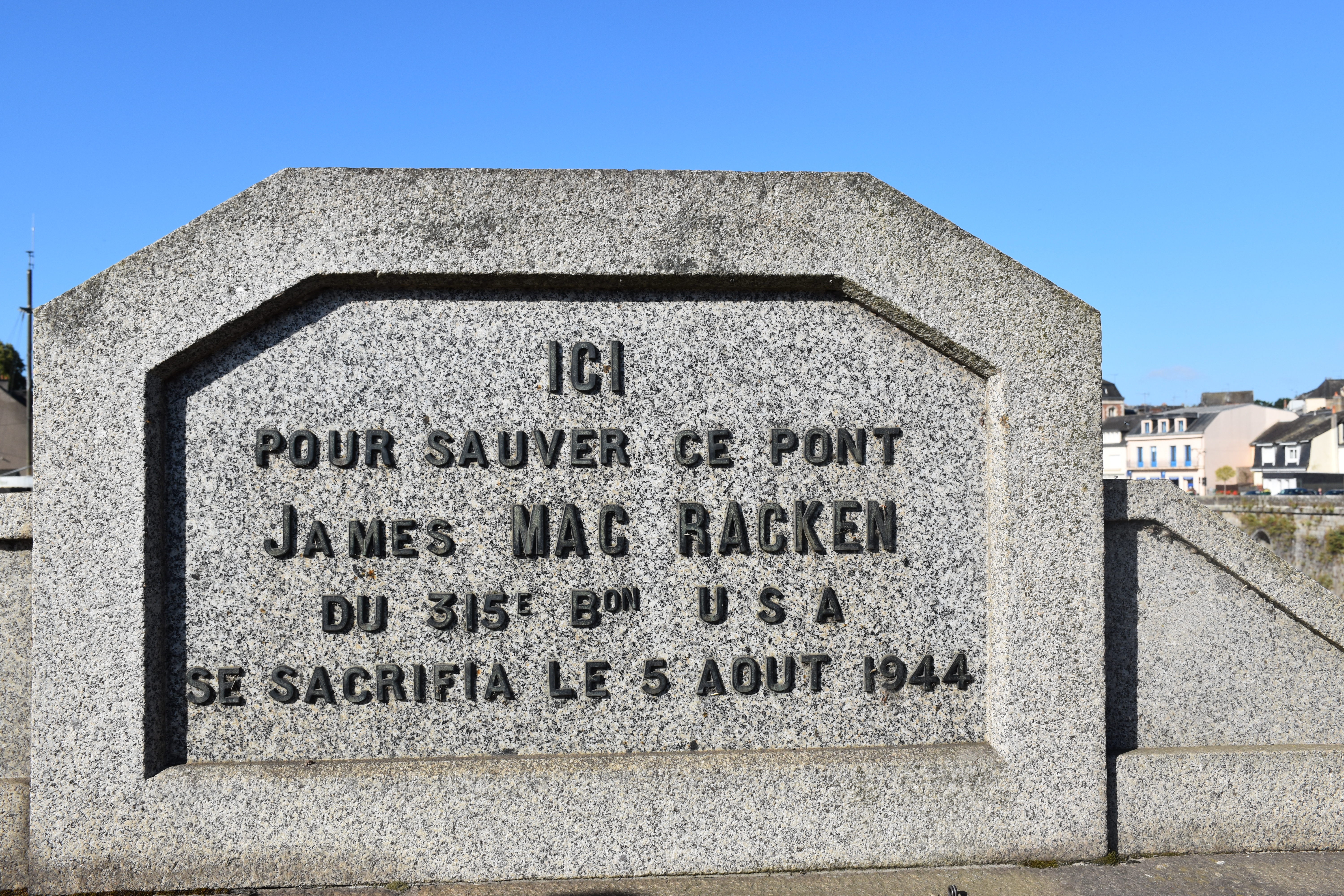
Mémorial Mac Racken

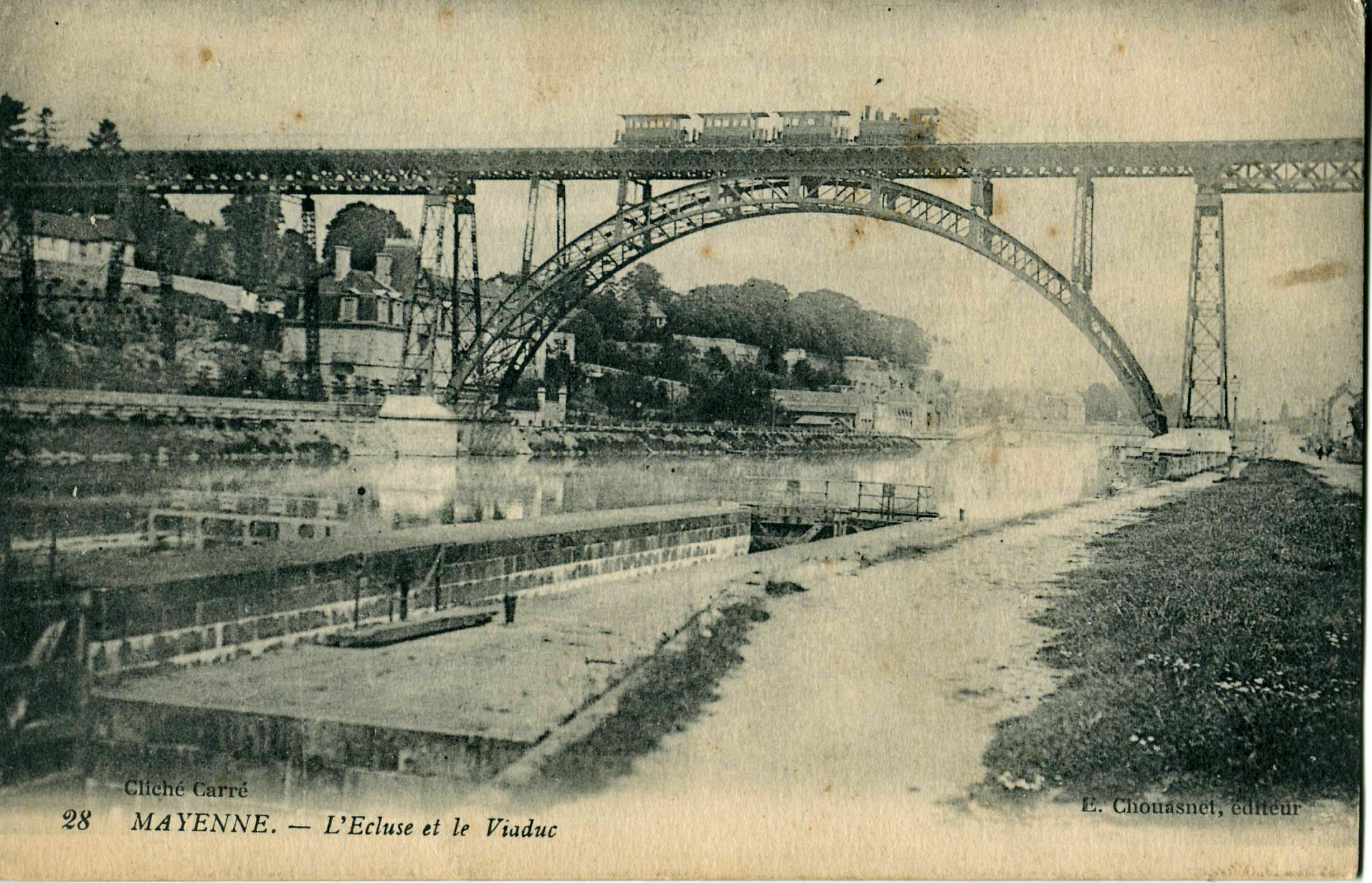
Viaduc de la voie ferrée 1901-1944

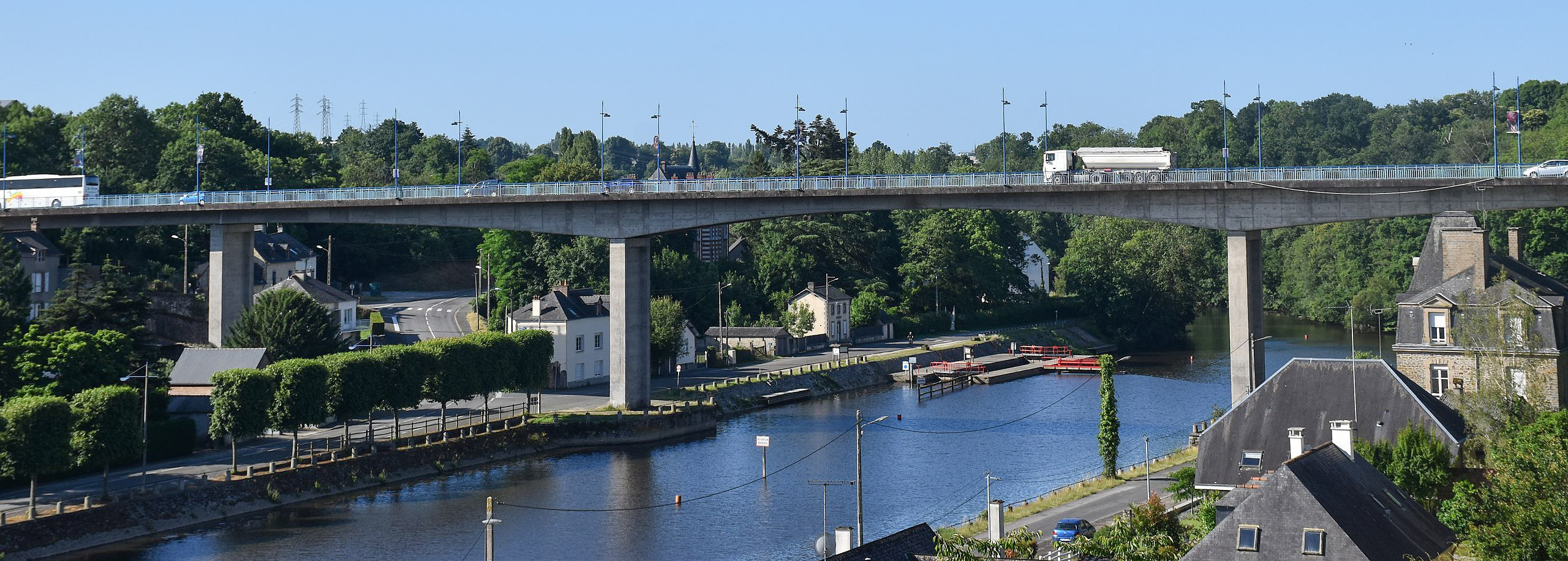
Viaduc de l'Europe

Le viaduc en aval est d'abord un viaduc ferroviaire pour la ligne d’intérêt locale Landivy-Mayenne ; surnommé localement le viaduc Eiffel, c'est en fait un concurrent, la Société de construction métallique Moisant, Laurent, Savey et Cie qui élabore le projet retenu et en assure la construction entre 1901 et 1903. Il comporte une arche centrale métallique de 54 m d'ouverture et 17 m de flèche. Détruit en 1944, il est remplacé par un viaduc routier en béton inauguré le 12 décembre 1970, nommé viaduc de l'Europe.
Plus en amont, un ancien pont de chemin de fer devenu voie piétonne franchit la rivière au niveau du hameau et de la fonderie de Brives. En aval, un pont routier relie le bourg de Saint-Baudelle à la route Mayenne Laval. Le contournement routier de la ville impose un nouveau franchissement de la rivière.
La commune de Mayenne compte plusieurs autres cours d'eau, pratiquement tous tributaires de la Mayenne. Certains se jettent toutefois dans l'Aron, qui rejoint lui-même la Mayenne à Moulay, au sud de la ville ; c'est dans le triangle de cette confluence que s'est installé l'oppidum de Moulay. Parmi ces cours d'eau se trouvent, rive droite : le ruisseau de la Bretonnerie, qui marque la limite avec La Haie-Traversaine, le ruisseau de la Chouanne, qui contourne le centre par le nord, et le ruisseau des Perrouins, qui forme un étang le long du boulevard Pierre-Mendès-France. Il se jette dans la Mayenne au niveau du château, dont il alimentait à l'origine les douves et deux petits moulins. Son parcours dans le centre-ville est aujourd'hui couvert. Rive gauche, il y a notamment l'Ollon, qui naît à Champéon et se jette dans la Mayenne à la Hucherie, ainsi que plusieurs ruisseaux parallèles, comme celui des Helleries, celui de la Filousière et celui des Mérières. L'Aron marque la limite sud-est de la commune.

### Climat
Pour des articles plus généraux, voir Climat des Pays de la Loire et Climat de la Mayenne.
En 2010, le climat de la commune est de type climat océanique altéré, selon une étude du CNRS s'appuyant sur une série de données couvrant la période 1971-2000. En 2020, Météo-France publie une typologie des climats de la France métropolitaine dans laquelle la commune est exposée à un climat océanique et est dans la région climatique  Moyenne vallée de la Loire, caractérisée par une bonne insolation (1 850 h/an) et un été peu pluvieux.
Pour la période 1971-2000, la température annuelle moyenne est de 10,9 °C, avec une amplitude thermique annuelle de 13,7 °C. Le cumul annuel moyen de précipitations est de 816 mm, avec 13 jours de précipitations en janvier et 7,4 jours en juillet. Pour la période 1991-2020, la température moyenne annuelle observée sur la station météorologique installée sur la commune est de 11,7 °C et le cumul annuel moyen de précipitations est de 849,9 mm,. Pour l'avenir, les paramètres climatiques de la commune estimés pour 2050 selon différents scénarios d'émission de gaz à effet de serre sont consultables sur un site dédié publié par Météo-France en novembre 2022.
| Mois                                  | jan.           | fév.           | mars        | avril         | mai           | juin           | jui.          | août           | sep.          | oct.          | nov.            | déc.           | année     |
| ------------------------------------- | -------------- | -------------- | ----------- | ------------- | ------------- | -------------- | ------------- | -------------- | ------------- | ------------- | --------------- | -------------- | --------- |
| Température minimale moyenne (°C)     | 2,3            | 2              | 3,7         | 5,4           | 8,8           | 11,7           | 13,4          | 13,4           | 10,7          | 8,5           | 5               | 2,6            | 7,3       |
| Température moyenne (°C)              | 5,2            | 5,7            | 8,1         | 10,5          | 13,9          | 17             | 18,9          | 18,9           | 15,9          | 12,5          | 8,3             | 5,6            | 11,7      |
| Température maximale moyenne (°C)     | 8,1            | 9,3            | 12,6        | 15,7          | 19            | 22,3           | 24,4          | 24,4           | 21,2          | 16,5          | 11,6            | 8,5            | 16,1      |
| Record de froid (°C) date du record   | −15 08.01.1985 | −12 10.02.1986 | −8 01.03.05 | −4 12.04.1986 | −2 05.05.1979 | 1,5 01.06.1989 | 3 05.07.1962  | 2,9 28.08.1974 | 0 27.09.1972  | −4 21.10.1972 | −7,5 23.11.1993 | −14 29.12.1964 | −15 1985  |
| Record de chaleur (°C) date du record | 16 15.01.1975  | 21,5 27.02.19  | 24 30.03.21 | 29,3 20.04.18 | 31,1 27.05.05 | 38,1 29.06.19  | 39,5 25.07.19 | 37,8 07.08.20  | 34 01.09.1961 | 29 02.10.11   | 22 02.11.1970   | 16,5 31.12.22  | 39,5 2019 |
| Précipitations (mm)                   | 86,9           | 70,5           | 62,5        | 56,6          | 67,9          | 54,7           | 57,8          | 56,1           | 64,9          | 86,1          | 87,5            | 98,4           | 849,9     |

### Voies de communication et transports
Liaisons routieres

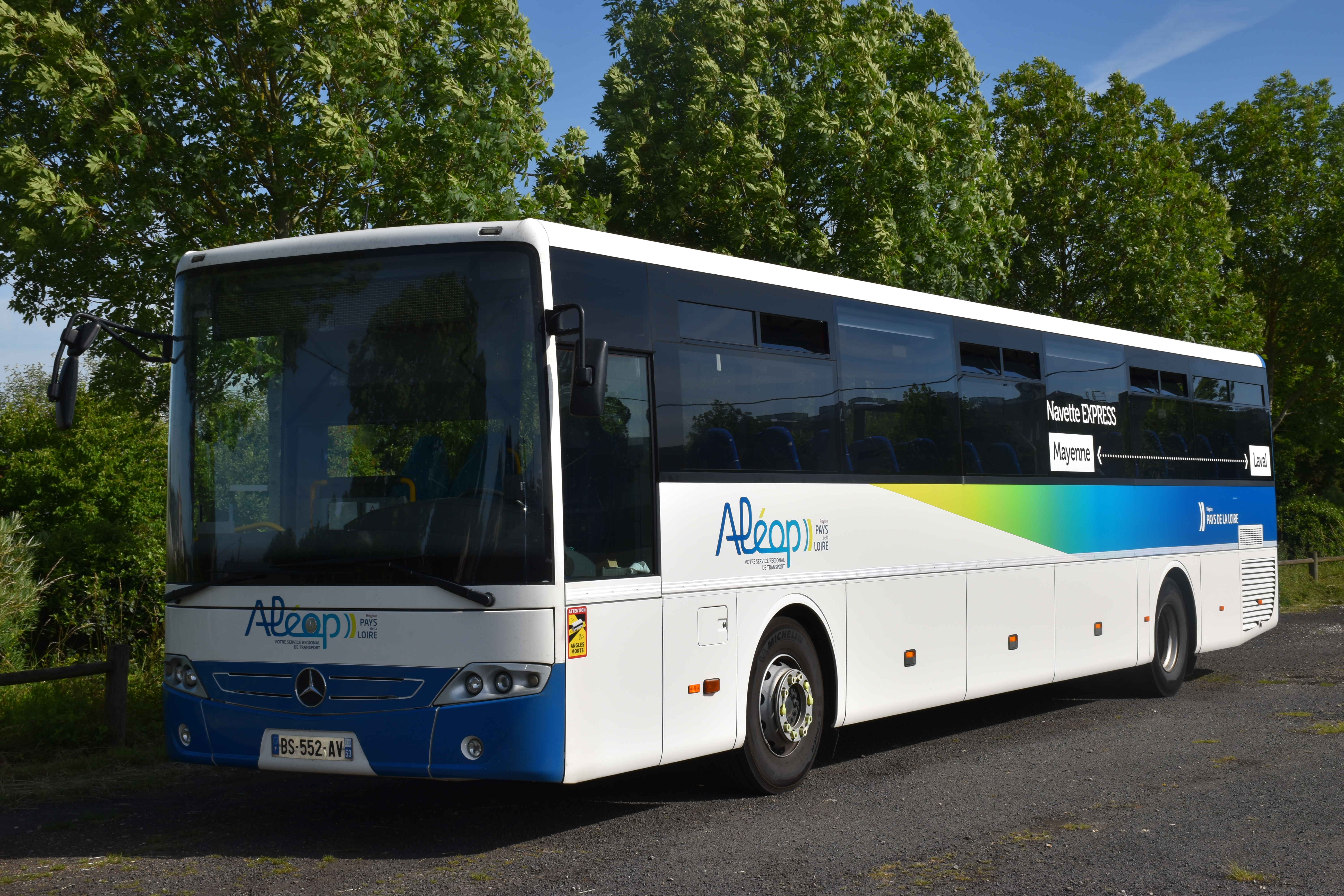
Car Aléop

Mayenne est traversée par la RN 12, qui relie Paris à Brest en passant par Alençon. Cette route permet notamment de relier la ville à Pré-en-Pail, Ernée et Fougères, ainsi qu'à l'autoroute A84, qui relie Rennes à Caen, et à l'autoroute A28, qui va de Tours à Abbeville.
La RN 12 forme un carrefour avec l'ancienne RN 162, déclassée en RD 23, qui suit le cours de la Mayenne, et traverse le département du nord au sud. Cette route permet de relier Mayenne à Laval, Château-Gontier et Angers en direction du sud, et Domfront et Caen en direction du nord. Elle permet aussi de rejoindre au nord de Laval l'autoroute A81 qui relie Le Mans à Rennes. Un contournement routier à l'est de la ville est inauguré en avril 2016, complété en 2018, qui évite la traversée de la ville au trafic entre Laval et le nord du département d'éviter. Les fouilles de sauvegarde préalables au chantier mettent au jour de l'oppidum de Moulay.
Liaisons ferroviaires
Mayenne possédait une gare située sur les lignes de Caen à Laval (tronçon Ligne de La Chapelle-Anthenaise à Flers#Histoire) et de Mayenne à La Selle-en-Luitré, toutes deux fermées. Le 31 mai 1970, l'autorail immatriculé XBD 3923 quitte le quai B de la gare de Laval à 17 h 50 pour effectuer un dernier trajet de voyageurs vers Mayenne et Domfront sur la ligne de Caen à Laval ; un trafic marchandise persiste entre Laval et Mayenne jusqu'en 1992. La SNCF maintient ensuite un guichet dans la gare qu'elle ferme en septembre 2017. La réouverture d'une ligne Mayenne-Laval est soutenue par les autorités locales et la Fédération Nationale des Usagers des Transports, mais la décision incombe à la région Pays de la Loire. L'emprise des voies de la gare est occupé aujourd'hui par le centre culturel Le Grand Nord, composé d'une médiathèque, d'un conservatoire de musique et de danse et d'une ludothèque, et par une extension de la salle de sport Jules-Ferry. Un ensemble immobilier Leny-Escudero y a été construit en 2018 et accueille aujourd'hui 40 logements collectifs ; l’ensemble des voies s'est transformé en voie verte. Le périmètre du parc des expositions (incendié en novembre 2019) va faire l'objet d'un projet de requalification.
La ville est desservie par les cars du réseau régional Aléop, principalement la navette express Mayenne - Laval. Elle possède aussi un petit réseau de transport en commun (May'Bus) exploité par Les Cars bleus. Gratuit, le bus circule du lundi au vendredi et fait tout le tour de Mayenne.

## Urbanisme

### Typologie
Au 1er janvier 2024, Mayenne est catégorisée centre urbain intermédiaire, selon la nouvelle grille communale de densité à sept niveaux définie par l'Insee en 2022.
Elle appartient à l'unité urbaine de Mayenne, une agglomération intra-départementale regroupant quatre  communes, dont elle est ville-centre,,. Par ailleurs la commune fait partie de l'aire d'attraction de Mayenne, dont elle est la commune-centre,. Cette aire, qui regroupe 27 communes, est catégorisée dans les aires de moins de 50 000 habitants,.

### Occupation des sols

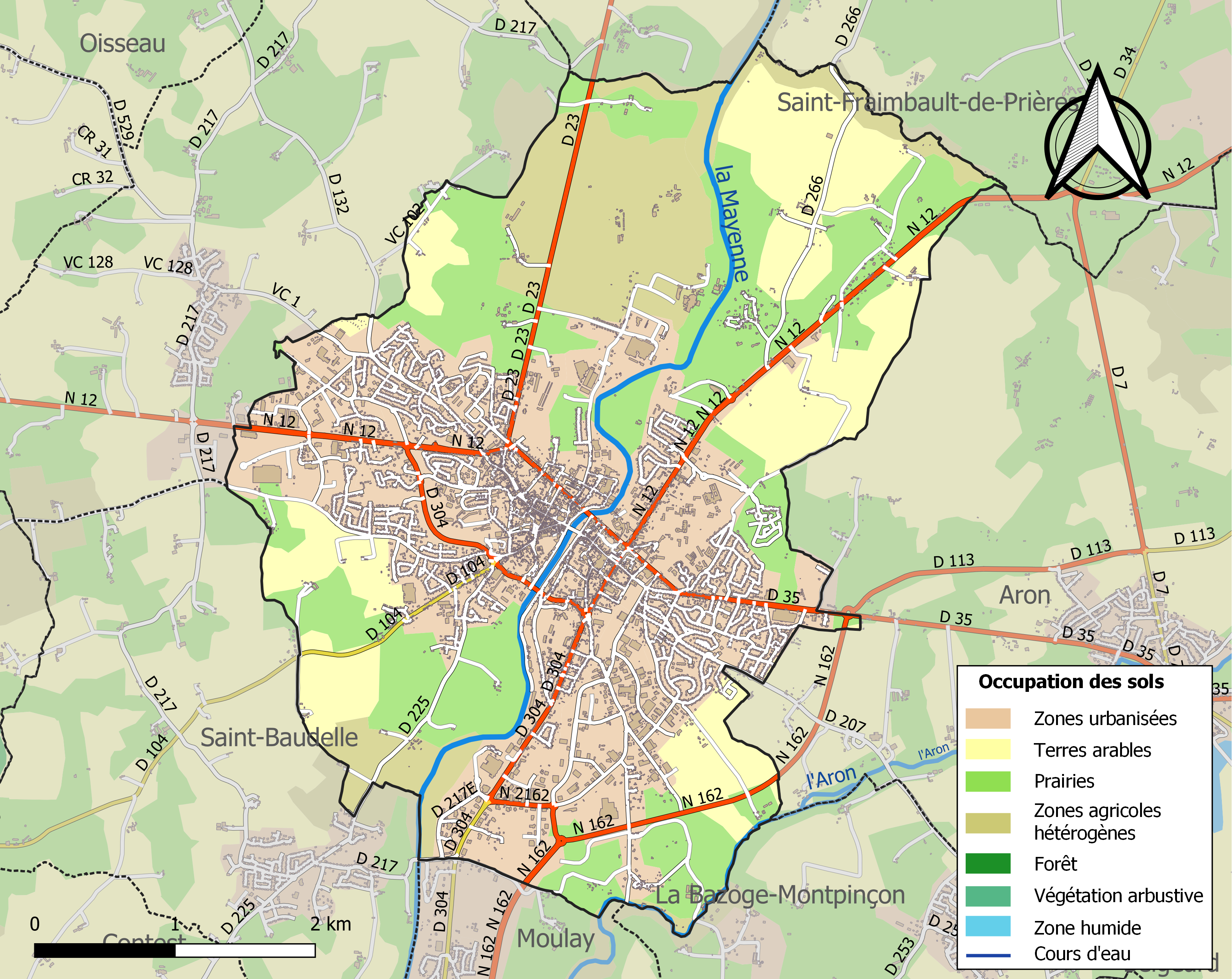
Carte des infrastructures et de l'occupation des sols de la commune en 2018 (CLC).

L'occupation des sols de la commune, telle qu'elle ressort de la base de données européenne d’occupation biophysique des sols Corine Land Cover (CLC), est marquée par l'importance des territoires agricoles (57,1 % en 2018), en diminution par rapport à 1990 (66 %). La répartition détaillée en 2018 est la suivante : zones urbanisées (27,1 %), prairies (25,9 %), terres arables (17,6 %), zones industrielles ou commerciales et réseaux de communication (15,8 %), zones agricoles hétérogènes (13,6 %).
L'IGN met par ailleurs à disposition un outil en ligne permettant de comparer l’évolution dans le temps de l’occupation des sols de la commune (ou de territoires à des échelles différentes). Plusieurs époques sont accessibles sous forme de cartes ou photos aériennes : la carte de Cassini (XVIIIe siècle), la carte d'état-major (1820-1866) et la période actuelle (1950 à aujourd'hui).

### Morphologie urbaine

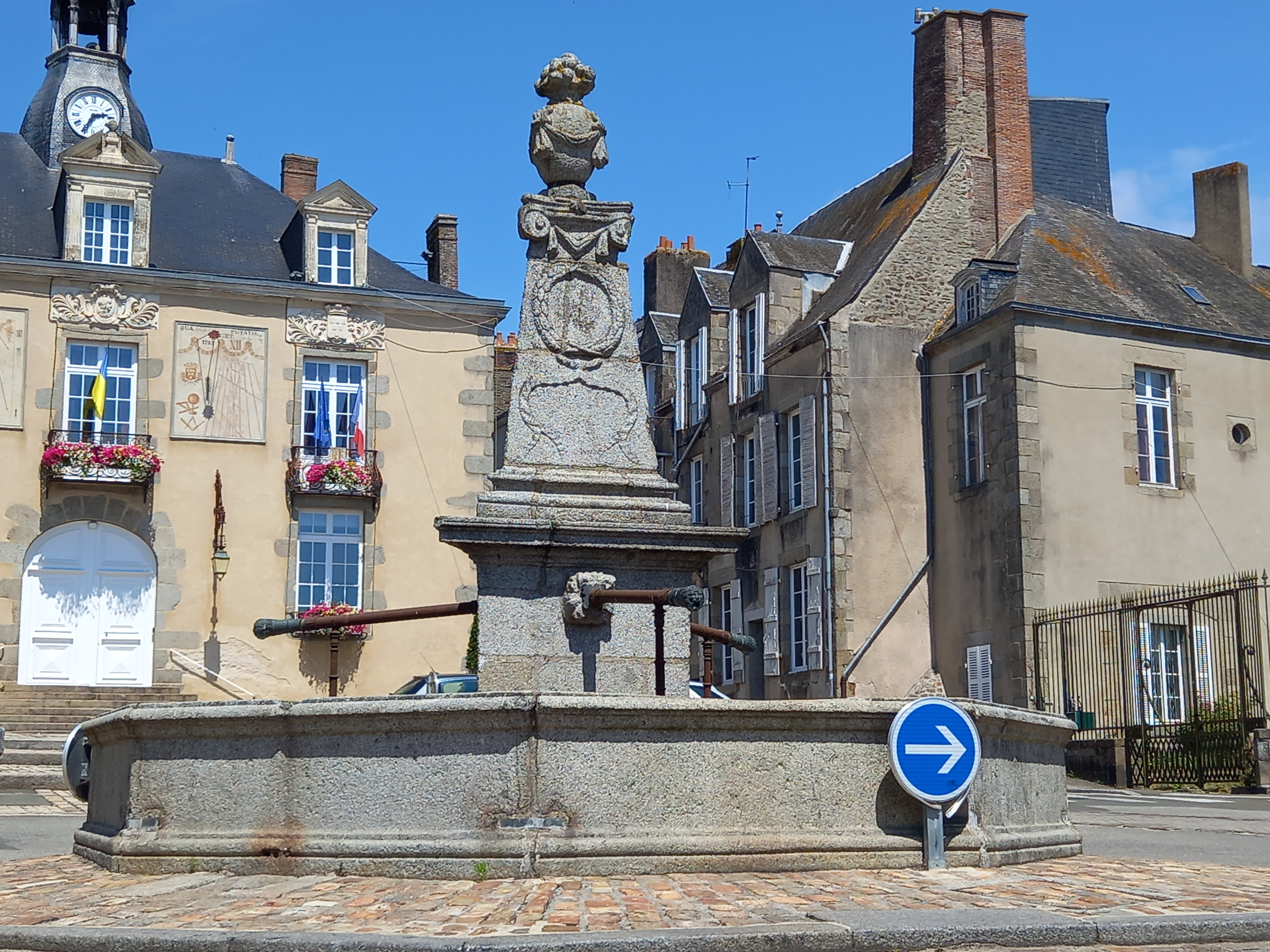
La place de Hercé, dans le centre-ville.

Le territoire de Mayenne n'est urbanisé qu'à 40 %, et une partie de la commune est encore composée d'espaces ruraux, incluant du bocage, des fermes, des champs et des vergers. L'urbanisation est toutefois rapide, et 32 hectares ont été construits entre 2003 et 2008, dont la moitié pour des logements. La croissance de la ville est encore plus visible sur le long terme : entre 1949 et 1996, la surface urbanisée a gagné 230 hectares, soit une hausse de 270 %. Dans le même intervalle, la population n'a augmenté que de 40 %.
La ville est coupée en deux par la Mayenne, et les deux rives sont urbanisées de façon égale. L'espace construit peut se diviser en trois espaces : le centre-ville, qui regroupe l'habitat ancien, la périphérie, composée d'ensembles pavillonnaires et de petits immeubles, et les secteurs industriels et commerciaux, implantés au bord des grands axes. Le centre-ville comprend une partie classée, représentant cinq hectares. Une zone de protection du patrimoine architectural, urbain et paysager est en réflexion avec le soutien technique de la Société d'archéologie et d'histoire de la Mayenne.
La ville est apparue à  la fin du Haut Moyen Âge et s'est construite autour du château installé sur un promontoire rocheux dominant la rive droite. La rive gauche a d'abord été occupée par un prieuré, mais les deux rives ont toujours été urbanisées en quantité égale. Les environs du château possèdent encore un caractère médiéval, avec un parcellaire étroit et quelques ruelles. Le centre-ville témoigne aussi de l'époque moderne, avec l'ancien hôtel-de-ville du XVIIe siècle dit ancien palais de la barre ducale et de nombreux hôtels particuliers, organisés autour d'un axe marqué par les places de Hercé et Cheverus, ouvertes par Colbert. La fin du XIXe siècle restructure le centre de la ville avec l'aménagement des quais et les destructions qui l'accompagnent et le percement de la Nouvelle Traverse à l'est de la ville : axe rue Ambroise de Loré, nouveau pont (Ambroise de Loré, d'Orléans puis pont Mac-Racken) et rue Roulois classé RN 12. Autour de cet axe se construisent la caserne Mayran, le grand hôtel, la caisse d'épargne (1878), le restaurant municipal et l'hôpital Roulois. Un événement modifie l'urbanisme de la rive Saint-Martin : le bombardement visant la gare le 9 juin 1944 détruisant de nombreuses maisons, le viaduc et l'hôpital, il fait 328 victimes. La reconstruction des années 1950 est reconnaissable en particulier place du 9 juin 1944, rue de la Madeleine et boulevard du Général Leclerc, elle concerne aussi l'hôpital général construit en 1956 sur l'emplacement de l'Hotel-Dieu détruit par le bombardement. Ces années là marquent un tournant : l'axe de la rivière, trop étroit, ne structure plus l'urbanisation, et ce sont les plateaux situés à l'ouest et à l'est du centre qui sont construits. L'étalement urbain des dernières décennies a accentué le rôle structurant de l'axe rue Roullois—rue Ambroise-de-Loré, qui traverse la ville d'est en ouest et franchit la Mayenne sur le pont Mac-Racken. Cet axe date du XIXe siècle et il double celui qui passe par le pont Notre-Dame. Néanmoins, Mayenne conserve une structure à tendance concentrique, qui privilégie le centre-ville. Une nouvelle étape est franchie avec le déclassement de la voie ferrée et son démontage en 1992. La libération de cette emprise permet la construction du centre culturel Le Grand Nord, la nouvelle salle de sport Jules-Ferry, le centre de la petite enfance et un ensemble immobilier d'immeubles sociaux Leny-Escudero.

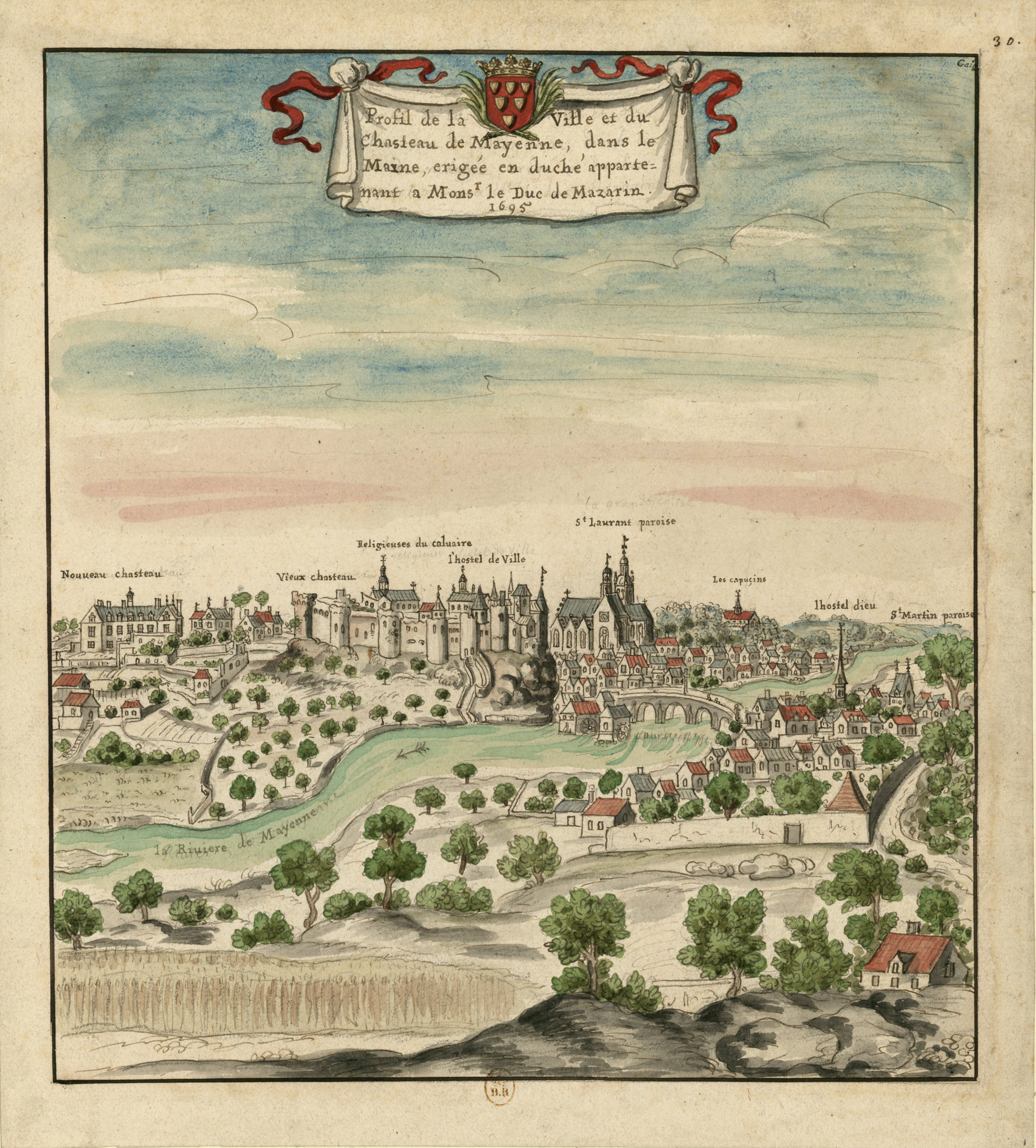
Ce dessin réalisé en 1695 montre un grand nombre d'éléments encore visibles à Mayenne : la rivière et ses méandres, la rive droite, avec le château et l'église Notre-Dame, et la rive gauche, avec le faubourg construit autour de Saint-Martin.

### Logement
Mayenne comptait 7 383 logements pour 6 498 ménages en 2018, il y avait donc 10,3 % de logements vacants. La même année, 88 % des logements étaient des résidences principales et 51,1 % des ménages étaient propriétaires de leur logement. En 2022, Mayenne compte environ 1 200 logements sociaux (du T1 au T6) gérés par trois bailleurs : Mayenne Habitat, Méduane et Podéliha.
Le nombre de logements à Mayenne a fortement augmenté au cours des dernières décennies, passant de 3 556 en 1968 à 6 417 en 1999, puis de 7 095 en 2009 à 7 383 en 2018. Les logements mayennais sont généralement grands : plus de 32,7% des logements ont cinq pièces ou plus, et plus de 25,8 % ont quatre pièces. Les maisons ont en moyenne 4,7 pièces, et les appartements 2,8 pièces. Les maisons représentent plus de 57 % du parc immobilier mayennais. Enfin, 46,9% des Mayennais vivent seuls.

### Communes limitrophes et agglomération
La ville de Mayenne est limitrophe de sept autres communes. Il s'agit de Parigné-sur-Braye, La Haie-Traversaine, Saint-Fraimbault-de-Prières, Aron, La Bazoge-Montpinçon, Moulay et Saint-Baudelle. La surface urbanisée de Mayenne n'atteint aucune de ces communes, mais il existe une certaine continuité entre Mayenne et Moulay, au sud, puis entre Moulay et Saint-Baudelle. Ces trois communes forment l'unité urbaine de Mayenne. Celle-ci comptait 14 959 habitants en 2018 pour 35,7 km2. le nombre d'habitants de cette unité urbaine stagne, voire diminue, avec un solde migratoire de -0,1 % entre 1999 et 2009.
L'aire urbaine, c'est-à-dire l'ensemble des communes polarisées économiquement par Mayenne, comptait de son côté 27 872 habitants pour 278,20 km2 en 2013. Enfin, la zone d'emploi de la ville recensait en 2018 10 601 emplois.
Mayenne ainsi que 32 communes de l'aire urbain forment ensemble Mayenne communauté, qui regroupait 36 963 habitants en 2018.
| Parigné-sur-Braye                 | La Haie-Traversaine | Saint-Fraimbault-de-Prières |
| Parigné-sur-Braye, Saint-Baudelle | Mayenne             | Aron                        |
| Saint-Baudelle                    | Moulay              | La Bazoge-Montpinçon        |

## Toponymie
Mayenne est attestée sous les formes Meduana au VIe siècle, puis Medena, Mehena au XIe siècle, Maesne en 1265 et Meenne en 1294,. La forme évoluée Mayenne est mentionné pour la première fois au XIVe siècle,. Au XIIe siècle on trouve aussi Mayenne-la-Juhel, en référence à Juhel, un nom porté par plusieurs barons de la ville.
Le nom de la ville résulte du transfert d'un hydronyme à un nom de lieu, selon un processus fréquemment rencontré, il s'agit ici de la rivière Mayenne, qui est probablement d'origine celtique (gaulois),. En effet, le nom est possiblement issu d’une racine celtique *mad, qui signifie « faire irruption, se répandre », identique au latin mad- dans madere « être mouillé, imbibé », auquel s'ajoute le suffixe gaulois -uenna (celui de Ard-uenna > Ardenne). L'ensemble signifierait « (eau) qui déborde », rappelant les eaux de la Loire qui remontent la rivière en période de crue. Ce thème *mad- étant hypothétique en gaulois, une variante Medu- bien attestée comme élément d’anthroponymes, de théonymes, de noms de lieux et de rivières, dont Meduana > La Mayenne a été proposée. Le sens de *medu serait « hydromel », ce mot est par ailleurs identique au vieil irlandais mid, génitif meda, gallois medd et breton mez, tous signifiant « hydromel » et remontant au celtique commun *medu. 
Mayenne est aussi le nom du département dans lequel se trouve la ville de Mayenne. Cette dernière partage la singularité d'avoir à la fois le nom de son département et celui de la rivière qui la traverse, particularité qu'elle partage avec Corrèze et Doubs.

## Histoire

### Antiquité
La ville de Mayenne n'est apparue qu'au Moyen Âge, mais une voie romaine reliant Jublains à Vieux, près de Caen, passait dans le nord de la commune, au lieu-dit de Brives. À cet endroit, un gué permettait de traverser la Mayenne. Par ailleurs, à l'époque gauloise, le peuple des Aulerques Diablintes avait sa capitale à Moulay, au sud de la ville, où se trouvent les restes d'un grand oppidum. Moulay a été abandonné après la conquête romaine, et les Romains ont construit une nouvelle ville à Jublains, quelques kilomètres plus à l'est. Ainsi, le site de Mayenne s'est trouvé à partir de l'époque gauloise dans un périmètre concentrant d'importantes fonctions économiques et administratives.
Des travaux d'approfondissement de la Mayenne effectués en 1863 ont permis de découvrir plus de 26 000 pièces datant en majorité du Ier siècle. Ces pièces ont été trouvées au gué Saint-Léonard, soit à l'endroit où passait la voie Jublains-Vieux. Une grande partie de ces pièces a été déposée à la Bibliothèque nationale de France, tandis que certaines sont exposées au château, notamment une monnaie kouchane provenant du Pakistan,.
L'éperon rocheux sur lequel se trouve le château de Mayenne a probablement été occupé pendant l'Antiquité tardive, car des fragments de poterie de cette époque y ont été découverts. Néanmoins, ils sont en trop faible quantité pour affirmer une occupation dense et durable.

### Moyen Âge

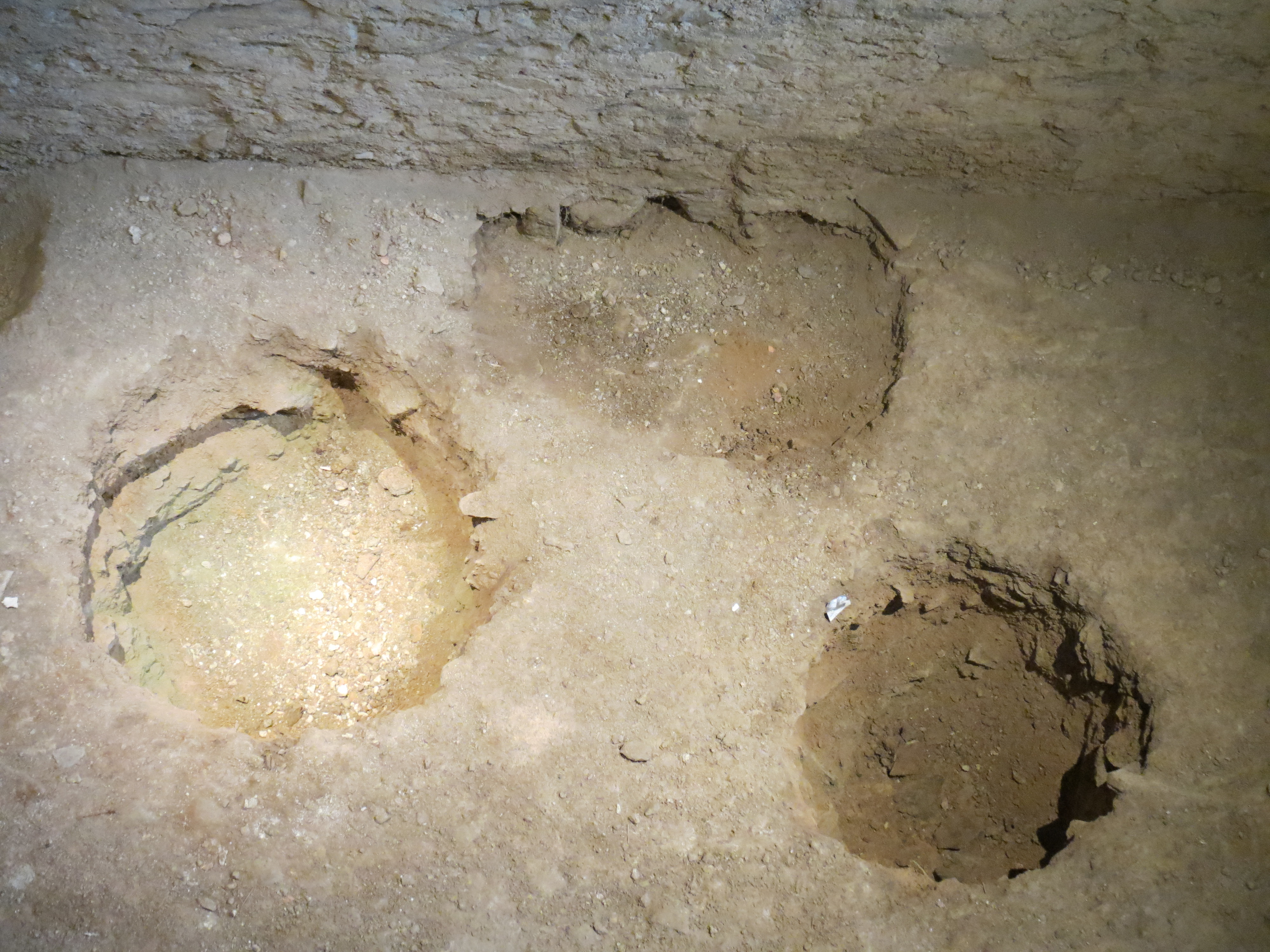
Ces trous de poteaux sont des vestiges du premier château de Mayenne, construit au VIII.

Pendant les invasions barbares, l'autorité romaine s'affaiblit et des révoltes éclatent régulièrement contre la pression fiscale. Jublains périclite et perd son statut de chef-lieu des Diablintes au Ve siècle. Son territoire est rattaché à celui des Cénomans, dont la capitale et l'évêché était Le Mans. Cette réunion du Bas-Maine avec le Haut-Maine est le premier acte fondateur de la province du Maine.
La ville de Jublains continue toutefois à être habitée, et la voie romaine qui la relie à Vieux est toujours empruntée. Cependant, le gué sur la Mayenne est une étape dangereuse pour les voyageurs, et le site de Brives, où se trouve le gué, est difficilement défendable. la route est donc déviée deux kilomètres au sud, afin qu'elle passe devant le promontoire rocheux qui accueille le château de Mayenne. Un nouveau gué est donc aménagé dans le centre-ville actuel de Mayenne.

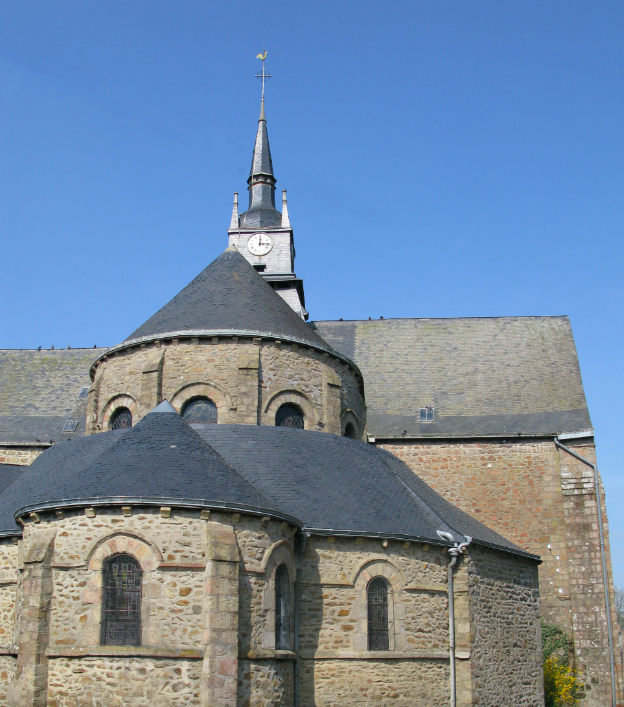
Le chevet de l'église Saint-Martin.

Le château est fondé au VIIIe siècle, et il est mentionné pour la première fois vers 778, lorsque Charlemagne le donne à l’évêque du Mans. Il s'agit d'une résidence noble en bois entourée d'un rempart en terre. Cet édifice primitif a disparu et il n'est visible qu'à travers quelques trous de poteaux. Il est attaqué à plusieurs reprises entre 840 et 870 par les Bretons, qui mènent régulièrement des guerres contre les Francs. L'édifice est reconstruit en pierre vers 920, puis Charles le Chauve pour contrôler les Marches de Bretagne donne probablement le château aux premiers comtes du Maine; dans la construction de sa tour principale des pierres de réemploi de la forteresse de Jublains sont utilisées symbolisant le transfert du pouvoir,. Une ville naît autour du château à la même époque. Elle profite du déclin de Jublains, qui est totalement désertée après 900,.
Un prieuré Saint-Martin est attesté dès 832 sur une charte de Louis le Débonnaire. Il aurait été détruit pendant un raid viking en 869. Son emplacement demeure toutefois incertain, et il n'existe aucune preuve pouvant certifier qu'il se trouvait au même endroit que l'actuelle église Saint-Martin. Cette dernière était bel et bien rattachée à un prieuré au Moyen Âge, mais elle n'a pas été construite avant le XIe siècle. Cette église, construite sur la rive gauche, face au château, est à l'origine de l'urbanisation de ce côté de la Mayenne.
Le château n'est pas directement administré par les comtes du Maine, qui le laissent à une famille locale qui reçoit le titre de baron. Les barons s'approprient totalement le château vers 1040 et luttent contre Guillaume le Conquérant lorsque celui-ci envahit le Maine. Le château est d'ailleurs incendié par Guillaume en 1063.
Le roi Philippe-Auguste rattache le Maine au domaine royal en 1206, alors que la France s'oppose aux Plantagenêts qui possèdent notamment l'Angleterre, l'Anjou et l'Aquitaine. Le baron Juhel II de Mayenne soutient le roi et renforce ainsi son pouvoir, mais il meurt sans héritiers en 1220. Son titre et son domaine passent à la maison d'Avaugour, puis à celle de Blois. Ses successeurs ont donc d'autres propriétés et résident rarement à Mayenne. Le château est néanmoins amélioré et embelli au cours du XIIIe siècle.
À la fin du Moyen Âge, le château perd définitivement sa fonction résidentielle. Il demeure toutefois une base militaire. Pendant la guerre de Cent Ans, les Anglais occupent le château à deux reprises : une première fois de 1361 à 1364, puis de 1425 à 1448. Après 1448, il est réaménagé pour résister aux nouvelles techniques militaires : une terrasse d'artillerie et la tour du boulevard sont construites, et des mâchicoulis et des canonnières sont ajoutés à plusieurs endroits.

### Époque moderne

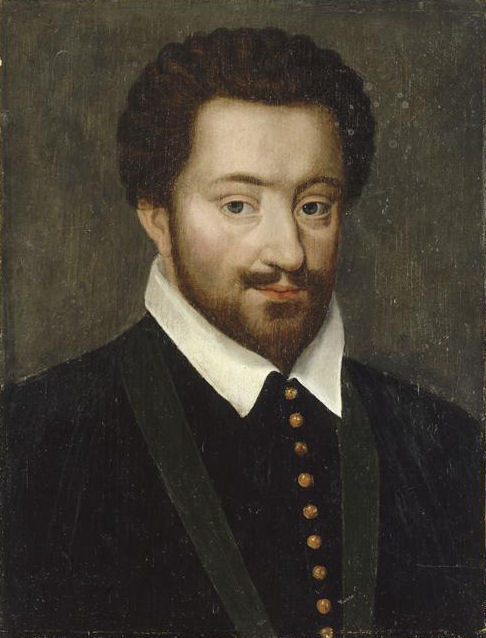
Charles, premier duc de Mayenne et chef militaire de la Ligue pendant les guerres de Religion.

Le château et la ville de Mayenne passent à la maison de Lorraine à la fin du XVe siècle. En 1544, le domaine passe du rang de baronnie à celui de marquisat, puis il devient un duché en 1573, les seigneurs de Mayenne sont donc désormais « ducs de Mayenne ». Ce changement survient sous Charles de Mayenne, le frère du duc de Guise, grand opposant aux Huguenots pendant les guerres de Religion.
La ville de Mayenne fut gravement touchée par les guerres de Religion. Elle fut assiégée une première fois par les Ligueurs en 1574, qui échouèrent à la prendre. En 1589, elle reçut le nouveau roi Henri IV, et son séjour resta calme, si bien qu'il mit une garnison dans le château, mais pas dans la ville. Elle fut néanmoins assiégée une seconde fois l'année suivante, et les Ligueurs réussirent à en prendre le contrôle. Ils furent rapidement chassés par les troupes royales, et la bataille fit des centaines de morts.
Mayenne subit un nouveau siège pendant l'Épiphanie de 1592, et cette fois-ci, ce sont les Huguenots qui s'en emparèrent. Ils étaient conduits par le comte d'Essex, venu d'Angleterre pour aider les Protestants français. Mayenne, fort appauvri par la guerre, traverse une année dure, subissant tour à tour les ligueurs, les royaux et l'étranger, qui ne ménageaient personne et dont les excès étaient d'égale violence. Le 5 février 1592, François de Bourbon-Conti, prince de Conti est à Mayenne.
Les Catholiques assiègent la ville le 4 juin, et les Huguenots se rendent le 7. Le prince de Conti arrive à Mayenne le 20 juillet suivant, afin de reprendre la ville au compte du roi Henri IV. Le siège qu'il mène dure dix-sept jours. Les innombrables attaques qu'a connues Mayenne ont occasionné des pillages et d'importantes destructions. Charles de Mayenne, de son côté, a poursuivi les combats contre l'autorité royale jusqu'en 1595. Après la guerre, le château est démantelé, tout comme un grand nombre de forteresses françaises situées loin des frontières.
En 1606, l'église des Capucins est construite.
En 1640, puis en 1649, une épidémie de peste touche la ville[réf. nécessaire].

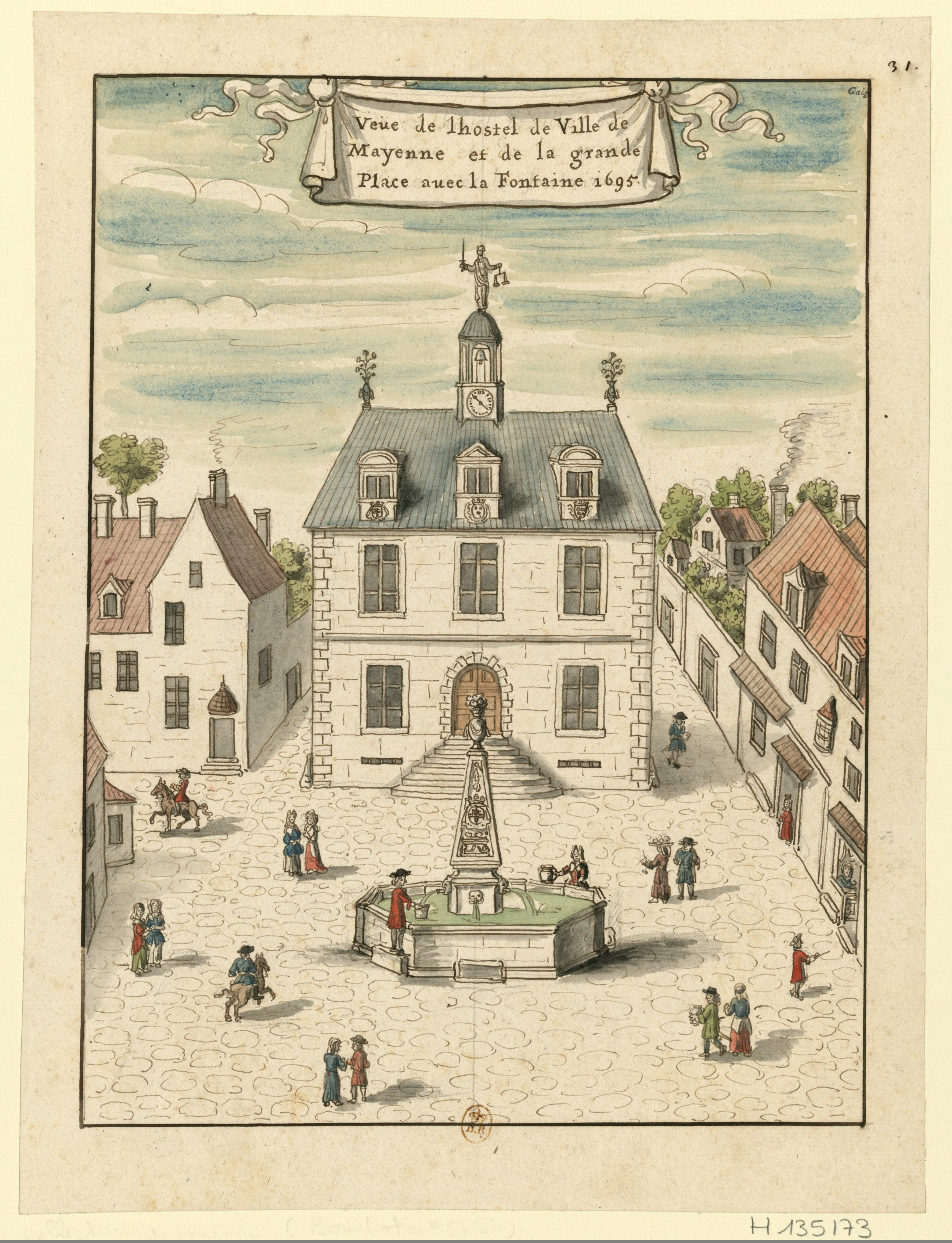
La Barre ducale et la place de Hercé (alors place du Palais), en 1695.

Charles IV de Mayenne, qui possédait de très nombreux titres et résidait en Italie, connaissait de grandes difficultés financières qui l'obligèrent à vendre ses possessions françaises. Le duché de Mayenne fut acheté le 30 mai 1654 par le Cardinal Mazarin. La ville, pourtant reconstruite après les guerres de Religion, était dans un très mauvais état. Le cardinal fit créer plusieurs offices en 1656, afin de redresser la situation du duché, puis il fit venir Colbert afin qu'il réaménage la ville. Ce dernier écrivit à propos de Mayenne : « Ce pays est inaccessible aux carrosses ; il ne peut y avoir ni promenade, ni parc, ni jardinage. Il n’y a aucun bâtiment et il ne peut y en avoir. La ville est très sale, très vilaine, le peuple méchant ».
Les travaux entrepris par Colbert permirent notamment la construction des places de Hercé et de Cheverus. La première fut appelée place du Palais, et la seconde, place Haute, jusqu'au XIXe siècle. La place du Palais accueillit la Barre ducale, construite de 1660 à 1668, ainsi qu'une fontaine, installée en 1683. Une autre fontaine, plus modeste, fut bâtie sur la place Saint-Vincent.
Comme l'ensemble de l'actuel département de la Mayenne, la ville vivait principalement de la production de lin pendant l'époque moderne. Sous l'Ancien Régime, la ville avait le droit de fabriquer trois sortes de toiles de lin, des non-battues, des pontivys et des royales, tandis que Laval avait le droit d'en produire huit sortes, et Château-Gontier, quatre sortes. Les royales étaient les toiles de meilleure qualité, ainsi que les plus chères. Les autres sortes de toile étaient d'une faible qualité, mais représentaient l'essentiel de la production. Les toiles de Mayenne étaient vendues en France, mais aussi à l'étranger. Ainsi, les non-battues n'étaient produites que pour le marché espagnol. La pontivy servait presque exclusivement à l'armée.
Au milieu du XVIIIe siècle, Mayenne comptait environ 921 foyers (par comparaison, Laval en comptait alors 3 525). La rive droite était la plus peuplée, avec 546 foyers, mais la rive gauche, qui comptait 375 foyers, avait une taille comparable. Les deux rives formaient des paroisses séparées. Mayenne possédait un certain nombre d'institutions, comme un bureau des cinq grosses fermes, une justice royale, et une maîtrise particulière des eaux et forêts. Elle possédait aussi un pays d'élection qui s'étendait sur 64 paroisses du nord du Bas-Maine. La ville comptait enfin plusieurs communautés religieuses et un collège.

### Formation du département de la Mayenne
Le 11 novembre 1789, l'Assemblée constituante ordonne aux députés des anciennes provinces françaises de se concerter, afin de mettre en place un réseau de nouveaux départements d'environ 324 lieues carrées, soit 6 561 km2 actuels.
Des réunions se tiennent aussitôt dans l'hôtel du duc de Choiseul-Praslin, député de la noblesse de la sénéchaussée d'Angers. Une trentaine de députés des trois provinces composants la généralité de Tours (Anjou, Maine et Touraine) présents envisagent de rétrocéder des territoires au Poitou et de subdiviser le domaine restant en quatre départements, autour des capitales traditionnelles, Tours, Angers et le Mans, et autour de la ville de Laval, qui récupérerait des terres du Maine et de l'Anjou (sénéchaussée de Château-Gontier plus le pays de Craon).
À la suite de l'Assemblée constituante, le comté de Laval n'existe plus : Laval devient le chef-lieu d'un département, composé de l'ancien comté, du duché de Mayenne et d'une partie de l'Anjou.
Le département de la Mayenne, à qui on assigna Laval pour chef-lieu, comprenait 7 districts, 29 cantons. La ville de Mayenne disputa longtemps à Laval l'avantage d'être le chef-lieu du département. Même après que fut publié le décret constitutif du département, les habitants de Mayenne ne se tinrent pas pour battus. Lorsque l'Assemblée envoya aux chefs-lieux les drapeaux aux couleurs nationales, ils arrêtèrent au passage et voulurent garder les étendards destinés à Laval. Une véritable émeute éclata et il fallut recourir la force armée pour la dissiper.

### Révolution française

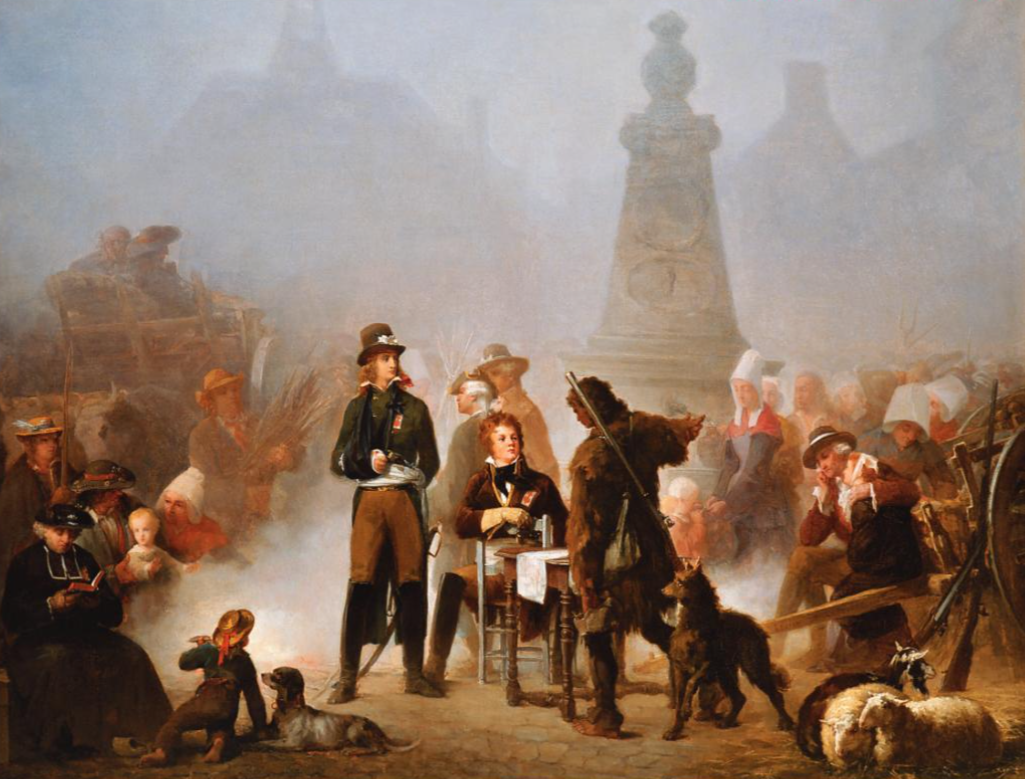
Henri de La Rochejaquelein, le prince de Talmont et Jean Chouan à Mayenne en 1793, huile sur toile de Lucien Nouël de Latouche, 1864, Historial de la Vendée.

La Révolution est généralement bien accueillie parmi les habitants, et ceux-ci souhaitent que leur ville devienne préfecture de la Mayenne. Ils avancent notamment qu'elle se trouve au centre de l'antique territoire des Aulerques Diablintes, et qu'elle est beaucoup plus ancienne que Laval, qui est cependant choisie.
La ville connaît ensuite la Chouannerie, comme l'ensemble de l'ouest français. Pendant la Virée de Galerne, elle est prise une première fois par les Royalistes, sans combat, le 2 novembre 1793. Les Royalistes, qui tentent alors de rallier le littoral de la Manche pour recevoir du renfort, sont défaits plusieurs fois, et l'expédition est un échec. Une Commission militaire révolutionnaire du département de la Mayenne est rapidement mise en place pour juger les ennemis de la république. Pourtant, la Chouannerie se poursuit en Mayenne, et la ville est à nouveau attaquée par les Royalistes le 13 février 1796. Les assaillants sont aidés par des habitants de la ville, et une bataille a lieu dans les rues. Elle se solde par la défaite des Royalistes.
L'enclos des religieux capucins est cédé en 1818 à des religieuses visitandines de la communauté d'Alençon qui fondent une maison de leur ordre, à la demande du clergé et de la municipalité.

### Période contemporaine

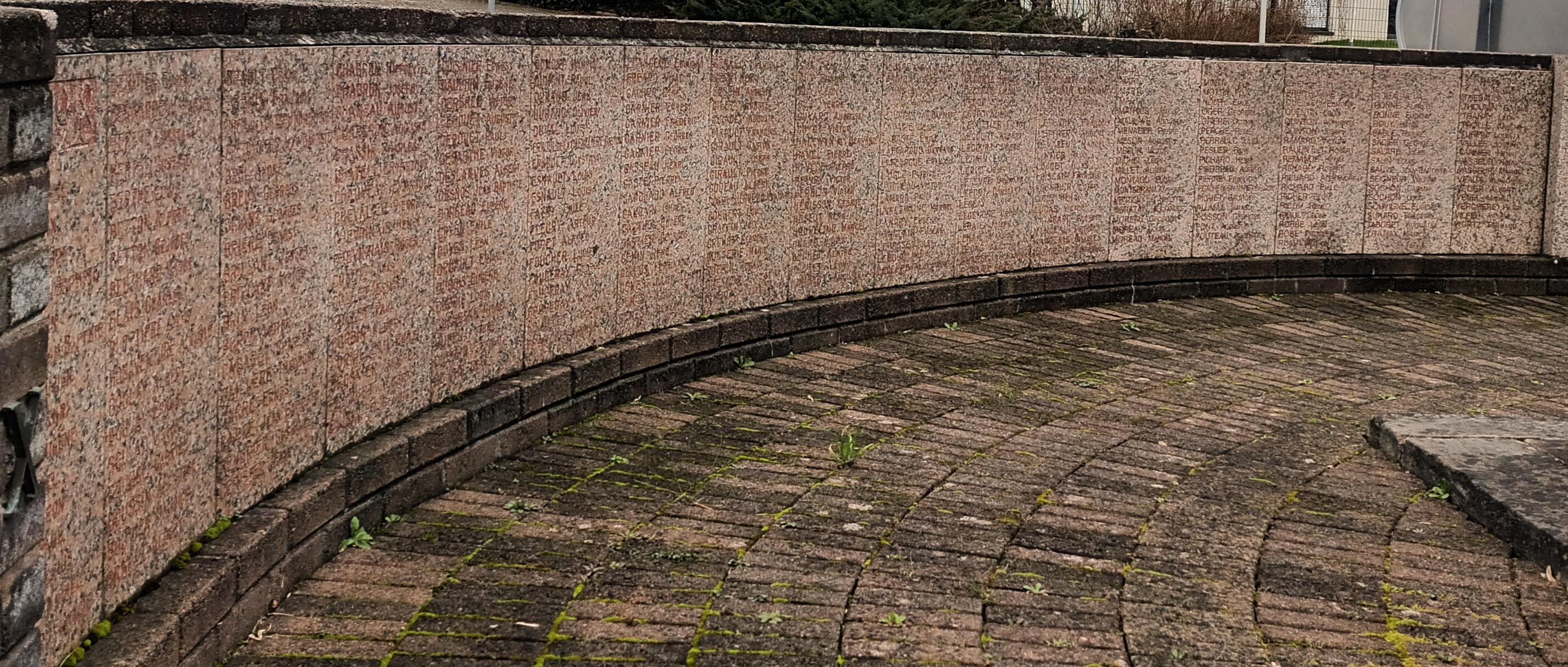
Victimes de la guerre de 1914-1918.

Au cours du XIXe siècle, la ville s'est modernisée, notamment grâce au percement d'un boulevard traversant la ville d'est en ouest et à la construction de nouveaux ponts, en remplacement de l'unique pont médiéval. La ville fait aussi construire un théâtre et de nouveaux quais. La voie ferrée Laval-Caen est ouverte en 1866, soit dix ans après la ligne Paris-Laval.
La ville est desservie, de 1901 à 1947, par la ligne de chemin de fer secondaire à voie métrique des Chemins de fer départementaux de la Mayenne (CFDM) reliant Landivy à Mayenne. La ligne de Mayenne à Landivy est ouverte sur la section comprise entre Landivy et Mayenne-Saint-Baudelle le 22 août 1901. La section entre Mayenne-Saint-Baudelle et Mayenne-Échange n'est ouverte que le 1er avril 1903, après la construction du viaduc. La section comprise entre Gorron et Mayenne ferme en 1947. En 1902, la gare de Mayenne-Saint-Baudelle accueille 27 636 voyageurs.
Néanmoins, comme dans le reste du département, l'industrialisation est lente, et le progrès économique est freiné par l'effondrement des prix du lin. La production de toiles décline donc, et les filatures commencent à importer du coton, sans pour autant investir dans de nouvelles machines. Les tisserands conservent longtemps les anciens modes de travail, et en 1855, la ville compte 60 fabricants, travaillant souvent chez-eux.
En cent ans, la population municipale augmente faiblement : en 1800, la ville compte 7 352 habitants, et en 1901, 10 125 habitants. La ville perd même des habitants pendant les premières décennies du XXe siècle : elle ne compte plus que 8 238 habitants en 1931. Au début du XXe siècle, la ville vit principalement de la production de toiles à matelas, de toiles de lin, de mouchoirs et de calicot. En dehors de la sous-préfecture, la ville posséde quelques institutions, comme un tribunal de première instance et de commerce, et une chambre de l'industrie.

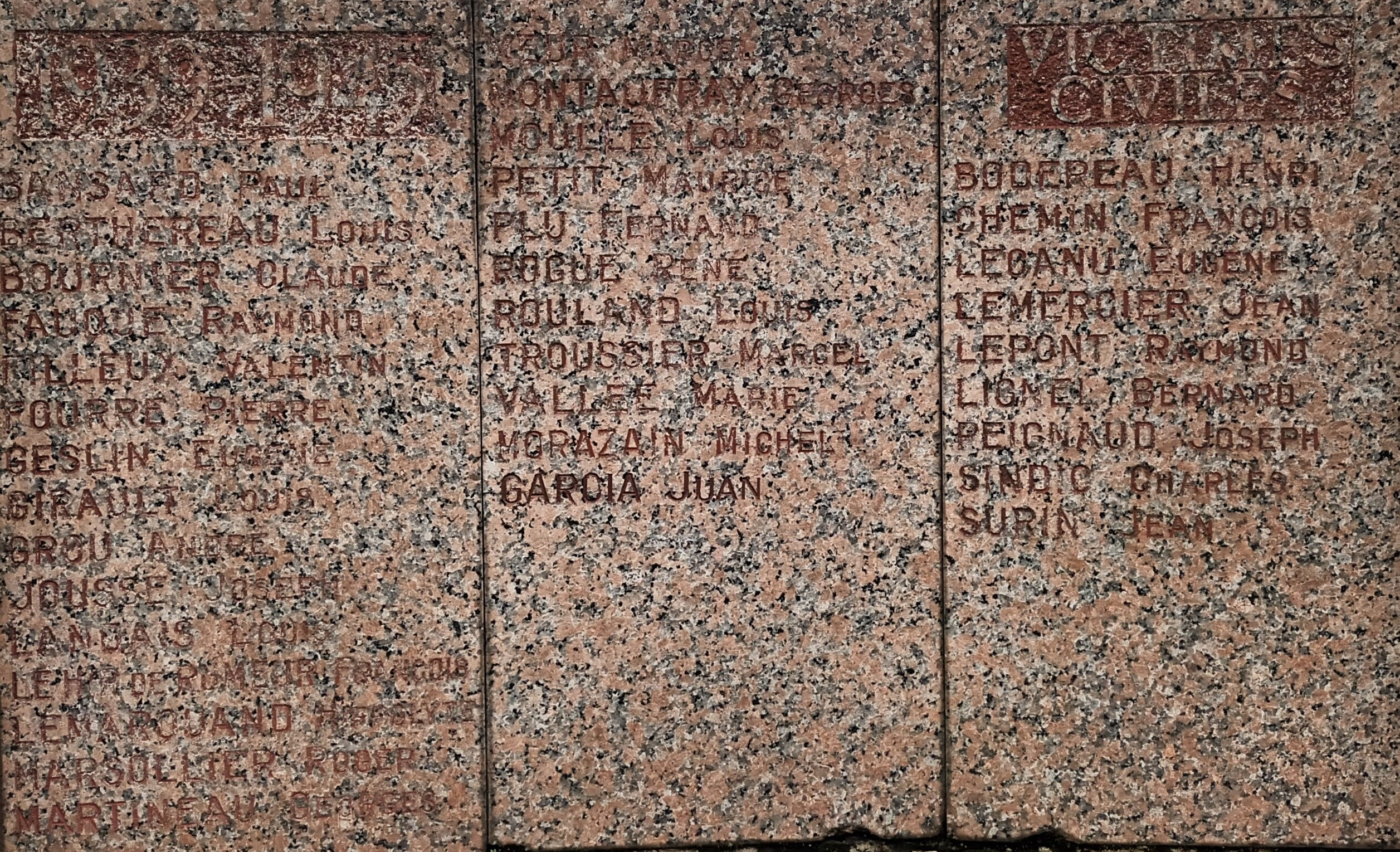
Les victimes françaises 1939-1945.dont neuf d'entre les pertes civiles.

Pendant la Seconde Guerre mondiale, la ville est marquée par un important bombardement de la RAF. Ce dernier vise le chemin de fer, mais il détruit une bonne part du faubourg Saint-Martin, et endommage sévèrement l’hôpital. Pendant les douze minutes avant 2 h du matin, le 9 juin, la population subit l’inexactitude de cette attaque, car le largage des tracts, incitant celle-ci à évacuer la ville, rate aussi sa cible. Environ 350 personnes sont tués dans cette tragédie, dont 110 à l’hôpital, y compris médecins, infirmiers, aides soignantes et d'autres, absents sur le mémorial ci-contre,,. La libération de la ville occasionne par ailleurs une importante bataille dans les rues, qui dure du 6 au 13 août 1944. Tous les ponts sont dynamités, à l'exception de celui de la caisse d'Épargne. Un soldat américain, J.D. Mac Racken, se sacrifie pour empêcher sa destruction. Ce pont permet ensuite aux Alliés de traverser la Mayenne. Il porte désormais le nom de pont Mac Racken. Un civil français, blessé pendant la bataille, est sauvé par le sergent-chef Charlie Lancaster.
Après la guerre, la ville renouvele ses activités économiques. La croissance démographique est soutenue, et la ville passe de 8 816 habitants en 1946 à 13 299 en 2010. En conséquence, l'étalement urbain est alors très prononcé.

## Politique et administration

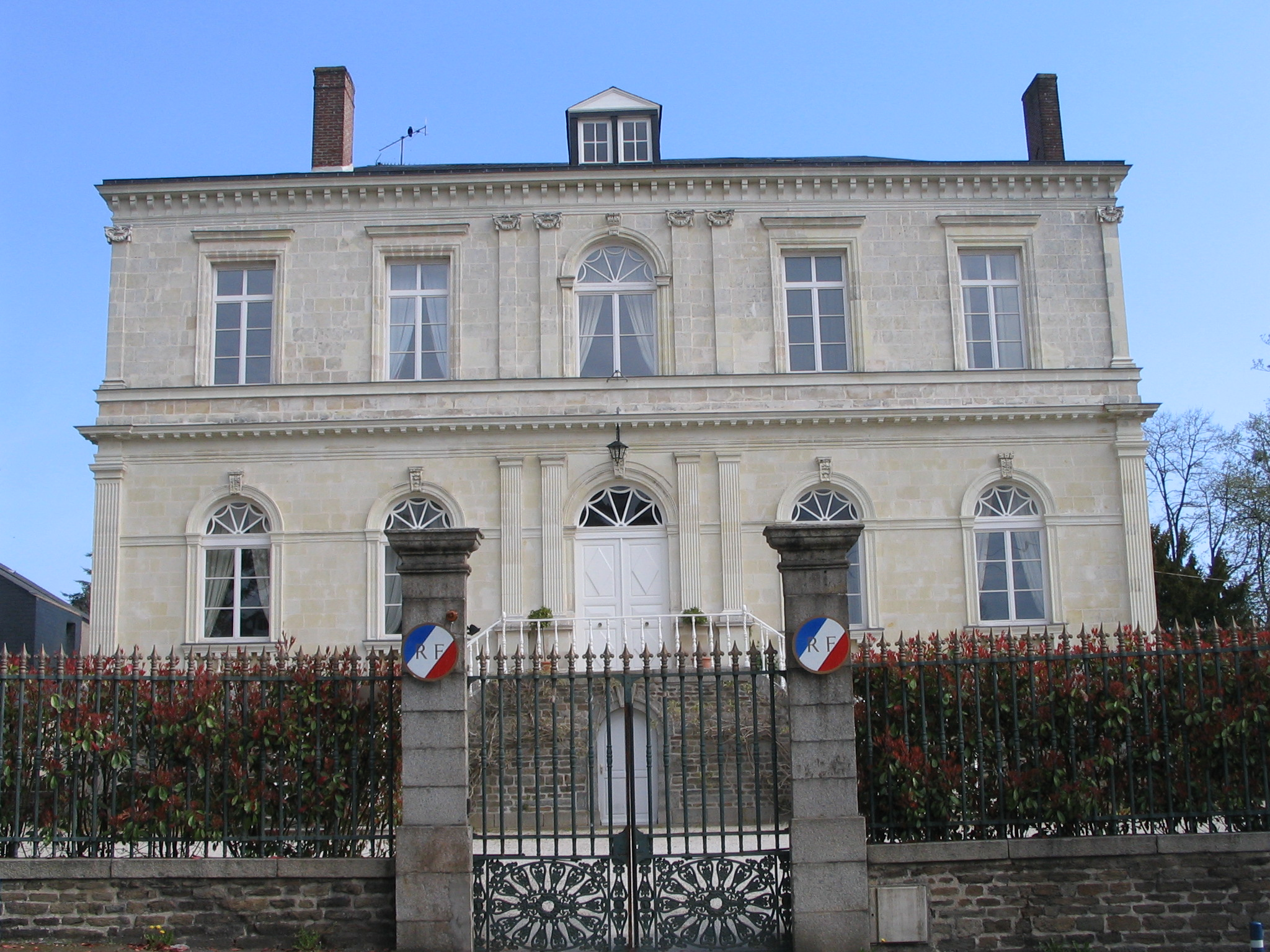
La sous-préfecture.

La ville est le chef-lieu de l'arrondissement de Mayenne, qui correspond au tiers nord du département de la Mayenne. Elle fait partie de la région des Pays de la Loire et elle est à la tête de la communauté de communes du Pays de Mayenne.

### Tendances politiques et résultats
Politiquement, Mayenne est une ville avec une sensibilité de gauche dans un département traditionnellement ancré à droite. L'ancrage de la ville à gauche est ancien, et il est par ailleurs visible au niveau de l'arrondissement tout entier. Le nord du département se caractérisait avant la Seconde Guerre mondiale par une tradition républicaine et de petite propriété foncière. Bien que la Fédération républicaine fût bien implantée, l'influence du parti radical-socialiste était largement perceptible. Cependant, le territoire a basculé à droite après 1945, et la ville de Mayenne a été administrée par la droite de 1947 à 1971. La gauche a cependant récupéré la mairie depuis. Pour les autres élections, la gauche est généralement en tête.
À l’élection présidentielle de 2002, le premier tour a vu arriver en tête Jacques Chirac avec 19,79 %, suivi de Lionel Jospin avec 19,03 %, puis de Jean-Marie Le Pen avec 11,13 % et enfin Arlette Laguiller avec 7,80 %. Au second tour, les électeurs ont voté à 90,22 % pour Jacques Chirac contre 9,78 % pour Jean-Marie Le Pen avec un taux d’abstention de 18,17 % (nationalement 82,21 % et 17,79 % ; abstention 20,29 %).
Au référendum sur le traité constitutionnel pour l’Europe du 29 mai 2005, les Mayennais ont voté pour la Constitution européenne, avec 51,62 % de Oui contre 48,38 % de Non avec un taux d’abstention de 29,44 % (France entière : Non à 54,67 % ; Oui à 45,33 %).
À l’élection présidentielle de 2007, le premier tour a vu se démarquer en tête Ségolène Royal avec 31,06 %, suivie par Nicolas Sarkozy avec 26,17 %, François Bayrou avec 21,55 %, puis Jean-Marie Le Pen avec 6,96 %, et Olivier Besancenot avec 5,19 %. Le second tour a vu arriver en tête Ségolène Royal avec 55,03 % (résultat national : 46,94 % ; Mayenne : 44,55 %) contre 44,97 % pour Nicolas Sarkozy (national : 53,06 % ; Mayenne : 55,45 %).
Enfin, à l’élection présidentielle de 2012, François Hollande est arrivé en tête au premier tour, avec 34,60 %, suivi par Nicolas Sarkozy avec 24,76 %, Marine Le Pen avec 13,59 %, puis François Bayrou avec 11,23 %, et Jean-Luc Mélenchon avec 9,33 %. Le second tour a vu arriver en tête François Hollande avec 57,03 % (résultat national : 51,64 % ; Mayenne : 46,93 %) contre 42,97 % pour Nicolas Sarkozy (national : 48,36 % ; Mayenne : 53,07 %).

### Administration municipale

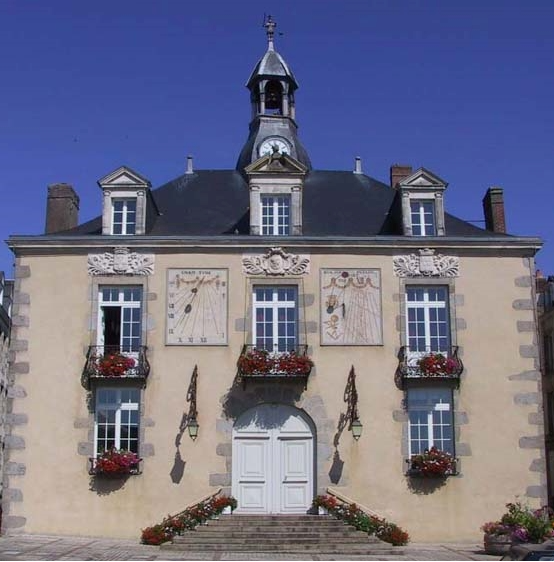
Barre ducale à Mayenne

Le conseil municipal est composé de trente-trois membres, dont le maire et neuf adjoints au maire.
Le maire de Mayenne est Jean-Pierre Le Scornet depuis 2020, président de Mayenne Communauté.

### Liste des maires

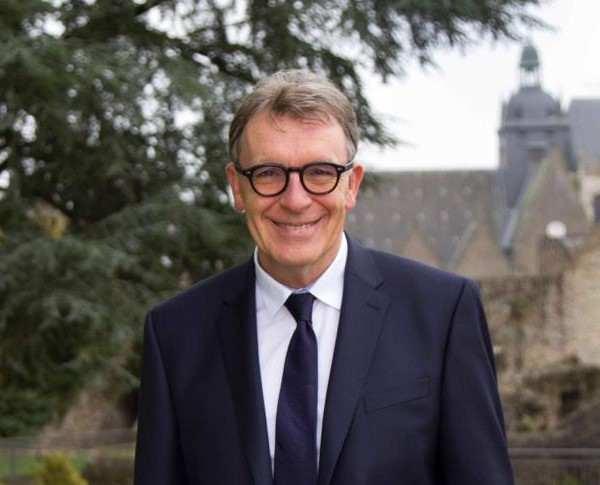
Jean-Pierre Le Scornet, maire de Mayenne depuis 2020

Mayenne possède un maire depuis 1656. Cette fonction avait été créée par le Cardinal Mazarin deux ans après qu'il eut acheté le duché de Mayenne. Jusqu'à la Révolution, les maires étaient choisis par le duc ou le roi.
| Période      | Période      | Identité                   | Étiquette     | Qualité                                                                        |
| ------------ | ------------ | -------------------------- | ------------- | ------------------------------------------------------------------------------ |
| 1944         | 1947         | Charles Drou               | PRRRS         | Directeur honoraire d'école primaire supérieure                                |
| 1947         | 1971         | Lucien de Montigny         | MRP puis CDP  | Avocat, sénateur de la Mayenne (1965 → 1974), conseiller général (1949 → 1975) |
| mars 1971    | mars 2008    | Claude Leblanc (1931-2024) | PS            | Directeur de Caisse d'épargne, retraité, conseiller général (1986 → 2004)      |
| mars 2008    | juillet 2020 | Michel Angot               | DVG puis LREM | Retraité, conseiller général (2004 → 2015), président de Mayenne Communauté    |
| juillet 2020 | En cours     | Jean-Pierre Le Scornet     | PS            | Chargé de développement et d’animation dans un organisme d’actions sociales    |

### Politique de développement durable
La ville s’est engagée dans un projet territorial de développement durable : PCAET (Plan Climat Air Énergie Territorial) dont la finalité est la lutte contre le changement climatique dès 2004.
La ville s’est engagée dans une politique de développement durable en lançant une démarche d’Agenda 21 dès 2005.

### Budget et fiscalité
Lors du vote du budget 2022, la section de fonctionnement présentée se montait à la somme de 20 M€. Le programme d'investissement s'élevait à 5,4 M€ .
L'encours de dette par habitant à Mayenne (338 en 2022) est inférieur à la moyenne nationale. (La répartition de la dette est sécurisée par une charte de bonne conduite)

### Cantons
Mayenne est le bureau centralisateur du canton de Mayenne, formé, outre de Mayenne, des communes d'Alexain, Contest, Parigné-sur-Braye, Placé, Saint-Baudelle, Saint-Georges-Buttavent et Saint-Germain-d'Anxure. En 2022, la population municipale du canton était de 18 428 habitants.

### Instances judiciaires et militaires

#### Sécurité et vie militaire

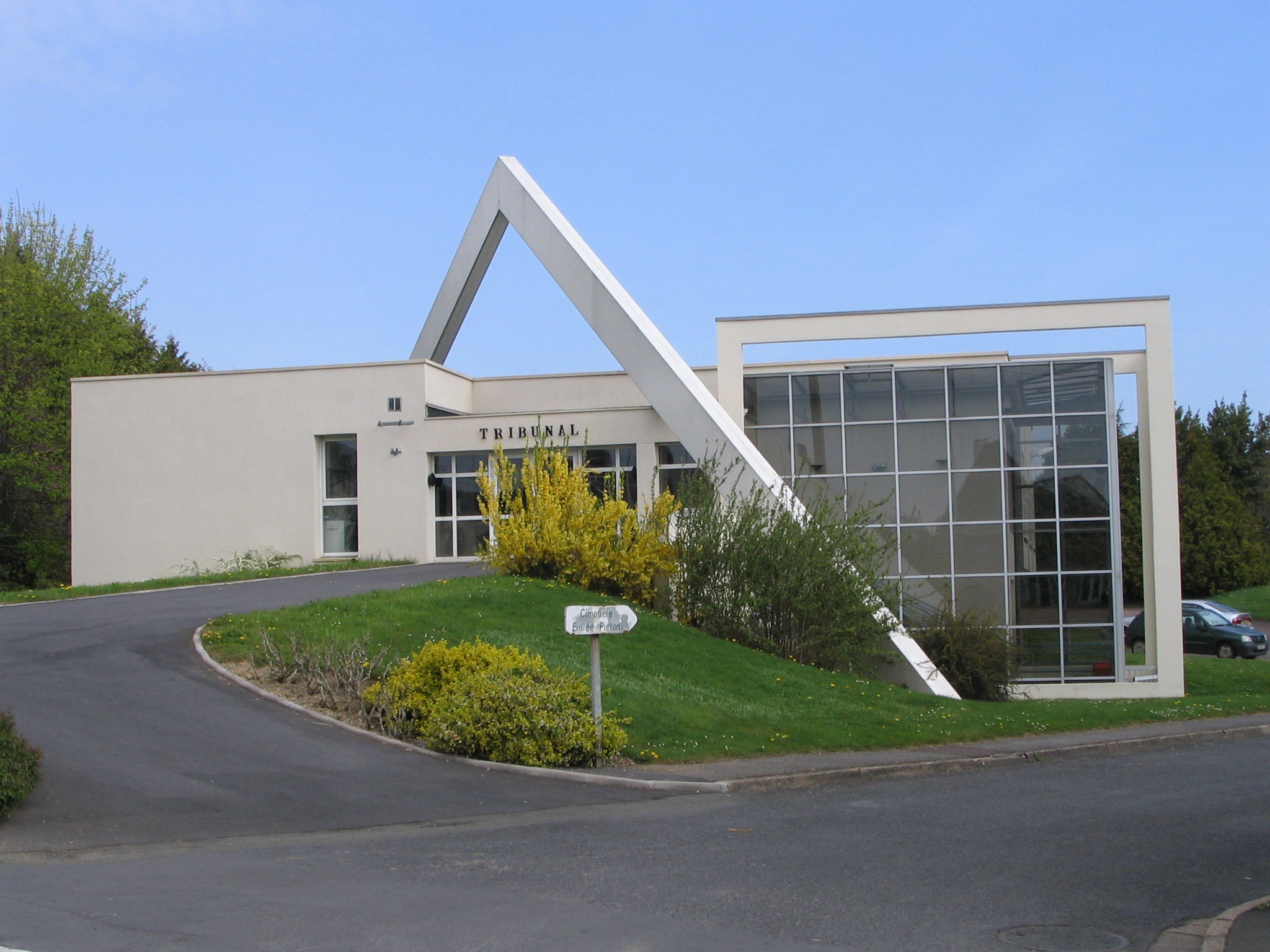
L'ancien tribunal d'instance, qui accueille la gendarmerie nationale depuis 2010.

Mayenne dispose d'une brigade de la gendarmerie nationale. Elle est également le siège d'une compagnie de gendarmerie. La ville possède aussi une caserne, construite en 1875. Elle est appelée caserne Mayran, en hommage à Joseph Mayran, un général de division mort pendant la guerre de Crimée. Elle a accueilli un premier régiment en 1877, ainsi qu'un peloton de la garde républicaine en 1950. L'escadron de gendarmerie mobile qui l'occupe aujourd'hui a été formé en 1958. D'autres formations ont tenu garnison à Mayenne, comme le 130e régiment d'infanterie, notamment à l'époque de la Première Guerre mondiale.

#### Justice
Mayenne dépend de la cour d'appel d'Angers pour l'ordre judiciaire, et elle possédait un tribunal de première instance avant 2009 et la réforme de la carte judiciaire. Depuis lors, les services judiciaires du département sont regroupés à Laval, qui compte un tribunal d'instance et de grande instance, un Conseil de prud'hommes, un tribunal de commerce et un tribunal des affaires de sécurité sociale. Mayenne a aussi possédé une prison, fermée en 1936. Elle se trouvait dans le château.

### Jumelages

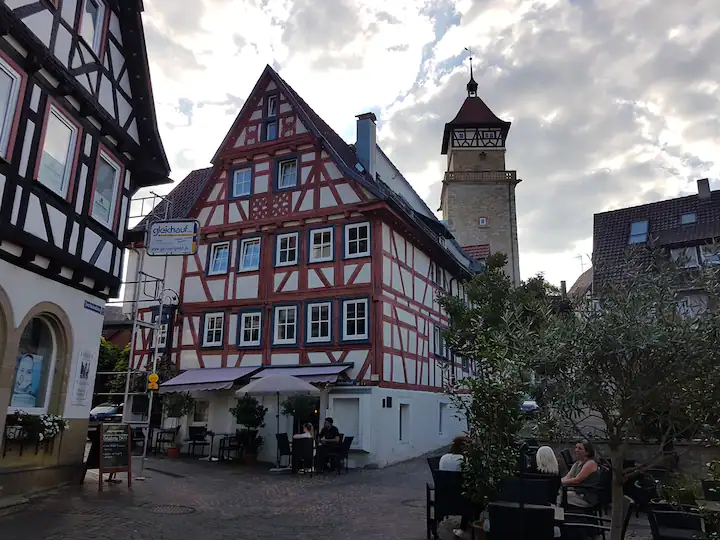
Waiblingen (Allemagne) depuis 1962
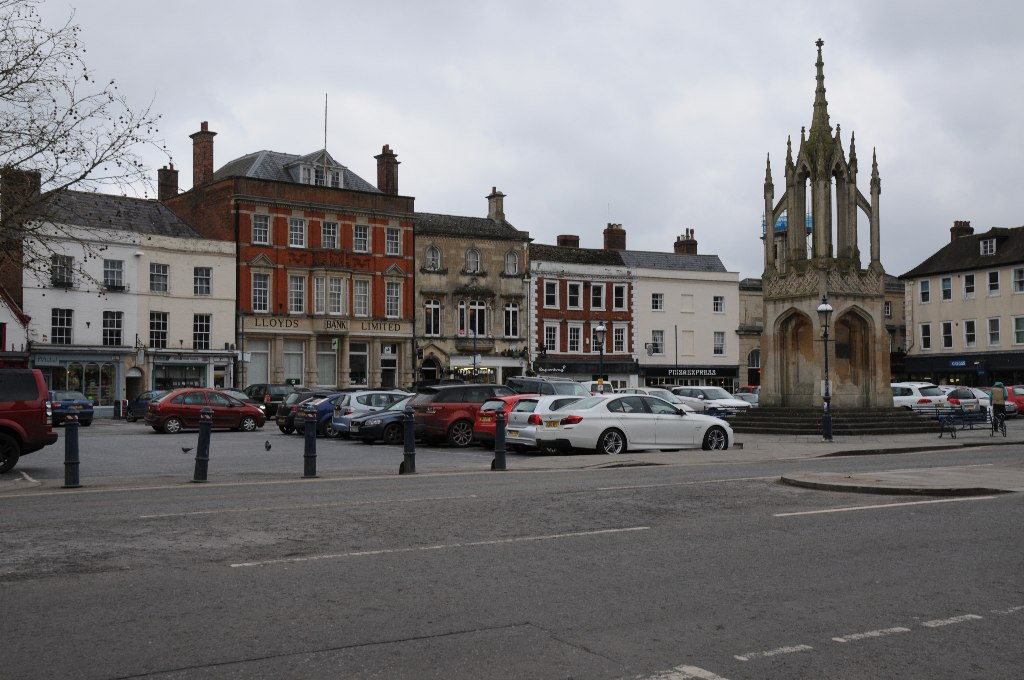
Devizes (Angleterre) depuis 1963
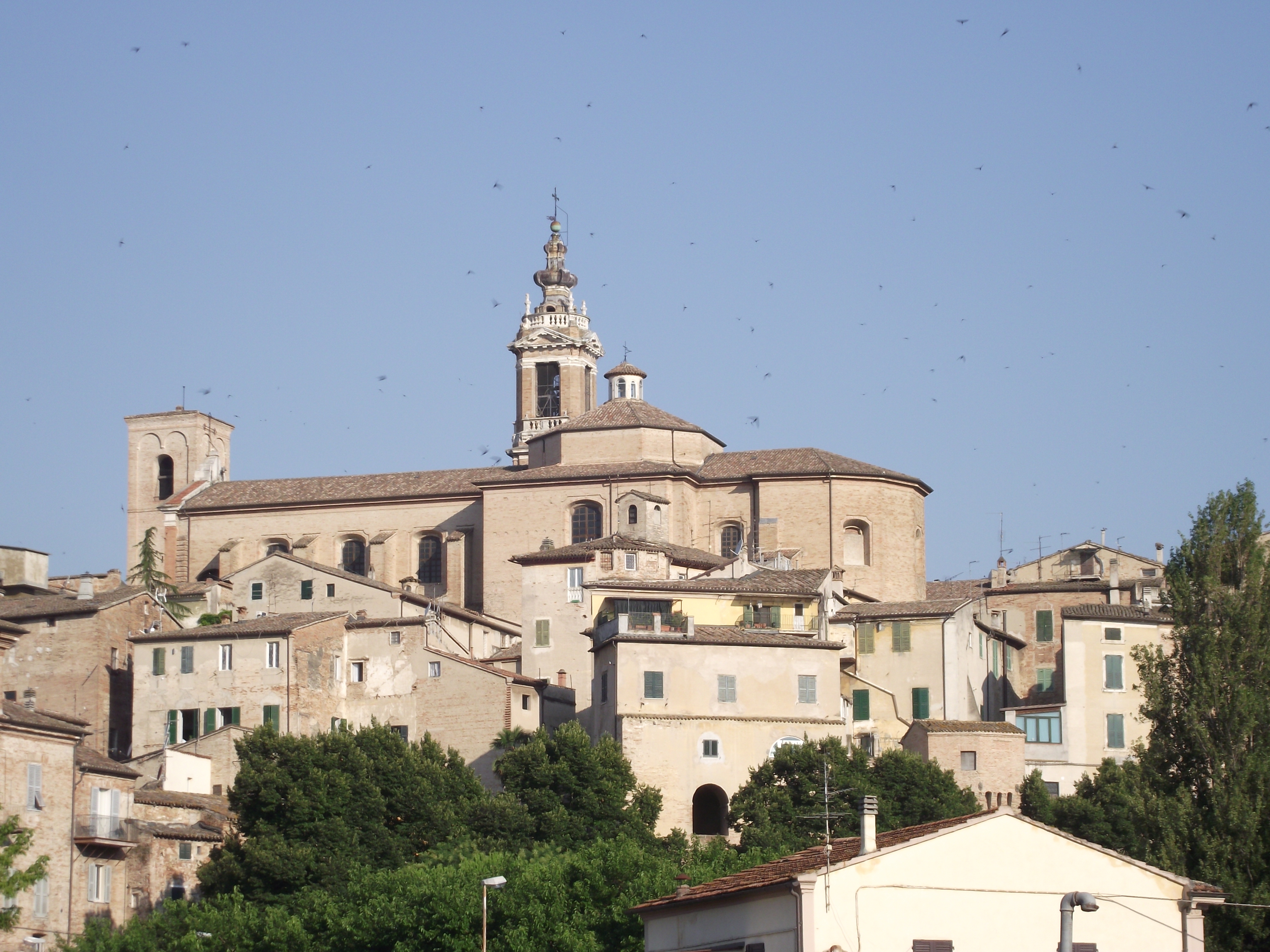
Jesi (Italie) depuis 2002

L'association Patrimoine du Pays de Mayenne publie en 2004 un numéro spécial de ses cahiers, la brochure du jumelage.

## Population et société

### Démographie

#### Évolution démographique
L'évolution du nombre d'habitants est connue à travers les recensements de la population effectués dans la commune depuis 1793. Pour les communes de plus de 10 000 habitants les recensements ont lieu chaque année à la suite d'une enquête par sondage auprès d'un échantillon d'adresses représentant 8 % de leurs logements, contrairement aux autres communes qui ont un recensement réel tous les cinq ans,.
En 2022, la commune comptait 12 854 habitants, en évolution de −0,3 % par rapport à 2016 (Mayenne : −0,73 %, France hors Mayotte : +2,11 %). Le maximum de la population a été atteint en 2006 avec 13 742 habitants.
| 1793  | 1800  | 1806  | 1821  | 1831  | 1836  | 1841  | 1846  | 1851  |
| ----- | ----- | ----- | ----- | ----- | ----- | ----- | ----- | ----- |
| 8 288 | 7 352 | 9 095 | 9 556 | 9 797 | 9 782 | 9 225 | 9 720 | 9 933 |

| 1856   | 1861   | 1866   | 1872   | 1876   | 1881   | 1886   | 1891   | 1896   |
| ------ | ------ | ------ | ------ | ------ | ------ | ------ | ------ | ------ |
| 10 130 | 10 370 | 10 894 | 10 127 | 10 098 | 11 188 | 11 106 | 10 428 | 10 299 |

| 1901   | 1906   | 1911  | 1921  | 1926  | 1931  | 1936  | 1946  | 1954  |
| ------ | ------ | ----- | ----- | ----- | ----- | ----- | ----- | ----- |
| 10 125 | 10 020 | 9 961 | 9 271 | 8 751 | 8 238 | 8 745 | 8 816 | 9 705 |

| 1962   | 1968   | 1975   | 1982   | 1990   | 1999   | 2006   | 2011   | 2016   |
| ------ | ------ | ------ | ------ | ------ | ------ | ------ | ------ | ------ |
| 10 281 | 11 395 | 12 450 | 13 333 | 13 549 | 13 724 | 13 742 | 13 226 | 12 893 |

| 2021   | 2022   | - | - | - | - | - | - | - |
| ------ | ------ | - | - | - | - | - | - | - |
| 12 900 | 12 854 | - | - | - | - | - | - | - |

#### Pyramide des âges
En 2018, le taux de personnes d'un âge inférieur à 30 ans s'élève à 32,2 %, (34,5 %). Le taux de personnes d'âge supérieur à 60 ans est de 34,3 % la même année.
En 2018, la commune comptait 6 217 hommes pour 6 657 femmes, soit un taux de 51,71 % de femmes.
Les pyramides des âges de la commune et du département s'établissent comme suit.
| Hommes | Classe d’âge | Femmes |
| ------ | ------------ | ------ |
| 0,8    | 90 ou +      | 3,0    |
| 8,5    | 75-89 ans    | 13,3   |
| 20,7   | 60-74 ans    | 22,0   |
| 18,6   | 45-59 ans    | 19,1   |
| 15,6   | 30-44 ans    | 13,7   |
| 19,7   | 15-29 ans    | 16,1   |
| 16,2   | 0-14 ans     | 12,7   |

| Hommes | Classe d’âge | Femmes |
| ------ | ------------ | ------ |
| 1,1    | 90 ou +      | 2,5    |
| 8      | 75-89 ans    | 10,6   |
| 17,7   | 60-74 ans    | 18,4   |
| 20,3   | 45-59 ans    | 19,4   |
| 17,3   | 30-44 ans    | 16,6   |
| 16,9   | 15-29 ans    | 14,9   |
| 18,8   | 0-14 ans     | 17,6   |

### Enseignement

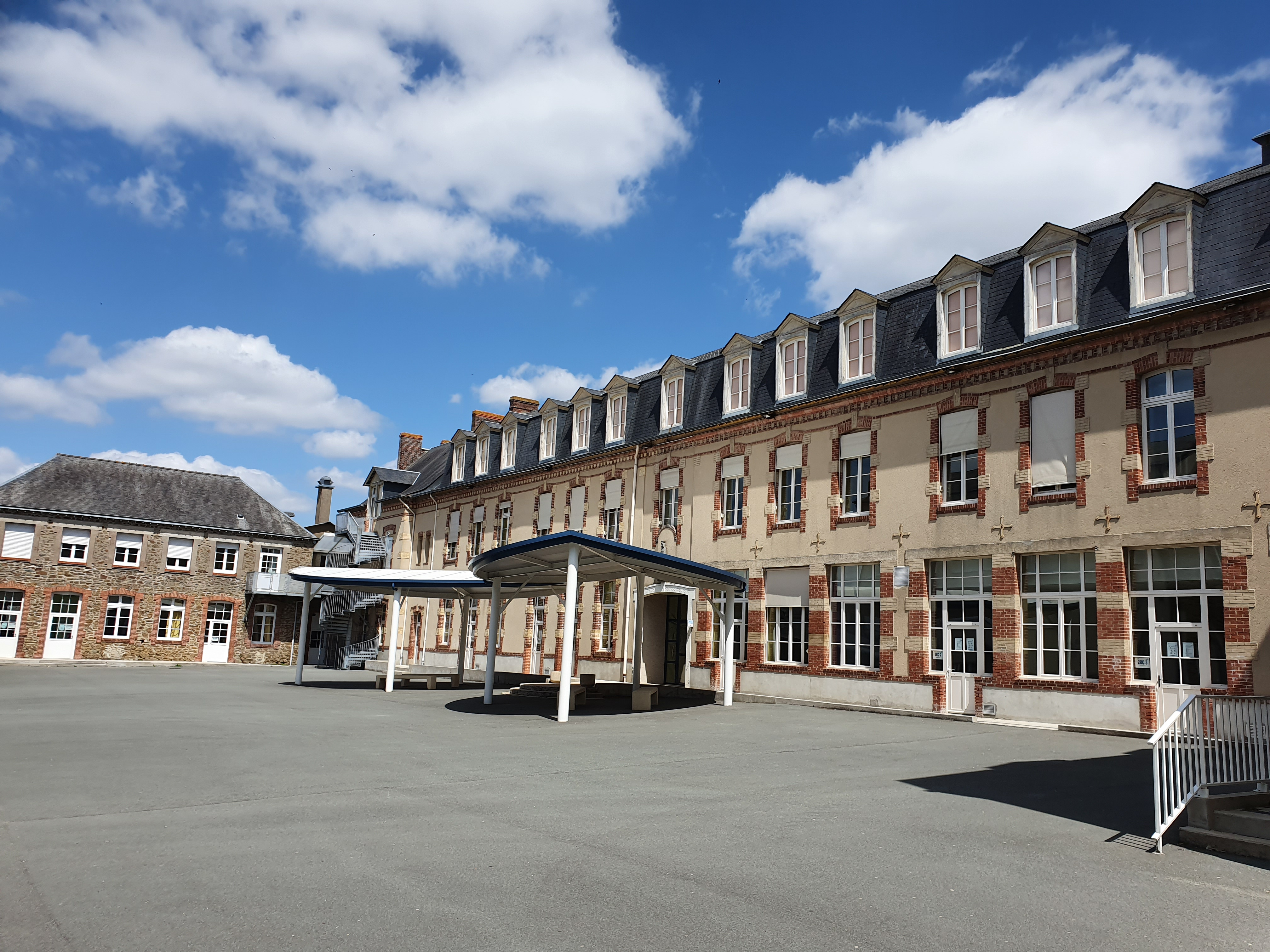
L'ensemble scolaire privé Don Bosco, qui réunit une école, un collège et un lycée.

Les établissements d'enseignement de la commune relèvent de l'académie de Nantes.
La ville compte sept écoles maternelles, dont cinq publiques et deux privées, ainsi que huit écoles primaires, dont quatre publiques et quatre privées.
Mayenne compte aussi trois collèges, dont deux publics et un privé, et quatre lycées :
- le lycée Lavoisier, public, est à vocation générale et technologique,
- le lycée Léonard de Vinci, également public, est professionnel,
- le lycée Don Bosco, privé, est général et professionnel,
- le lycée Rochefeuille, privé, est professionnel.

Plusieurs de ces lycées proposent des formations en BTS :
- le BTS MCO au lycée Lavoisier
- le BTS CIG au lycée Léonard de Vinci
- le BTS études de réalisation d'un projet de communication en alternance au lycée Léonard de Vinci
- le BTS A.C.S.E (Analyse, Conduite et Stratégie de l’Entreprise) au lycée Rochefeuille

Enfin, la ville possède un institut de formation en soins infirmiers.

### Sports et loisirs
Mayenne possède plusieurs infrastructures sportives comme la piscine "La Vague" inaugurée en 2018, un stand de tir, une base de canoë-kayak, une salle et des terrains de tennis, un stade vélodrome, ainsi que trois complexes sportifs qui réunissent des terrains de football, un mur d'escalade, un dojo, une salle de danse, etc.
La ville compte de nombreux clubs de sport, comme l'équipe de football Stade mayennais FC, le Club athlétique mayennais, le Rugby Olympique mayennais, le Mayenne Handball, le Sporting Club Mayenne ou encore l'Étoile cycliste mayennaise. En tout, vingt-neuf disciplines sont proposées, et les associations sportives de Mayenne regroupent 5 000 licenciés.

### Santé

#### L'hôpital de Mayenne
Mayenne possède un hôpital depuis au moins 1224. D'abord situé sur la rive gauche de la Mayenne au niveau du pont Notre-Dame en face du château, l'hôpital primitif dit du Saint Esprit est détruit en 1849 lors de l'aménagement des quais. Il est transféré rue Roullois. Il est alors mitoyen de l'ancienne maison d'aliénés de la Roche Gandon devenue C.H.S. de la Mayenne puis E.D.S.M. dont une partie est située sur les bords de la Mayenne et l'autre s'est construite après guerre sur la plaine de l'autre côté de la route nationale où elle forme une structure innovante à l'époque de pavillons permettant une vie sociale aux malades avec restaurant, salle de spectacle et activités communes. L'hôpital Roulois, dit aussi Hôpital civil, endommagé par les bombardements de 1944, 110 victimes, est reconstruit par la suite; il accueille un service d'urgence en 1980. Devenu Centre Hospitalier du Nord Mayenne, il se dote en 1993 d'un nouveau bloc opératoire, une pharmacie et un service de gynécologie obstétrique puis dans un second temps d'un service de soin de suite. En 2000 une première fusion regroupe l'activité chirurgicale de l'ancienne clinique de la providence et celle de l'hôpital puis en 2001 l'entité juridique du CHS disparaît repartie sur Mayenne, Laval et Château-Gontier, le CHNM reprend le secteur nord de psychiatrie, les bâtiments et les terrains de l'ancien CHS. À partir de 2009, le site de la rue Roullois est à son tour remplacé par un nouveau complexe construit à la Baudrairie à côté des pavillons de la psychiatrie. Le transfert des activités se fait progressivement au cours des années qui suivent.
Le Centre Hospitalier Nord-Mayenne (CHNM), compte 595 lits, dont 93 en médecine, 38 en chirurgie, 18 en gynéco-obstétrique, 24 en soins de suite, 119 en EHPAD et 132 en psychiatrie.

#### Le Pôle santé
Ce sont près de 40 professionnels qui ont investi le Pôle santé. Pour la plupart, il ne s’agit pas de nouveaux professionnels arrivés sur le territoire, mais de leur choix de travailler au sein d’un lieu fédérateur, le Pôle santé. L’enjeu de cet exercice est de faciliter les coordinations et la prise en charge des patients.
Outre les médecins généralistes, des cabinets infirmiers, une sage-femme, des podologues, une diététicienne et la maison médicale de garde, des spécialités sont représentées : radiologues, dermatologues, un psychiatre et des spécialistes qui viendront faire des consultations avancées. Pensé pour faciliter l’accès aux soins des habitants de Mayenne Communauté, le bâtiment accueille également la Caisse primaire d’assurance maladie, la Maison départementale de l’autonomie et le Laboratoire d’analyses médicales. Une salle de réunion pour l’éducation thérapeutique et un cabinet de spécialistes pour des consultations locales vont permettre d’améliorer l’accès aux soins des patients. La pharmacie, projet privé porté par l’ensemble des pharmaciens de Mayenne, complète l’offre et est située dans la continuité du Pôle.
La Ville de Mayenne a profité de ce dynamisme pour repenser l’agencement du quartier : sécurisation des flux de circulation, traitement paysager des abords, aménagement de deux parkings, création d’une piste cyclable et aménagement d’un arrêt de bus.

#### Désertification médicale
Si la ville de Mayenne a su se doter de nouvelles infrastructures de santé, celles-ci sont menacées par le manque de médecins. Ainsi, pendant le mois de janvier 2019, le service de maternité a suspendu son activité d'accouchement faute de médecin anesthésiste-réanimateur, obligeant de cette manière quinze femmes à accoucher dans d'autres établissements (principalement au centre hospitalier de Laval à 30 kilomètres de celui de Mayenne).
De même, le service des urgences de Mayenne est régulièrement menacé du fait des manques de moyens. Par exemple, en mai/juin 2019 le SMUR (service mobile d'urgence et de réanimation) n'a pas été ouvert pendant deux jours, et l'ARS (Agence régionale de santé) a émis l'hypothèse de fermer les urgences du centre hospitalier à partir de 18 h 30, ou encore de suspendre l'activité du SMUR au cours de l'été 2019 (ce qui redirigerait mécaniquement les urgences vers le centre hospitalier de Laval) ; l'activité du service des urgences s'est finalement maintenu tout l'été.

### Cultes
Mayenne est le siège d'un doyenné catholique dépendant du diocèse, lui-même situé province ecclésiastique de Rennes. le doyenné regroupe quatre paroisses et 24 communes. Alors qu'autrefois Mayenne comptait deux paroisses (Notre-Dame et Saint-Martin), aujourd'hui la commune est intégralement située dans la paroisse Notre-Dame-Saint-Martin-de-Mayenne-Moulay, qui englobe aussi Moulay.
Mayenne compte plusieurs églises, comme la basilique Notre-Dame-des-Miracles, l'église Saint-Martin et la chapelle Saint-Léonard. La ville compte aussi deux communautés de religieuses, la Charité de Notre-Dame d'Évron et les Filles du Saint Cœur de Marie.

## Économie

### Secteurs d'activité

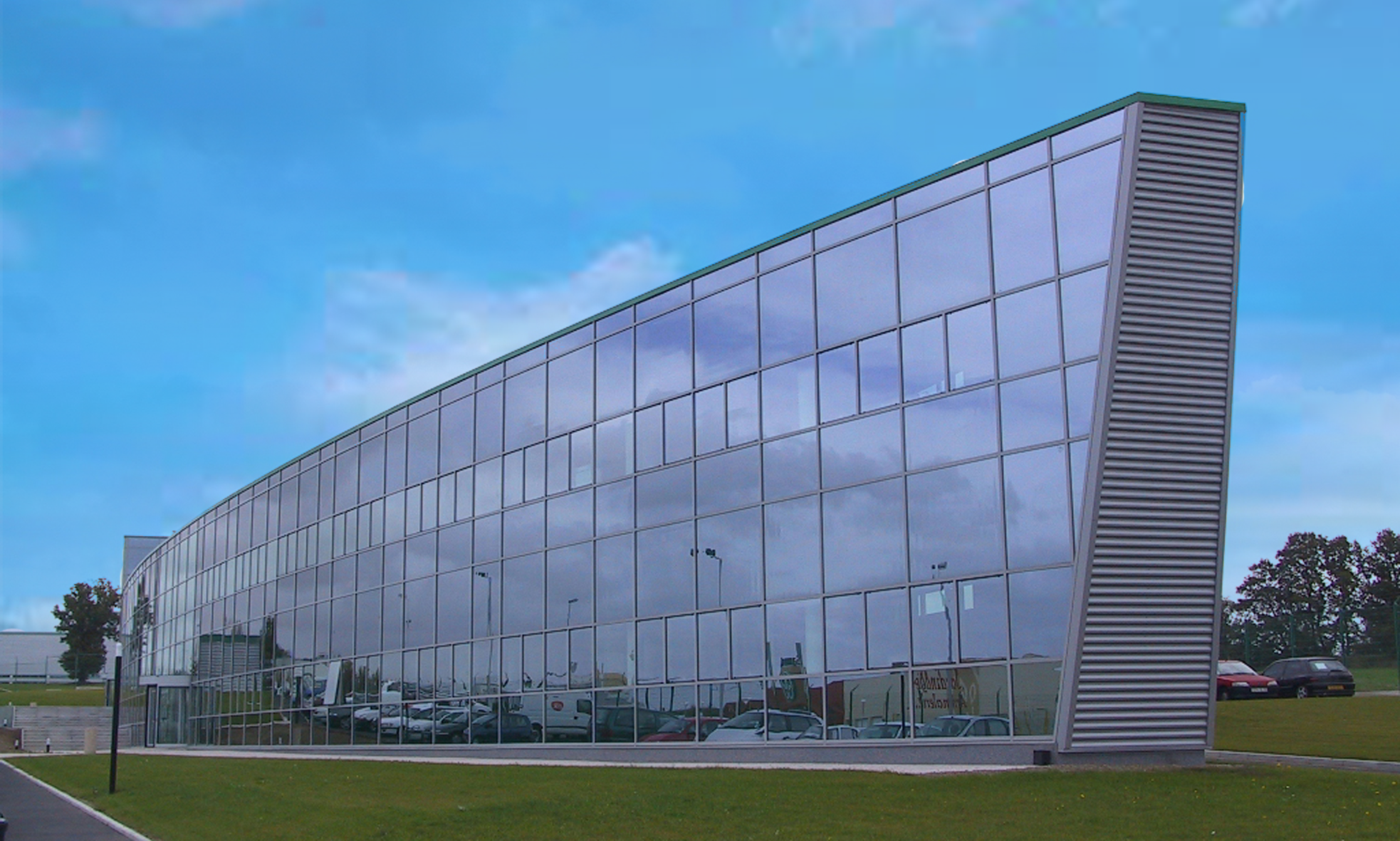
L'usine de produits pharmaceutiques GlaxoSmithKline.

Mayenne dispose d’un tissu industriel diversifié qui repose principalement sur le commerce et l’industrie :
- Industries agroalimentaire : Lactalis, Thiol-Prunier
- Industries pharmaceutiques : GlaxoSmithKline - GSK
- Électroménager : SEB Moulinex
- Imprimerie : Floch, Dupliprint
- Construction de véhicule et logement de loisirs : Rapido / Rapid’home (4e marque la plus vendue en France)
- Transport : Gandon transpor
- Chaudronnerie : M.C.S

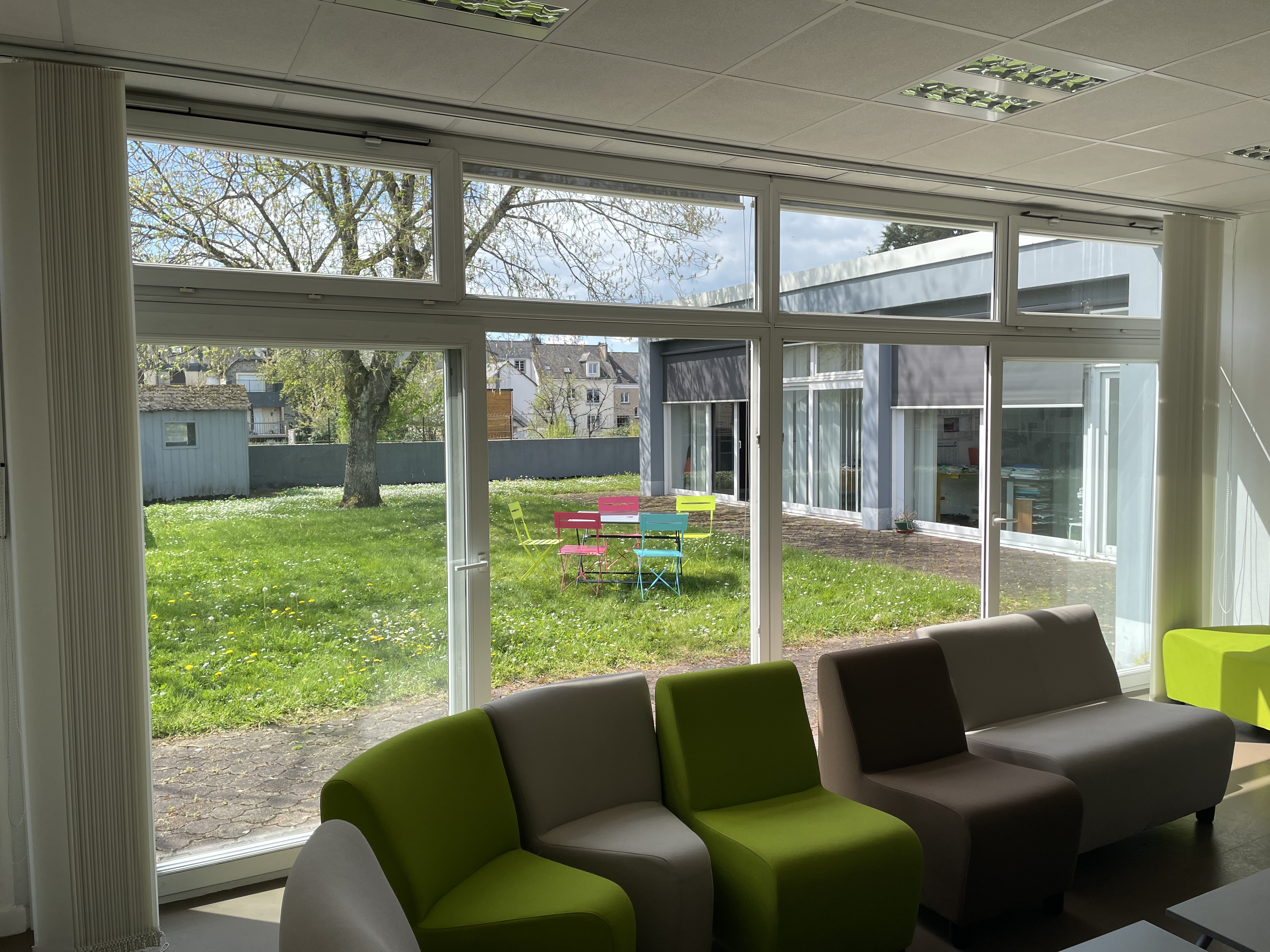
La SERE

Les principaux pôles commerciaux de la ville sont : le centre-ville, les zones commerciales de la Péyennière, des Haras et des Chevreuils.
La ville dispose notamment d'un tiers lieu nommé la "SERE", géré par Mayenne communauté, qui héberge une pépinière d'entreprises, un espace de travail partagé et propose une offre de services pour les créateurs/repreneurs d'entreprises.
Mayenne comptait 529 établissements actifs en 2018 ; la majorité d’entre eux 69,2% était spécialisée dans le commerce, le transport et divers services, 8,7% étaient spécialisés dans l’industrie, 8,5% dans la construction, et 0,6% dans l’agriculture. L’administration publique, l’enseignement, la santé et l’action sociale concernaient enfin 13% des établissements. Les petits établissements (1 à 9 salariés) dominaient, avec 73,3% du total.

### Emploi
Mayenne comptait 10 581 emplois en 2019. Parmi ceux-ci, seulement 4 753 étaient occupés par des résidents de la commune. Les ouvriers dominent, avec 30.3 % des emplois. Ils sont suivis par les employés, avec 27.8 %, les professions intermédiaires, 26.6 % et les cadres, 10.5 %. Les artisans, commerçants et chefs d'entreprise ne représentent que 4.7 % des emplois.
Le taux de chômage y est faible, comme dans le reste du département. La zone d'emploi de Mayenne possède un taux de chômage de 4,7 % (premier trimestre 2022, source INSEE).

### Revenus de la population
En 2019, le revenu fiscal médian par ménage était de 21 290 €, soit en dessous de la moyenne nationale, 22 040 €. En revanche, la moyenne de l'impôt sur le revenu net par foyer, 2 166 €, s'élevait en dessous du chiffre national : 3 910 €.

## Culture locale et patrimoine

### Patrimoine architectural
Mayenne fait partie du Pays d'art et d'histoire Coëvrons-Mayenne, qui appartient au réseau des Villes et pays d'art et d'histoire, animé par le ministère de la Culture et les collectivités territoriales, et qui rassemble les villes soucieuses de préserver et de promouvoir leur patrimoine.

#### Château de Mayenne

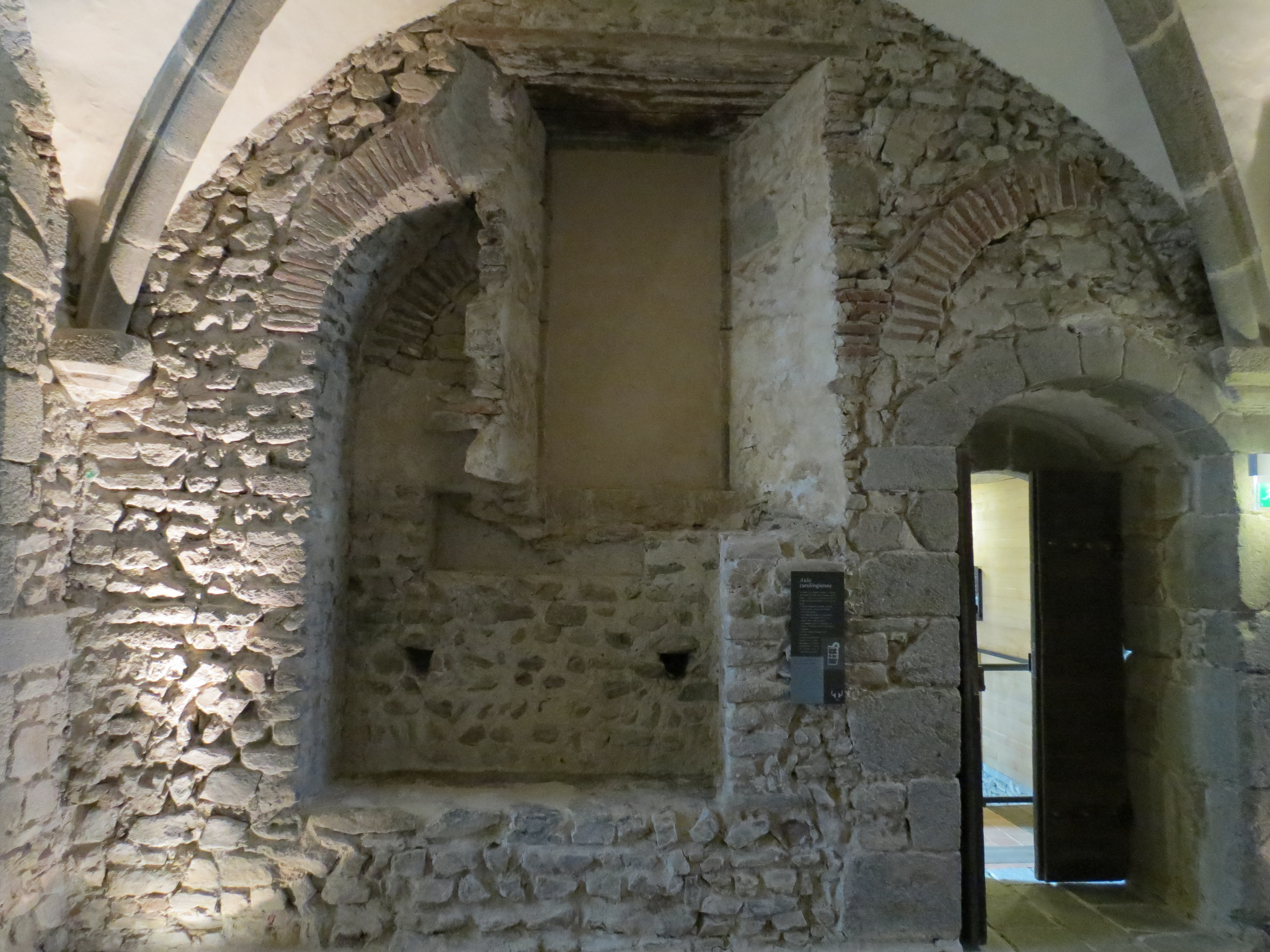
Superposition d'aménagements successifs dans le château.

Le château, qui domine la vieille ville, est le monument le plus remarquable de Mayenne. La plupart des éléments visibles datent du XIIIe siècle, notamment le logis et le donjon circulaire. L'apparence est d'ailleurs typique de cette époque du Moyen Âge : une enceinte flanquée de tours qui épouse la forme d'un promontoire rocheux, et une haute-cour confinée sur le sommet de ce promontoire. La guerre de Cent Ans, les guerres de Religion et les transformations successives ont grandement altéré l'édifice, et celui-ci ne présentait qu'un intérêt modeste avant 1993. Cette année-là, des travaux de rénovation sont entrepris, et ils permettent de découvrir des arcades en brique de l'époque carolingienne. Cette découverte est majeure, car les édifices militaires carolingiens encore visibles sont extrêmement rares en Europe. D'importantes fouilles sont conduites de 1996 à 2000, puis le château est transformé en musée,.
Les vestiges carolingiens incluent un mur de courtine ainsi que les restes d'un grand bâtiment à étage et d'une tour carrée. Ces vestiges sont totalement imbriqués dans les constructions postérieures, et lors de l'aménagement du château en musée archéologique, l'architecte a pris soin de rendre visibles toutes les structures successives. Le château est en fait à la fois un musée et un objet d'exposition en lui-même. Le musée possède en outre d'importantes collections archéologiques, regroupant aussi bien des artefacts découvert dans le château, que dans le reste du département. On peut notamment y voir des monnaies antiques et médiévales, des objets de la vie quotidienne au Moyen Âge (vaisselle, lampes à huile, outils, serrures, armes…), des sarcophages et des objets religieux. Les jeux de société médiévaux, incluant des pièces d'échecs et un tablier de trictrac, figurent parmi les pièces les mieux conservées au monde.

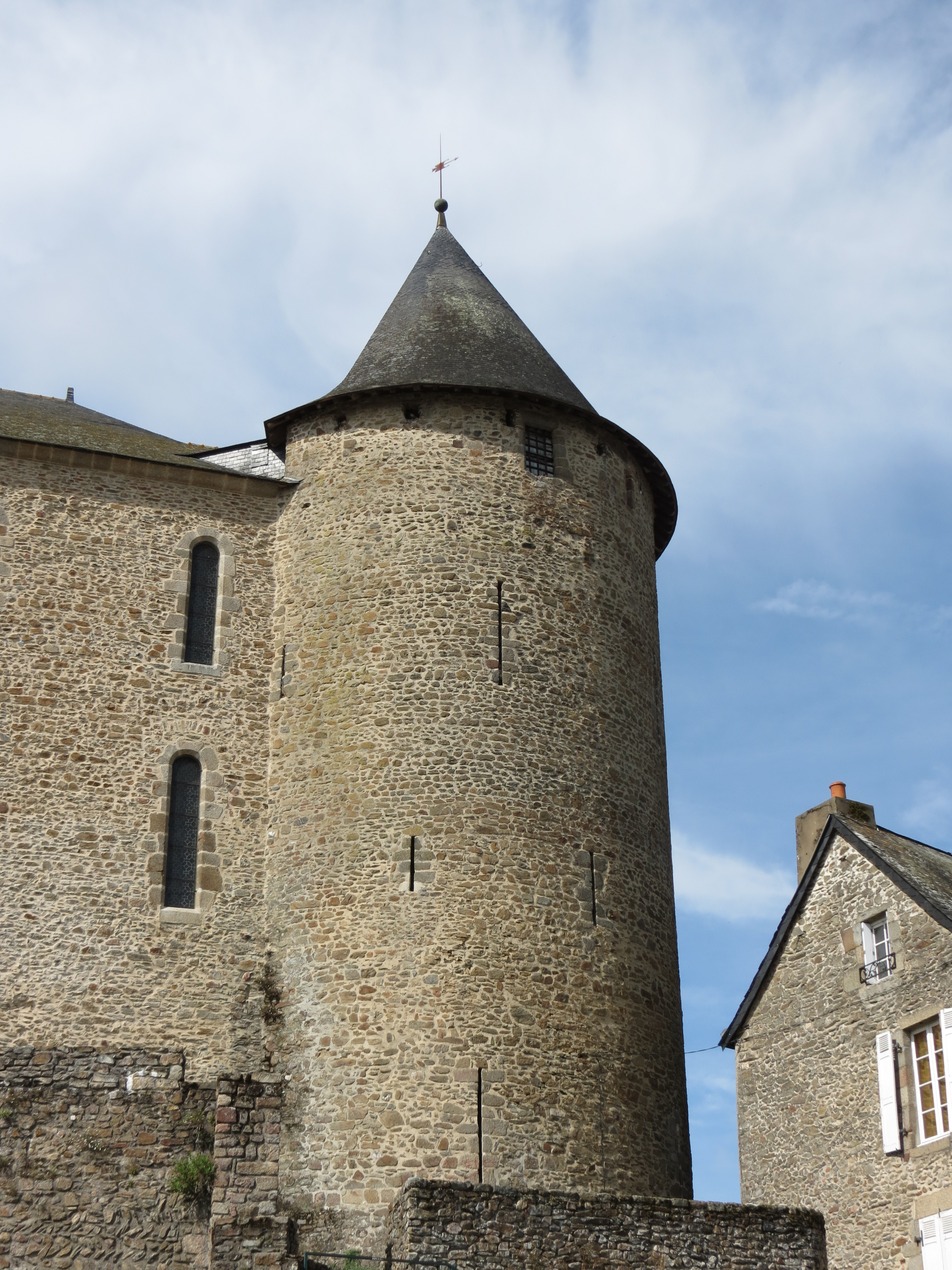
Le donjon.
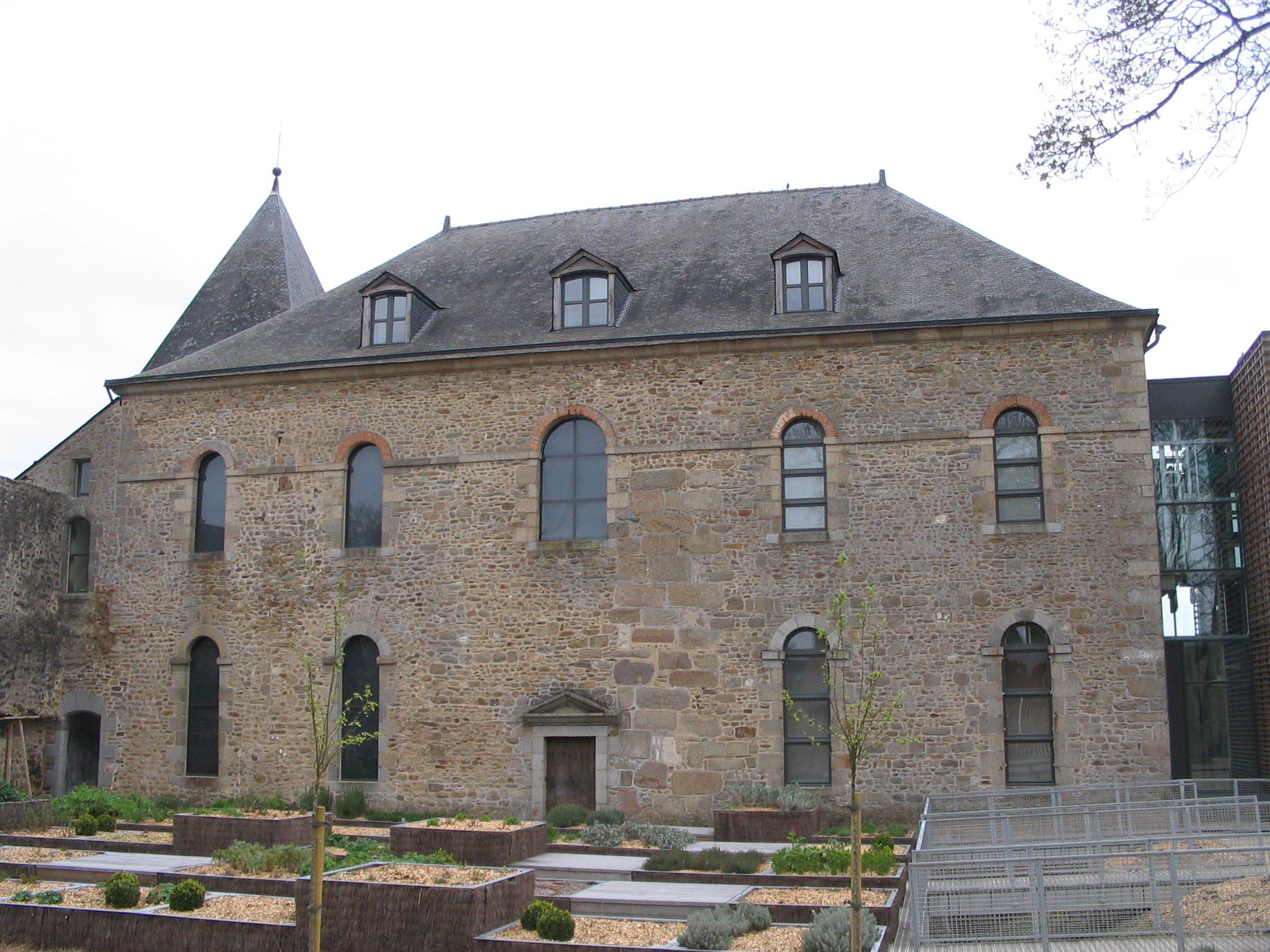
Le logis côté cour.
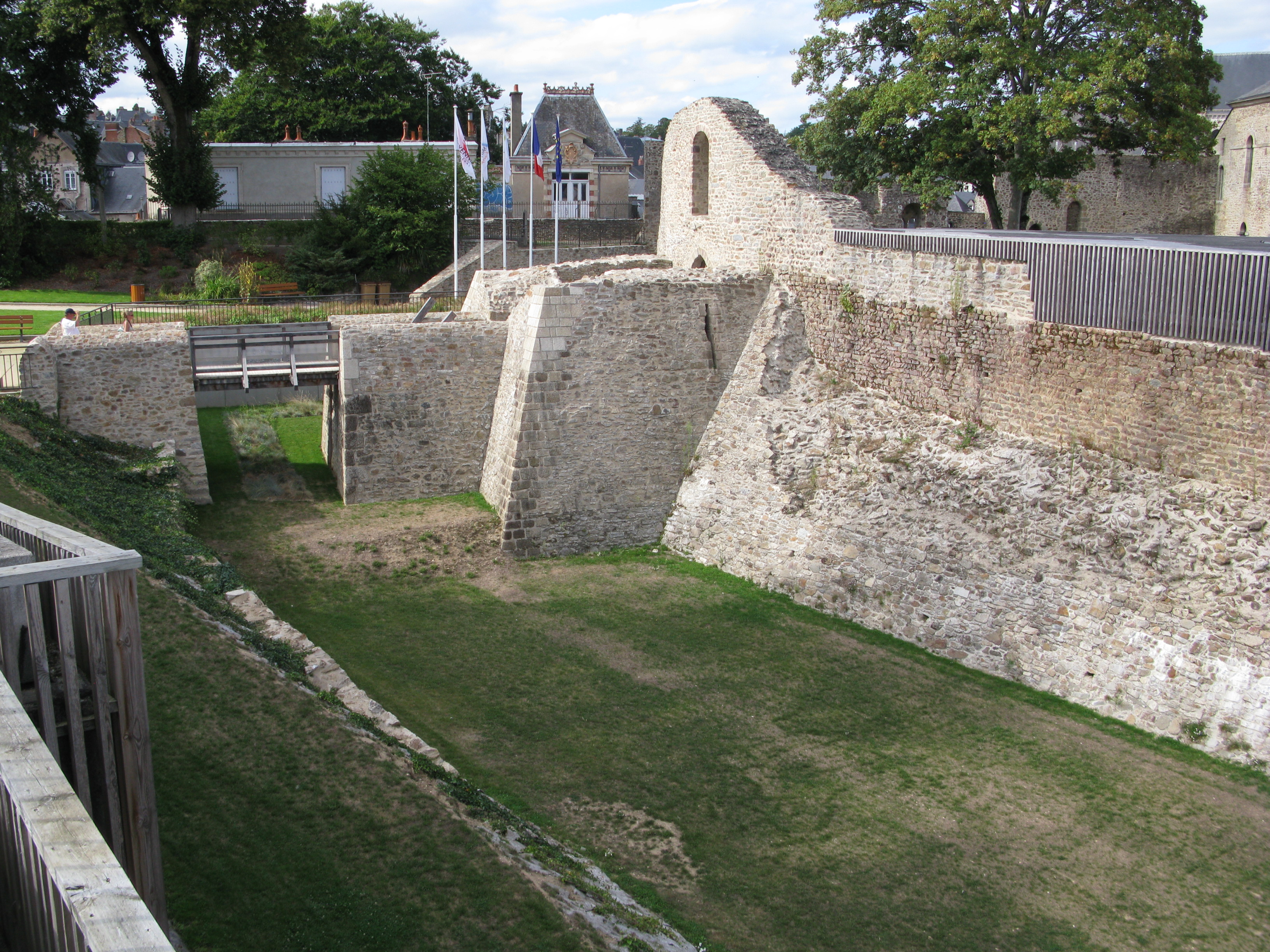
Les douves.
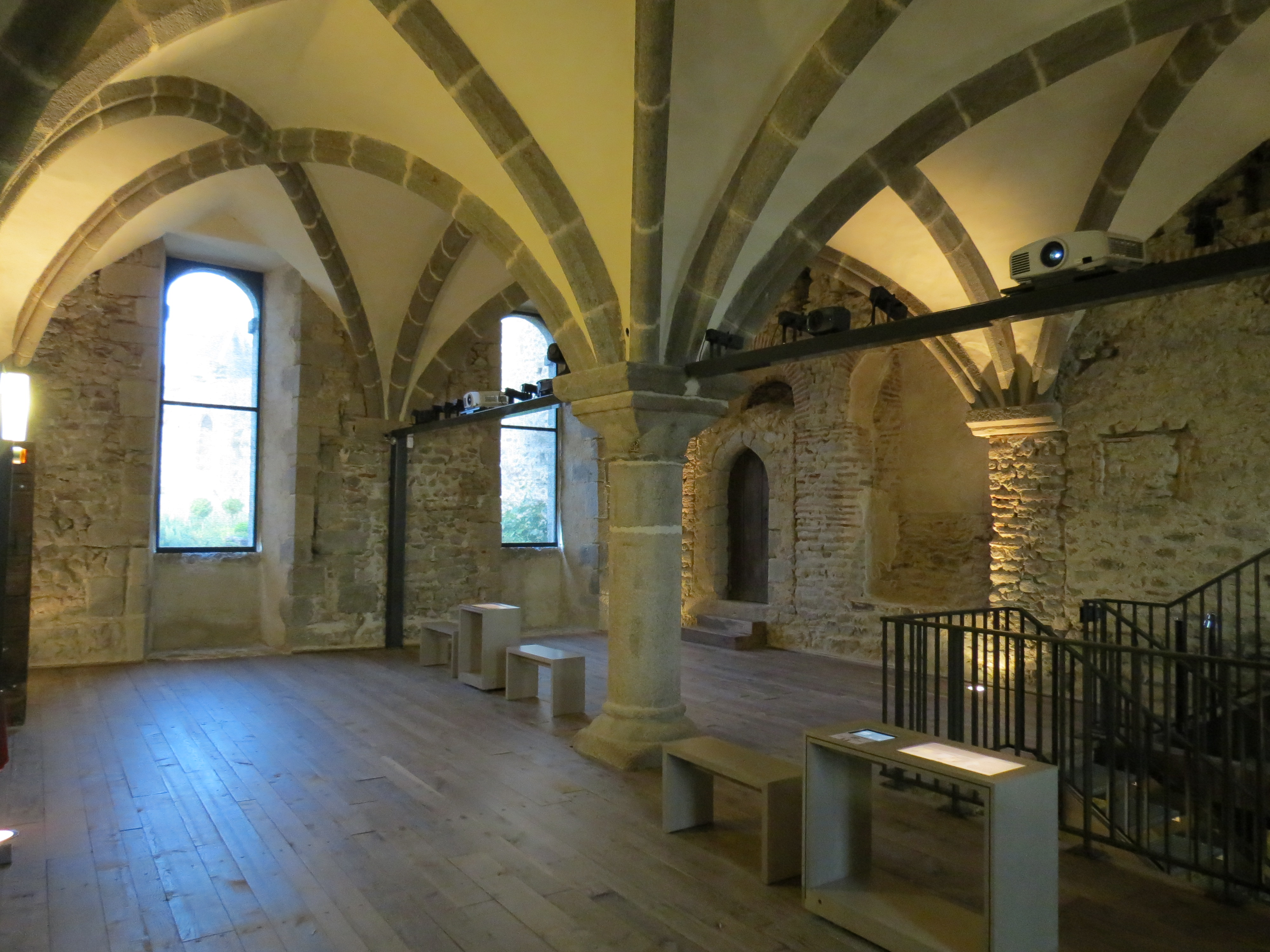
Une salle du logis.
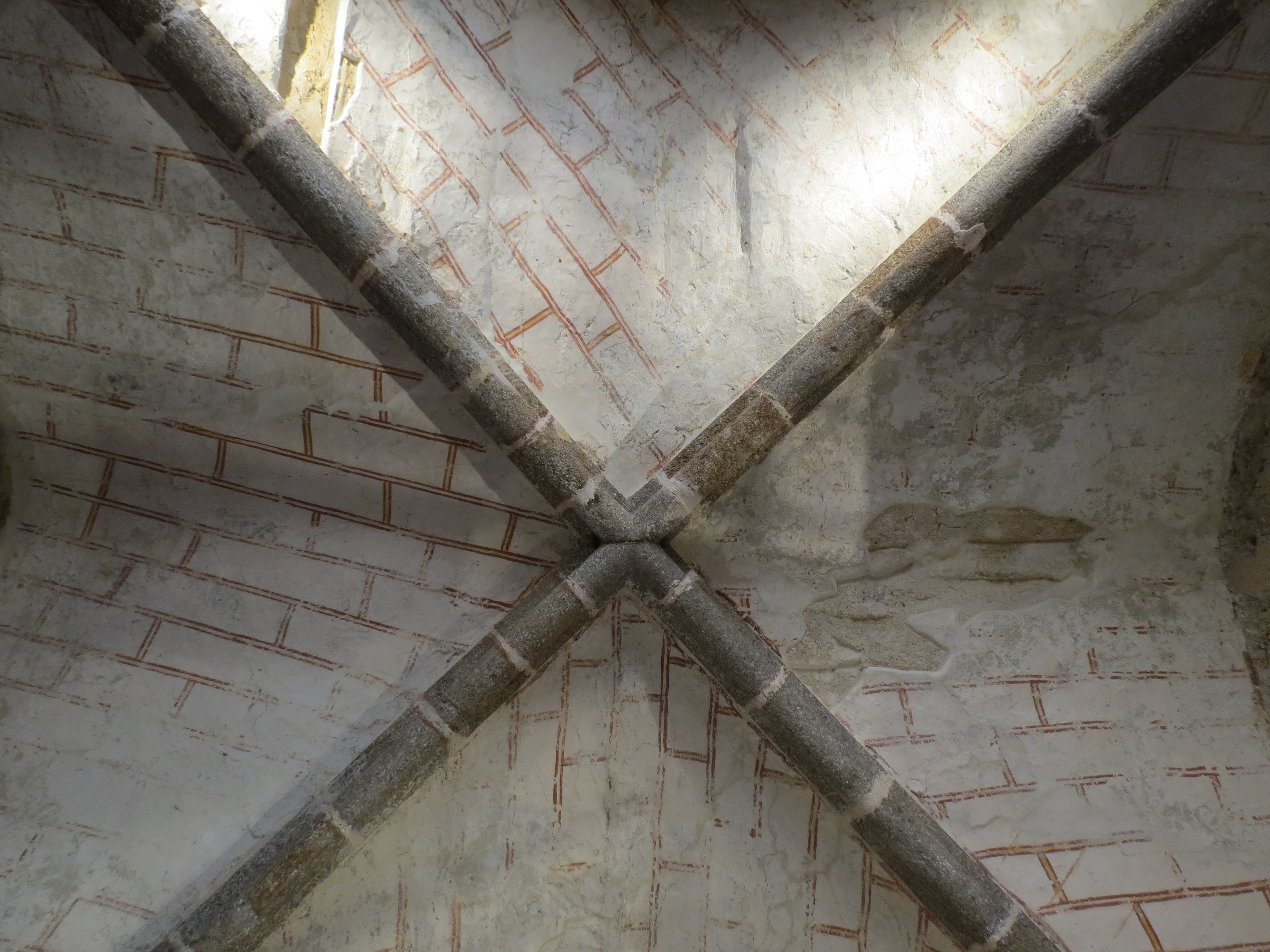
Voûte du XIIIe siècle dans le logis.
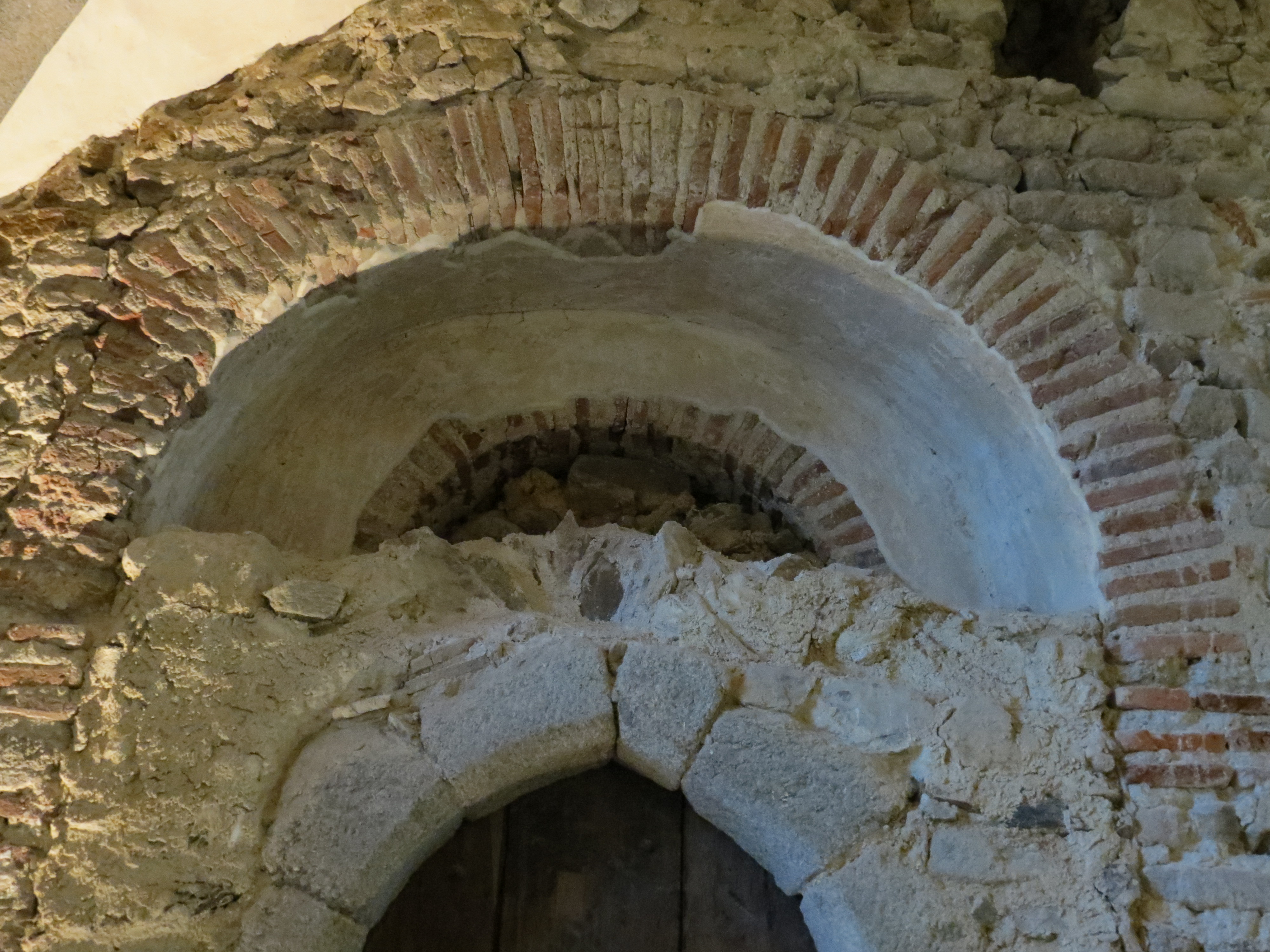
Détail d'une arcade carolingienne.

#### Patrimoine civil

##### Les travaux de Mazarin

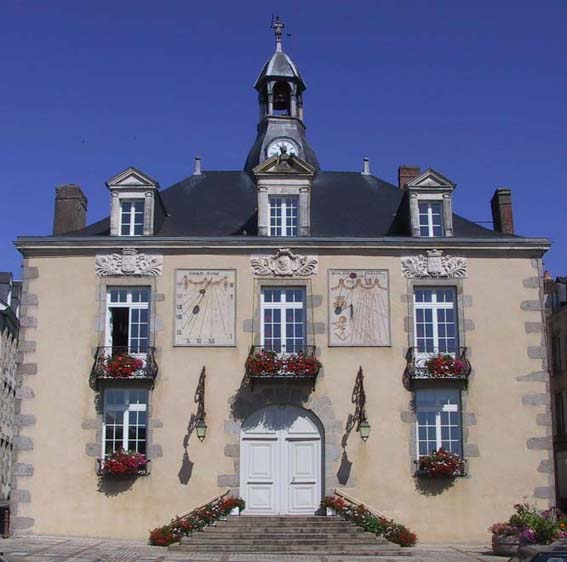
La Barre ducale sur la place de Hercé.

Le centre-ville de Mayenne présente encore quelques caractéristiques médiévales, comme un parcellaire étroit, mais son visage actuel est apparu après deux grandes opérations d'urbanisme postérieures. La première a eu lieu au cours de la seconde moitié du XVIIe siècle. Le cardinal Mazarin, qui avait acheté le duché de Mayenne en 1654, puis effectué des échanges concernant la ville avec l'Abbaye de Fontaine-Daniel en 1658, a alors transformé la vieille ville, qui était sale et en mauvais état, en un endroit moderne et aéré. Pour ce faire, trois places furent dégagées sur les hauteurs de la rive droite.
Ces trois places ouvertes sont celles de Hercé, de Cheverus et Saint-Vincent. Elles se trouvent toutes sur un même axe, qui part du nord-ouest et descend vers la Mayenne. Cet axe était par ailleurs situé sur la route entre la Normandie et la Bretagne d'un côté, et Le Mans de l'autre ; c'était donc la principale artère de la ville. Avant la création des places, l'endroit était occupé par une rue, qui s'élargissait dans sa partie méridionale. Cette partie basse accueillait des halles en bois. Les halles étaient situées sur la place du Marché d'alors, qu'on nomma Place du Palais, après la construction du palais de justice, converti aujourd'hui en hôtel de ville, et encore Place inférieure du Palais, par opposition à la Place supérieure, maintenant Place Cheverus. Un bout des halles occupait partie du sol sur lequel le Palais fut édifié. Ces vieilles halles, construites en bois, avec un étage dans lequel se trouvaient quelques petits logements, devaient 
être démolies et remplacées par de nouvelles, à l'ouest de la place actuelle du Marché, qui a conservé le nom de Place des Halles, quoique les halles proprement dites aient été désaffectées à partir du XIXe siècle et vendues par sections à des particuliers. Elles forment de nos jours le corps de bâtiments séparant la Place du Marché de la Place Neuve. Avant le transfert des halles, un étang dit étang de Baudais, couvrait le sol où se trouve actuellement la place du Marché ou des Halles. Il se prolongeait autrefois, vers l'ouest, sur partie de la Place-Neuve. Les halles primitives de la Place inférieure du Palais, nommée à notre époque Place de l'Hôtel de Ville ou de la Mairie, étaient affermées, en 1658, avec les droits qu'on y percevait, pour cinq cent vingt livres par an. Ce revenu, qui ne devait faire qu'augmenter, fut insignifiant pendant de longues années. Cent ans auparavant, les officiers du comte du Maine s'étaient vus contraints de saisir le fermage des Grands-Moulins de Mayenne, afin de forcer les moines de Fontaine-Daniel à réparer les halles, qui tombaient de vétusté : suivant les religieux, elles rapportaient trop peu, pour être restaurées. Elles furent détruites, puis l'espace fut agrandi pour devenir la place du Hercé, qui forme un rectangle. L'ancienne rue fut aussi élargie au nord, et devint la place de Cheverus, qui est un cours planté d'arbres. Enfin, en haut de la rue, la place Saint-Vincent fut aménagée en triangle.

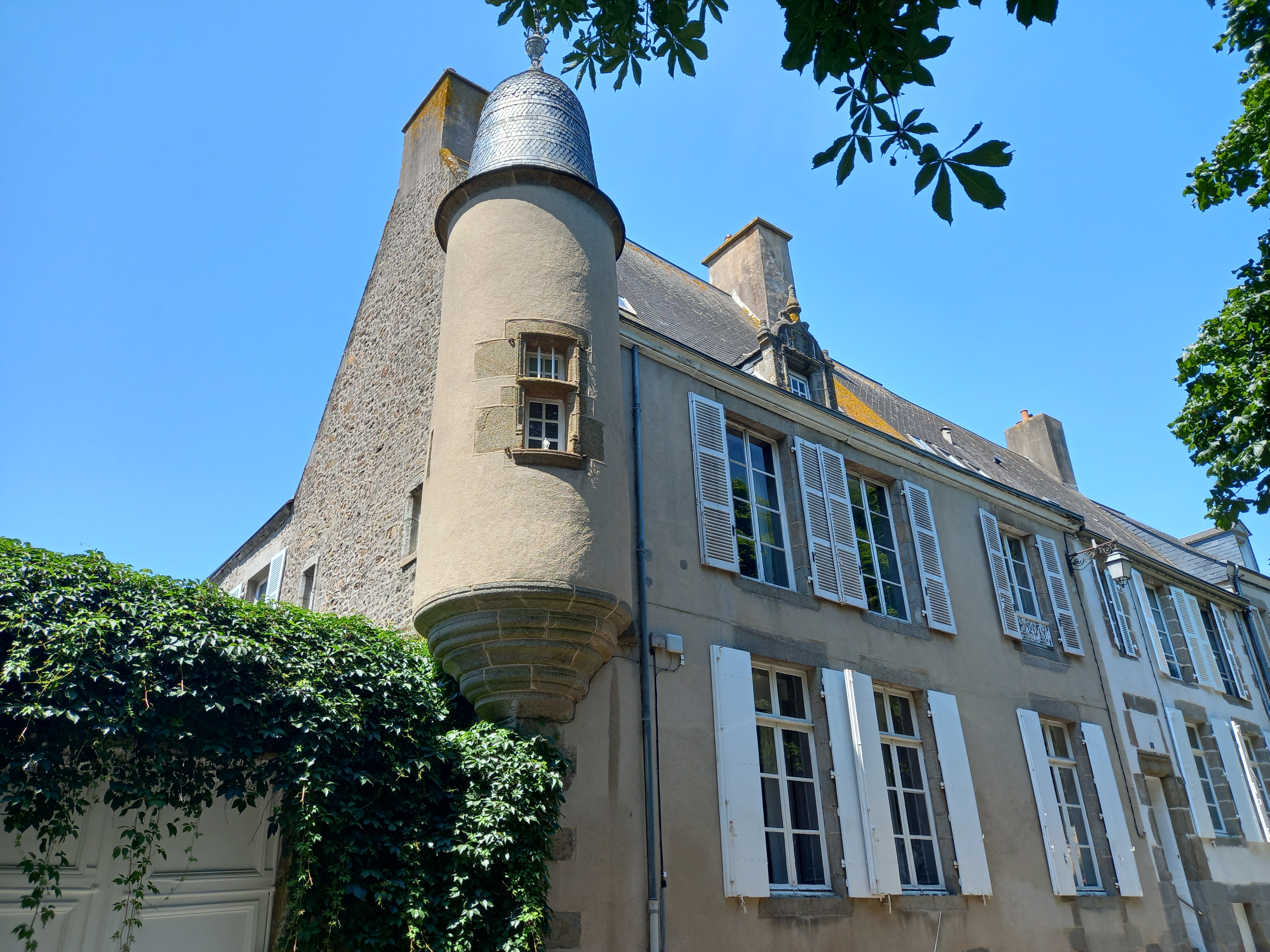
L'hôtel Chappedelaine sur la place de Cheverus.

L'espace entre les places de Hercé et de Cheverus accueillit la Barre ducale. Cet édifice, qui logeait les administrations de la ville et servit aussi d'hôtel de ville et de palais de justice, fut construit de 1660 à 1668. Mazarin mourut en 1661, si bien qu'il ne vit jamais l'achèvement des travaux. La Barre ducale est de plan rectangulaire et elle est construite en granit. Elle compte deux étages et elle est surmontée par un campanile qui porte une statue d'Armand-Charles de La Porte de La Meilleraye, qui était le mari d'Hortense Mancini, elle-même nièce et héritière de Mazarin. La statue tient une épée dans une main, et une balance dans l'autre, tandis qu'une colombe est placée au-dessus de la tête. L'horloge extérieure date de 1690, et les balcons en fer forgé, le cadran solaire et la méridienne sont du XVIIIe siècle. La méridienne, qui ressemble au cadran solaire, servait à régler les montres et ne fonctionne qu'à midi. Elle porte des symboles maçonniques, comme le compas, l'équerre et le globe-miroir. Des citations de l'Évangile selon Luc sont aussi visibles sur la méridienne et le cadran solaire : « Unam time » (craigniez une seule heure) et « Qua hora non putatis veniet » (elle viendra au moment où vous ne l’attendez pas).

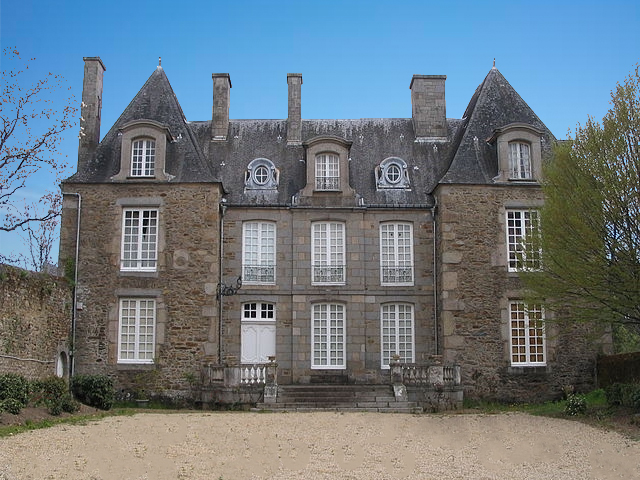
L'hôtel Montpinçon, sur la place de Cheverus.

La place de Hercé est décorée par une fontaine datant de 1683. Elle se compose d'un bassin et d'un obélisque surmonté d'un pot à feu. Une fontaine similaire, mais plus modeste, est visible sur la place Saint-Vincent. La place de Cheverus est quant à elle ornée par la statue du cardinal de Cheverus. Elle fut réalisée en 1844 par David d'Angers.
La place de Cheverus est bordée par plusieurs hôtels particuliers. Le plus vieux est l'hôtel Chappedelaine, construit au XVIe siècle, soit avant les aménagements de Mazarin. Il est reconnaissable grâce à sa tourelle en encorbellement et à sa lucarne de la Renaissance. L'hôtel de Hercé, au numéro 19, date de la seconde moitié du XVIIe siècle, l'hôtel Chasteloger, au 14, est probablement du début du XVIIIe siècle, et l'hôtel Montpinçon, au 22, date de 1666 et fut achevé au XVIIIe siècle. Il s'inspire des hôtels parisiens, avec une façade sur cour côté rue et un parc à l'arrière. D'autres hôtels sont visibles sur la place de Hercé, comme l'hôtel Baglion, au 6, construit vers 1660, l'hôtel Brossard, au 10, qui date des années 1770, et l'hôtel Le Forestier. L'hôtel Clinchamp, au 16, date du XVIe siècle et accueillit un salon littéraire sous le règne de Louis XVI. Ces demeures présentent pour la plupart des façades suivant les modes architecturales parisiennes, mais conservent aussi un caractère robuste, notamment à cause du granit qui est souvent employé.

#### Les travaux duXIXesiècle

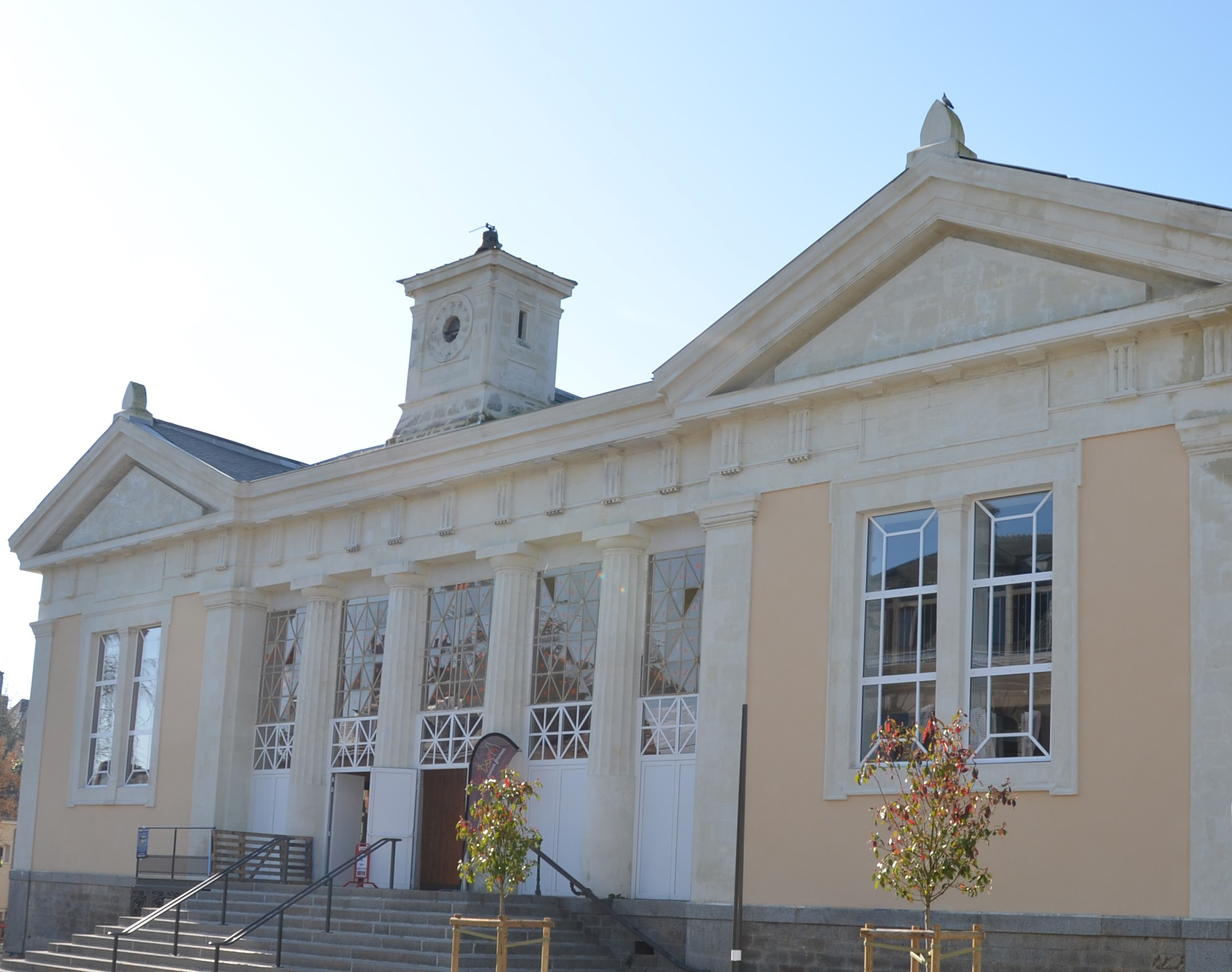
L'ancien palais de justice

Au XIXe siècle, la ville fut largement réaménagée. Tout d'abord, une « nouvelle traverse » fut percée au nord du centre afin de permettre un meilleur transit de part et d'autre de la ville et de la rivière. Cet axe, parallèle aux trois places construites au XVIIe siècle, correspond aux rues Amboise de Loré et Roullois ainsi qu'au pont Mac Racken. La construction de la « nouvelle traverse », évoquée dès 1825, fut décidée en décembre 1827, lors de la promulgation d'une ordonnance royale. Le nouvel axe avait d'ailleurs une importance nationale, car il se trouvait sur les routes royales 155 et 162, reliant Paris à Saint-Malo et Caen à Angers. Le pont Mac Racken, initialement baptisé Pont Neuf, est construit de 1829 à 1838.
En juin 1844, le préfet de la Mayenne souhaite voir les travaux du nouveau palais de justice confiés à l'architecte angevin Édouard Moll, alors chargé de la construction des nouveaux bâtiments de l'Hôtel Dieu à Mayenne et de l'hôpital Saint-Louis à Laval. Le choix de son implantation est lié à la création de quartiers résidentiels entre la vieille ville et la traverse nouvellement percée. Le palais de justice, comme la sous-préfecture, sont alors considérés comme des éléments moteurs et structurants du développement urbain en ce milieu du XIXe siècle.
Terminé en 1854, de plan carré, divisé en quadrilatères répondant aux règles habituelles en matière d'architecture judiciaire, l'édifice est articulé autour d'une cour centrale. L'entablement décoré de triglyphes court sur toute la façade, deux frontons triangulaires marquant les salles d'audience de part et d'autre de la colonnade de la salle des pas perdus; ces éléments sont l'objet d'un classement aux monuments historiques depuis 1994 Notice no PA00132708, sur la plateforme ouverte du patrimoine, base Mérimée, ministère français de la Culture. Désaffecté depuis 1992, l'édifice en mauvais état est vendu à un investisseur privé. Un chantier de réhabilitation avec commerces et bureau est entrepris en (2018). Au printemps (2019) l'ouverture d'un restaurant, d'un bar à huitre, d'une conserverie artisanale autour d'un patio lumineux en fait un lieu de rencontre apprécié en centre-ville.

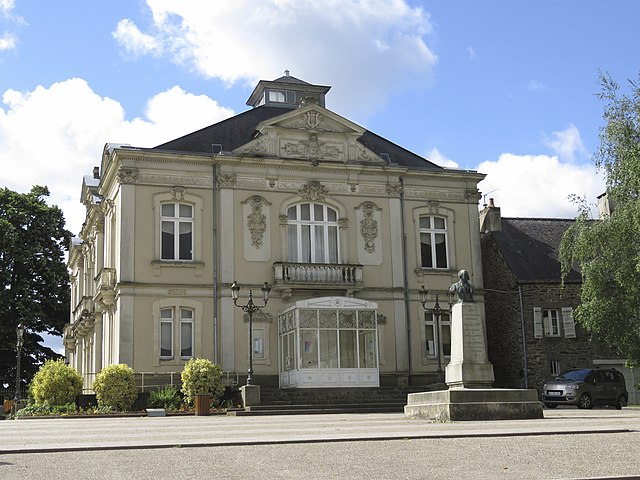
Le théâtre.

Le premier pont de Mayenne, qui datait du Moyen Âge et se trouvait au pied du château, fut remplacé par le pont Notre-Dame, à l'origine pont de l'Impératrice (en hommage à Eugénie de Montijo, femme de Napoléon III). Ce nouveau pont, situé à 20 mètres en amont du pont médiéval, fut construit de 1862 à 1868. Afin d'assurer sa desserte, des voies furent percées pour le raccorder aux rues du Sergent Louvrier et Saint-Martin. Le visage de la ville fut aussi bouleversé par la construction des quais de la Mayenne. Ceux-ci étaient devenus nécessaires à cause des travaux de canalisation de la rivière. Ces travaux entraînèrent notamment la disparition d'un barrage médiéval avec ses moulins. Ce dernier fit place à une écluse, construite de 1860 à 1863 et munie d'un nouveau barrage en chevron,.
Au XIXe siècle, la ville se dota aussi d'un théâtre à l'italienne, achevé en 1891. Il s'agit du dernier théâtre de ce type dans le département. Sa salle est ornée d'un grand lustre, d'un plafond peint, de balcons et de reliefs en bois. L'ancienne école de musique, initialement tribunal de commerce est construite vers 1810 dans un style similaire sur une ancienne tour d'artillerie. Les deux édifices qui se font face dans le parc du château, ont été dessinés par l'architecte Hélain.

#### Patrimoine religieux

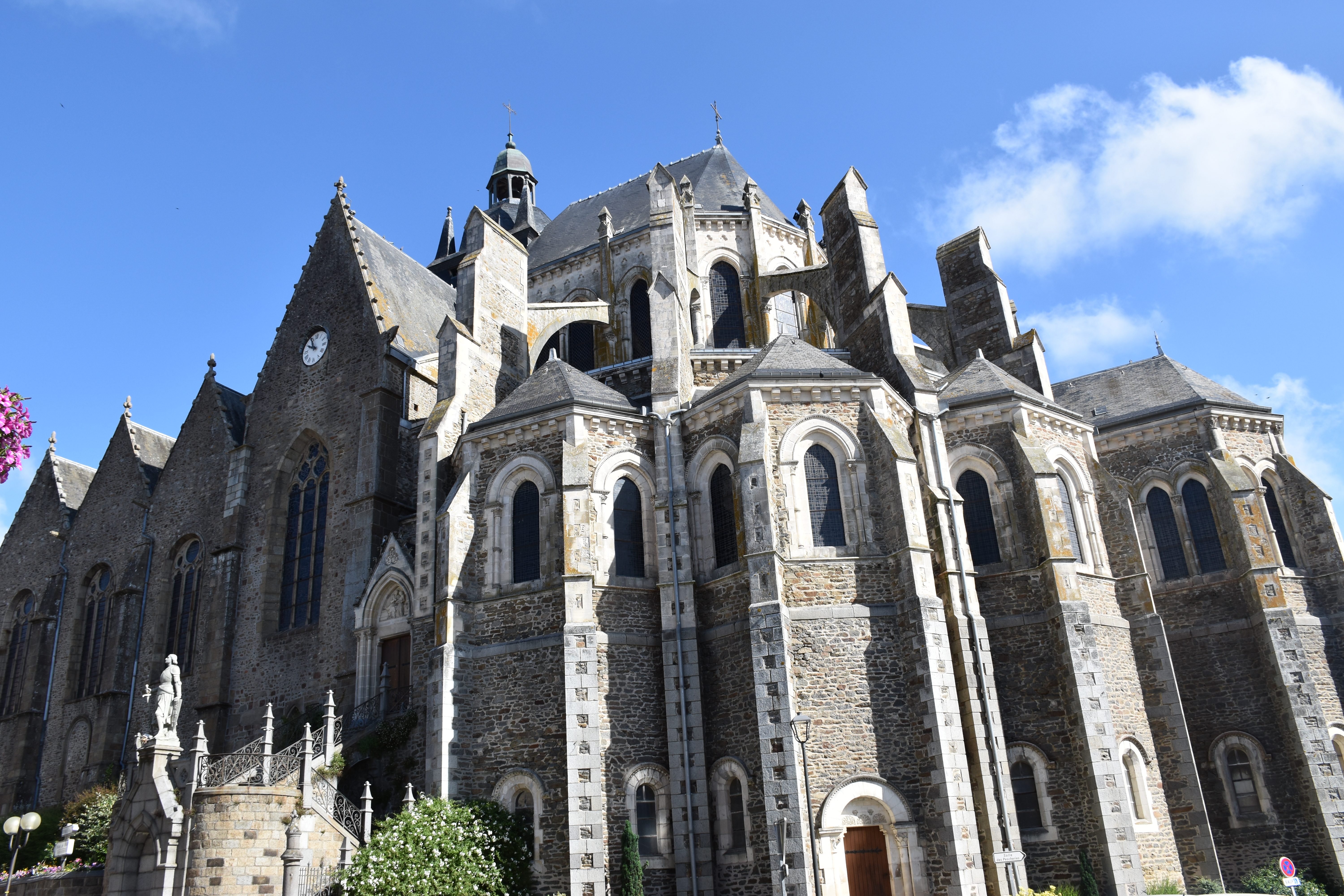
La basilique Notre-Dame-des-Miracles, avec son chevet du XIX.

Le principal édifice religieux de Mayenne est la basilique Notre-Dame-des-Miracles. Construite sur la rive droite et remaniée à de nombreuses reprises, elle présente une façade ouest du XIe siècle. Située sur la rive gauche, l'église Saint-Martin est inscrite au titre des monuments historiques. La chapelle de l'ancien couvent des Calvairiennes et la chapelle Saint-Léonard sont classées.

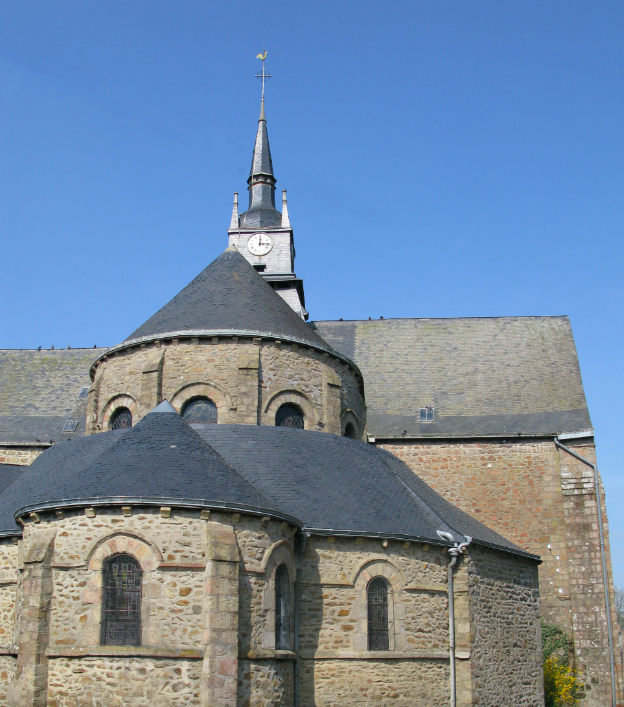
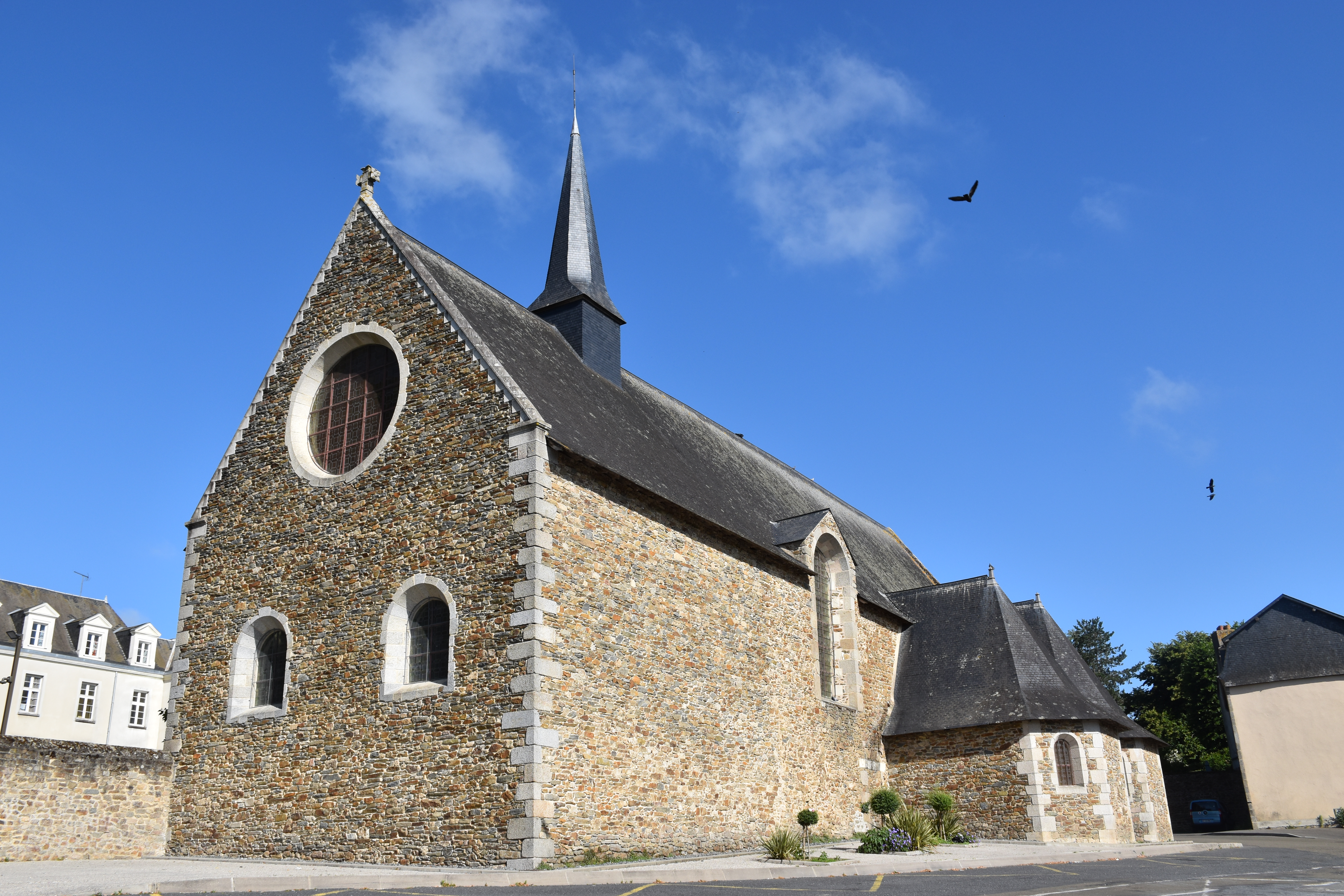
La Chapelle des Calvairiennes
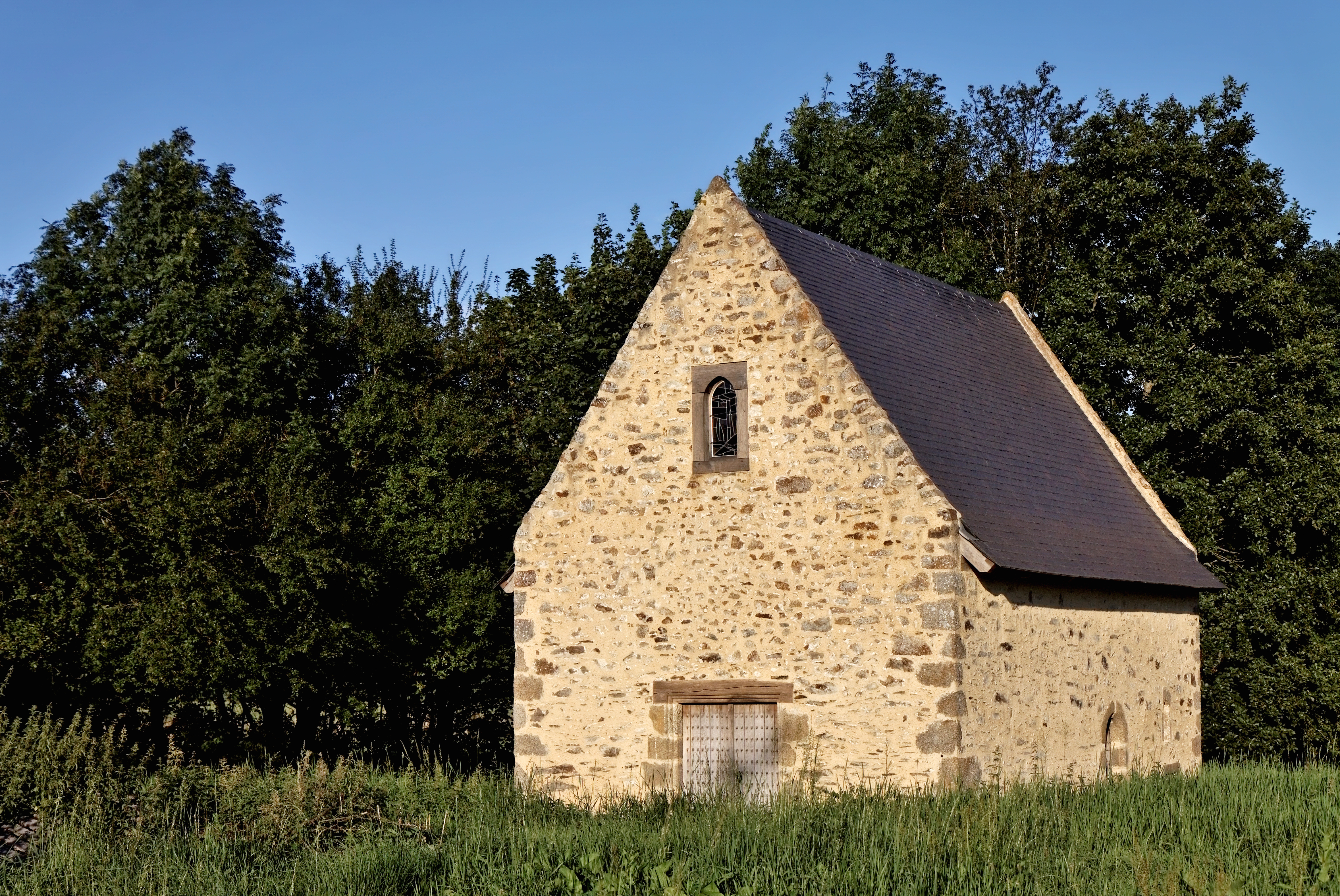
La chapelle Saint-Léonard.

### Équipements culturels

#### Le Grand Nord

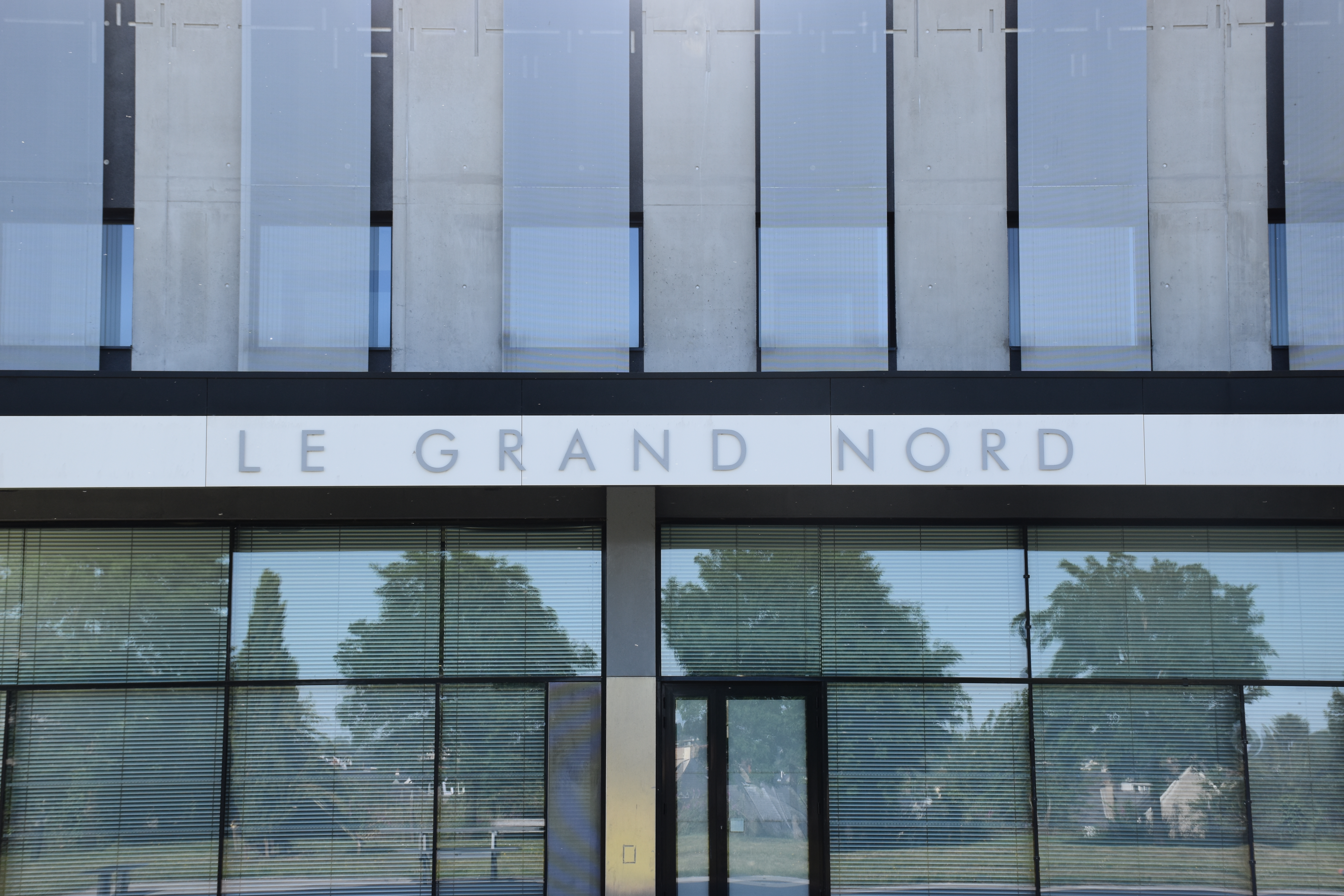
Le pôle culturel du Grand Nord

Le principal équipement culturel de la ville de Mayenne est Le Grand Nord, il regroupe une médiathèque, une ludothèque et un conservatoire. Il a une vocation intercommunale. Son nom fait référence à la situation de la ville, qui se trouve dans le nord du département. Il mesure plus de 5 500 m2 et compte notamment un auditorium de 108 places ainsi qu'une salle d'exposition.
La médiathèque Jean-Loup Trassard, située au rez-de-chaussée du Grand Nord, occupe 1 100 m2 et possède près de 40 000 livres et 10 000 documents numériques. Des espaces conviviaux y sont aménagés pour vous permettre de lire, d’écouter de la musique, de regarder un film, de jouer, de consulter internet. La ludothèque les Dés en bulles vous accueille pour le prêt de jeux et de moments de jeux partagés. Situé à l'étage le conservatoire Ivan Bellocq déploie ses activités sur 2 000m2 et accueille pas moins de 700 élèves. Il assure un rôle de diffusion : auditions, concerts et spectacles d’élèves et de professeurs, master-class, concerts et résidences d’artistes…    

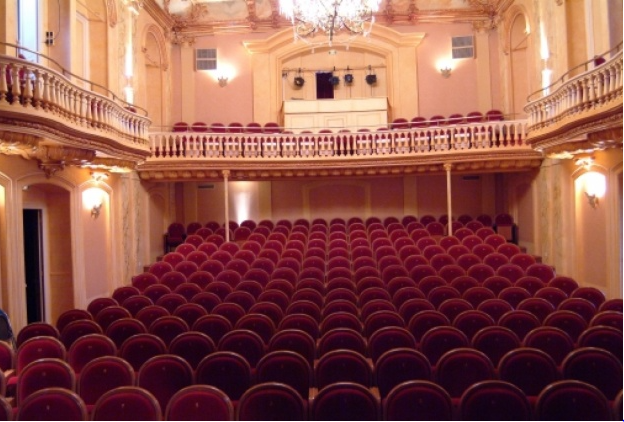
Le théâtre.

#### Le théâtre
Mayenne possède le dernier théâtre à l'italienne du département. Inauguré en 1891, il a été rénové à plusieurs reprises, notamment en 1928, lorsqu'un cinéma fut installé dans la salle. Après une grande période de fermeture, il a connu une grande campagne de restauration en 1997. Aujourd'hui il possède 210 places assises et 40 places dans les balcons.

#### Le cinéma Le Vox
La ville possède enfin un cinéma généraliste, le Vox, géré par une SCIC. Il compte trois salles totalisant ensemble 374 places. Sa programmation inclut des films grand public et art et essai. Sur les écrans du Vox, vous trouverez une programmation généraliste : les grosses productions dominant le box-office, des films de tous les pays, toutes les langues, tous les styles, tous les genres, tous les formats, toutes les époques, des courts et moyens métrages, des documentaires, des films d’animation, des films expérimentaux … Le projet du Vox est construit en partenariat avec les associations et les partenaires locaux afin de proposer une offre culturelle et pédagogique ambitieuse, à fort ancrage territorial.

#### Le mémorial des déportés

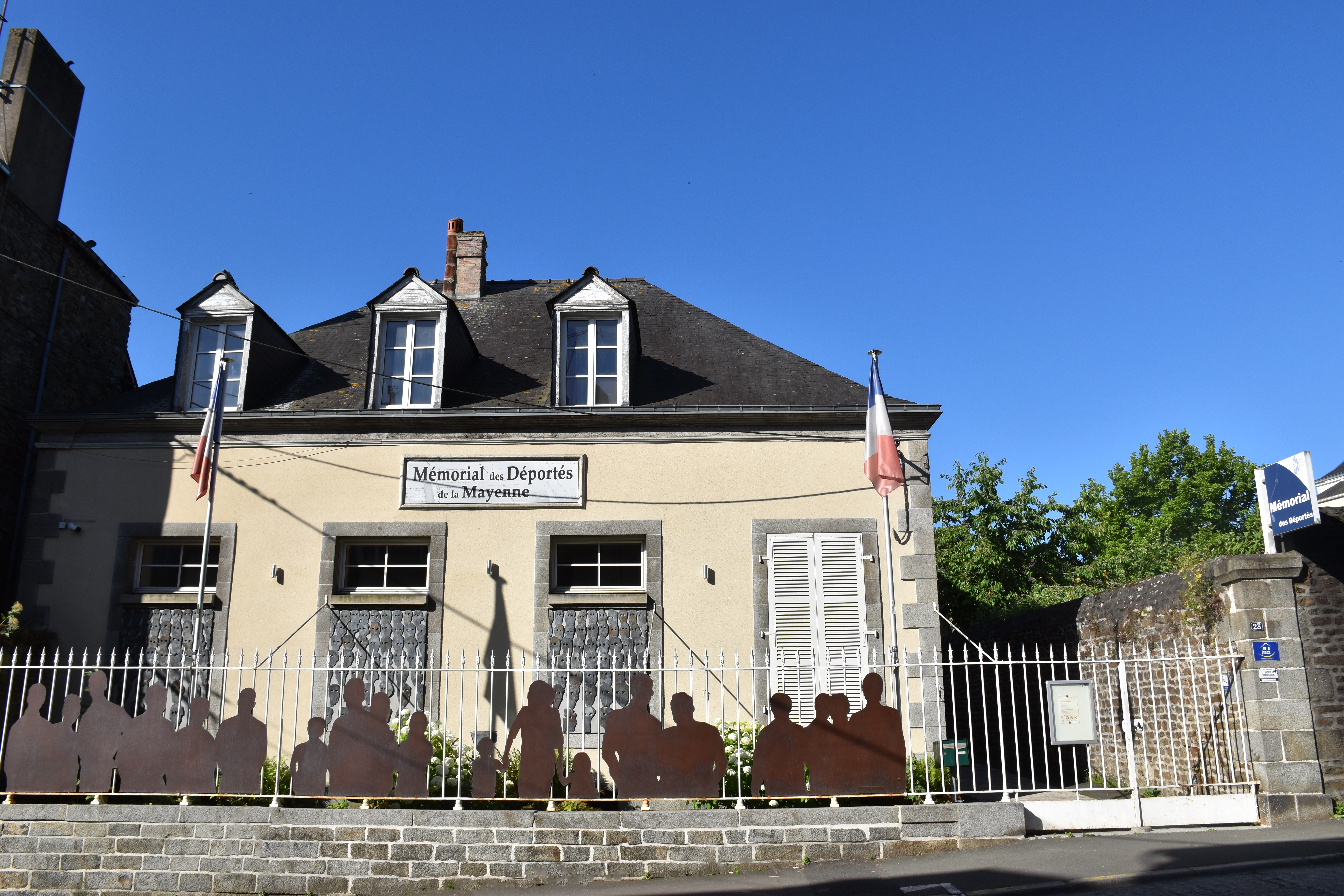
Le mémorial des Déportés

### Tableaux

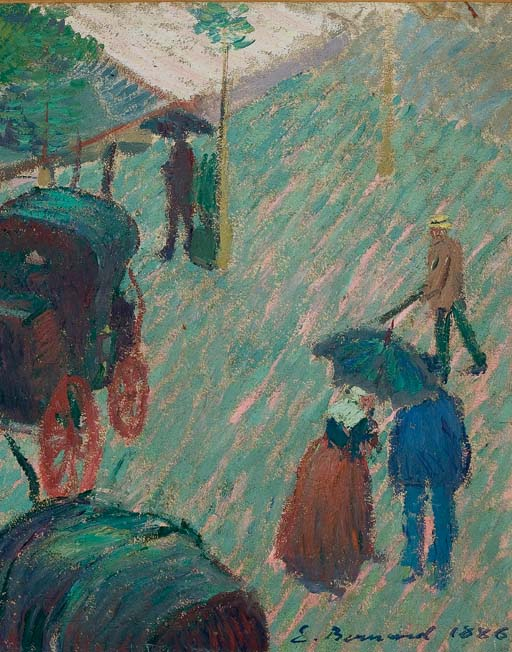
Émile Bernard : Le jardin public à Mayenne (1886).

- Émile Bernard : Le jardin public à Mayenne (1886).

### Mayenne dans les arts audiovisuels
Une des cartes en ligne du jeu vidéo Call of Duty 3 : En marche vers Paris permet aux joueurs de s'affronter à Mayenne, lors d'une mission visant à défendre le pont Mac-Racken.
Mayenne a servi de décor à plusieurs films: en 1987 le saut du renard de Claude Baqué avec l'enfant du pays leny Escudero, en 1989 Cinq jours en juin de Michel Legrand et en 2019 et Au nom de la terre d'Édouard Bergeon.

### Personnalités liées à la commune

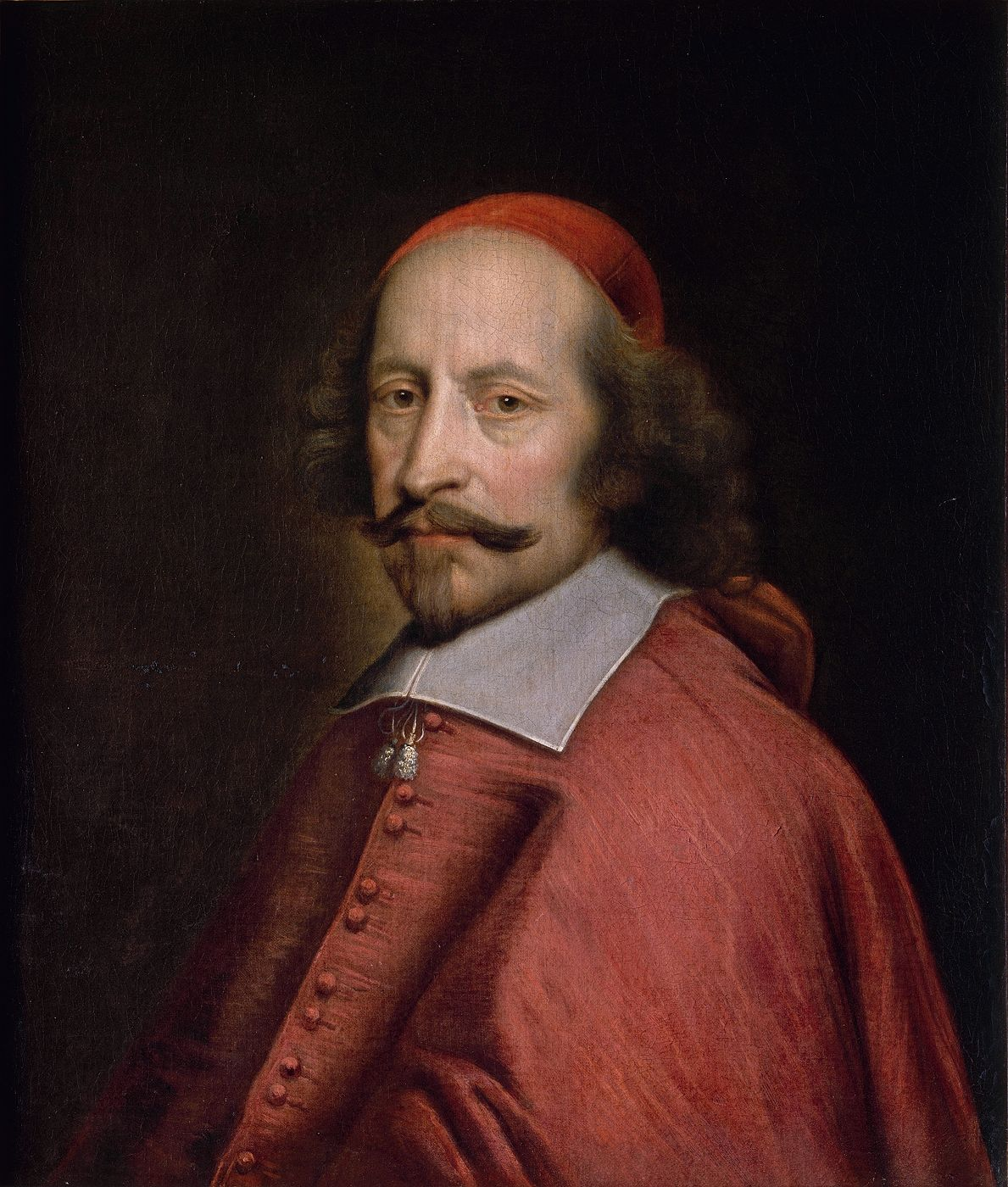
Jules Mazarin, duc de Mayenne de 1654 à 1661.

Mayenne a vu naître un certain nombre de personnalités diverses, notamment des écrivains, comme Michel Tronchay, René Étiemble, Edmond-Alfred Goupy, Jean-François Chabrun, qui fut aussi résistant, critique d'art et journaliste ou encore le général Christian Rodriguez, haut fonctionnaire de la défense et directeur général de la Gendarmerie nationale. Quelques religieux illustres sont aussi natifs de Mayenne, comme Jacques Nouet, théologien jésuite, Urbain-René de Hercé, évêque de Dol, et Jean Lefebvre de Cheverus, cardinal et archevêque de Bordeaux. Mayenne est aussi la ville natale de Charles-Marie de Sarcus, un peintre du XIXe siècle principalement connu pour ses caricatures, et de Jacques Barbeu du Bourg, botaniste du XVIIIe siècle, de Édouard Lambert, un juriste universitaire. Leny Escudero, né en Espagne, a passé sa jeunesse à Mayenne, où ses parents s'étaient réfugiés lors de la guerre civile espagnole. Sa chanson À Malypense serait inspirée par Mayenne.
La ville est aussi associée aux seigneurs, barons puis ducs de Mayenne. Certains ont joué un rôle important dans l'histoire de la région ou de la France, comme Charles de Blois, également duc de Bretagne, Charles de Mayenne, Jules Mazarin, sa nièce Hortense Mancini et son mari Armand-Charles de la Porte.
Louise d'Aumont, duchesse de Mayenne au XVIIIe siècle, avait épousé Honoré IV de Monaco, et l'actuel prince, Albert II, porte parmi ses nombreux titres discutés celui de duc de Mayenne.

### Héraldique
| Blason de Mayenne (commune) | Blason  | De gueules aux six écussons d'or ordonnés 3, 2, 1. |
| Blason de Mayenne (commune) | Détails | Ce blason attribué à Juhel I (1120-1161) lui aurait été inspiré par ses six fils; sa devise qui l'accompagne « six écus a pas un sol n'a » résonne toujours avec actualité. |